# Histoire de la Drôme

Drôme, blason 1 : « Coupé ondé, en 1 d’or au dauphin d’azur crêté, barbé, loré, peau »

Drôme, blason 2 : « écartelé, au premier d'or, au dauphin vif d'azur, crêté, oreillé et barbelé de gueules; au deuxième d'azur, à six besants d'argent, posés 3, 2 et 1, au chef d'or ; au troisième d'azur à trois bandes d'or ; au quatrième d'hermines, au chef d'or chaussé de gueules »

Cet article détaille l'histoire du département de la Drôme.
Occupé dès le Paléolithique, puis au Néolithique, le territoire actuel de la Drôme entre dans la Protohistoire avec son peuplement ligure.
Les Celtes (Gaulois) s'installent définitivement au Ve siècle avant notre ère.
Les Romains dominent la région du IIe siècle avant notre ère au Ve siècle de notre ère.

## Paléolithique

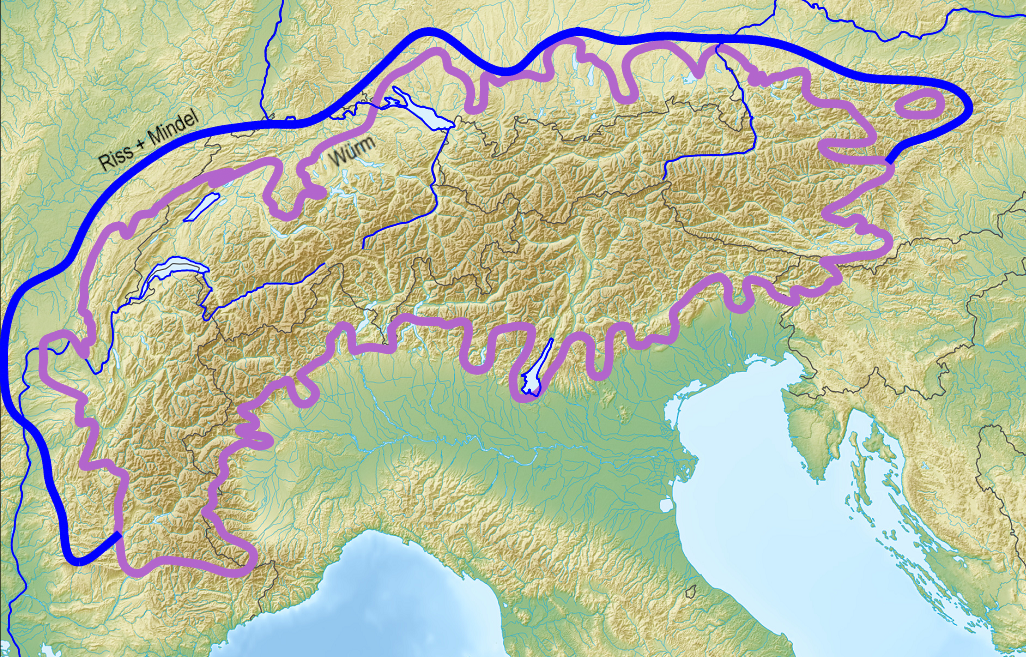
Les glaciations alpines

Les dernières périodes glaciaires sont :
- Mindel vers -400 000 ans.
- Riss de -180 000 à 100 000 ans.
- Wurm de 70 000 à 20 000. Arrivée des Homo Sapiens.

Dans leur plus grande extension, les glaciers des Alpes recouvrent le Vercors et les Baronnies au Mindel et au Riss. Pendant la glaciation de Riss, le glacier alpin s'arrête grossièrement à la limite orientale du département.
Les groupes d'humains préhistoriques sont nomades, chasseurs, pêcheurs et cueilleurs. Ils sont peu nombreux et ont laissé peu de vestiges. Aucun fragment de squelette paléolithique n'a été exhumé à ce jour (1989).
Les sites du Paléolithique sont (du plus ancien au plus récent) : Châteauneuf-sur-Isère (Acheuléen / Homo Erectus), Chanos-Curson (Clactonien), Buis-les-Baronnies (Moustérien / Néandertaliens), Saint-Nazaire-en-Royans (Azilien-Magdalénien / Homo Sapiens)
Deux sites ont été reconnus entre Romans et Pont d'Isère :
- Chanos-Curson (fouilles à la fin du XIXe siècle pour le Muséum de Lyon) : les ossements d'un éléphant ancêtre du mammouth accompagnés de plusieurs dizaines d'éclats de quartzites et de calcaire. Ces outils, sans doute destinés à tailler des épieux, sont caractéristiques de la technique clactonienne ; ils étaient obtenus par la percussion violente d'un bloc contre une enclume de pierre.
- Châteauneuf-sur-Isère (fouilles de 1970) : gisement de pierres taillées selon la technique acheuléenne; nombreux choppers (galets tranchants) et quelques outils plus élaborés : choping-tools (galet aménagé avec un tranchant sur deux faces) et bifaces. Des vestiges de la même civilisation ont été découverts à Orgnac en Ardèche.

Ces objets, datés par leur situation sur des terrasses alluviales (remontant aux glaciations) qui, par l'usure provoquée par les vents, sont âgées de 200 à 300 000 ans. Des chasseurs du Paléolithique inférieur ont donc fréquenté à plusieurs reprises les rives de l'Isère.
Plus au sud, dans les Baronnies, dans l'agglomération même de Buis-les-Baronnies, sur des alluvions datées 80 000 ans, ont été exhumés, avant la Première Guerre mondiale, de nombreux silex taillés selon la technique Levallois (à partir d'un nucleus préalablement préparé). Ces objets (racloirs, burins, pointes allongées), mêlés à des ossements de cerf élaphe et de bœuf primitif, se rattachent au faciès moustérien.
Plus récemment, dans la partie iséroise du massif du Vercors, la grotte de Prélétang (Presle) et le Val de Lans ont livré des vestiges de la même période.
Ces découvertes témoignent de la présence des Hommes de Néandertal. Ils vivaient alors sous un climat interglaciaire peu différent du climat actuel. L'ours des cavernes était leur contemporain.

### Les Homo-sapiens
La région de Saint-Nazaire-en Royans a livré des vestiges de campeurs magdaléniens puis aziliens. Ils vivaient sous un climat de steppe froide, chassant le cheval, le renne, le bison. Ils organisaient des expéditions dans le massif du Vercors pour traquer le bouquetin et la marmotte dont ils appréciaient déjà la fourrure. Un matériel a été signalé dans les abris du nord du plateau du Vercors, à Bobache et à Saint-Agnan. Ces chasseurs nomades étaient probablement les représentants locaux de l'Homme de Cro-Magnon (Homo Sapiens) :
- l'abri de Campalou (fouillé de 1969 à 1972 par J.-E. et J.-L. Brochier) a livré un abondant matériel magdalénien : foyers aménagés avec des galets calcaires, burins, lamelles, grattoirs, objets de parure (coquilles percées et canines d'animaux servant de pendeloques). L'intérêt du gisement est avant tout dans la présence de galets portant des signes géométriques et dans la découverte de gravures sur os : une palmure de renne, une tête de bison, une frise de trois têtes de cervidés et un profil de cheval[2]. Les pollens indiquent une végétation de steppe froide. Les animaux présents sont le cheval, la marmotte, le renne, le loup ;
- la grotte de Thaïs (couche azilienne) a livré un énigmatique os coché (long de neuf centimètres) qui est peut-être un système primitif de notation ou un calendrier. Il a été étudié par le chercheur américain Alexandre Marshack, spécialiste du décodage des os portant des encoches, des stries ou des perforations du Paléolithique européen. Les 17 encoches qui terminent la première ligne ont été gravées avec cinq outils différents. On l'interprète comme un calendrier lunaire portant sur une période de trois ans et on le date d'il y a environ 10 000 ans[3],[4]. Il est semblable aux bâtons-calendriers utilisés par les peuples primitifs d'Océanie.

Deux sites de la fin du Paléolithique et du Mésolithique (phase de transition avec le Néolithique) ont été découverts sur les bords de l'Isère, dans la grotte de Thais (ou du Taï), habitat d'hiver, et devant la roche de Campalou, campement d'été. Dans les couches profondes abondent grattoirs, burins, lamelles et perçoirs qui servaient à travailler le bois et l'os (afin de fabriquer des pointes de sagaie, des harpons, des aiguilles). Les couches supérieures voient disparaître presque complètement l'industrie sur os. L'outillage lithique comprend surtout de très nombreux grattoirs ou des pointes en lames de canif<.

## Néolithique
Les principaux sites néolithiques sont (du Sud au Nord) : Mollans, Vercoiran, Saint-Paul-Trois-Châteaux, Clansaye, Châteauneuf-du-Rhône, Montélimar, Saint-Nazaire-le-Désert, Montmaur, Menglon, Francillon, Beauvallon, Vassieux, Peyrus, Bouvante, Mours, Saint-Uze.
Dans la Drôme, le Néolithique commence vers 5000 avant notre ère. Cette période se caractérise par de profondes transformations des modes de vie : l'élevage remplace la chasse, l'agriculture remplace la cueillette, l'homme se sédentarise et fabrique les premières poteries et les premiers tissus. La poussée démographique amène les premières guerres entre tribus. Cette révolution progressive serait due à l'influence de migrants venus des rivages de la Méditerranée, en trois étapes successives.
Le paysage se transforme : pour la culture et l’élevage, la forêt est défrichée à grande échelle, probablement par le feu. La déforestation (et les changements climatiques) accroissent l’érosion. Son utilisation aussi : le site de Menglon utilise plusieurs hectares ; les grottes autrefois utilisées comme abris sont reconverties en bergeries et signalent ainsi le début des transhumances.

### Le Cardial
Le Cardial est le nom donné à un groupe ethnique du milieu du Ve millénaire, reconnaissable à ses poteries décorées par l'empreinte d'un coquillage (le cardium) dans la pâte encore fraîche (La Motte Chalancon). Ces premiers défricheurs ont laissé des vestiges rares (pointes de silex en forme de feuilles, céramiques, meules) à Clansaye, Peyrus, et dans le Diois. Peu nombreux, ils sont éleveurs et agriculteurs. Ils pratiquent aussi la chasse et la pêche.

#### Les mangeurs d'escargots
La consommation de gastéropodes fut régulière dans la préhistoire, tant par les chasseurs-cueilleurs que par les éleveurs-agriculteurs. Entre 1994 et 1997, lors des chantiers de fouilles précédant la construction de la ligne TGV en moyenne vallée du Rhône, leurs coquilles furent découvertes en si grande quantité qu'elles ont permis de faire faire une avancée importante à la malacologie. Sur le site du Serre 1, à Roynac, dans la vallée de la Valdaine, furent trouvées en quantité des coquilles d'escargot de Bourgogne. Leur consommation est attestée du néolithique cardial (naissance de l'agriculture) au bronze final (constitution de l'habitat groupé).

### Les Chasséens
Les Chasséens sont les premiers vrais agriculteurs et villageois de la Drôme. Arrivés vers 3500 avant notre ère, ils ont laissé de nombreuses traces (collines de Saint-Uze, grottes du Diois et de Francillon, site de plaine du Tricastin ou de Beauvallon).
Ils sont organisés en petites communautés, habitant des huttes (Menglon) ou des grottes (Montmaur). Ils font pousser l'orge et le blé (Saint-Nazaire-le-Désert). Ils récoltent avec des faucilles armées de dents de silex (Saint-Uze), broient les grains avec des meules de grès (Menglon). Des haches en pierre verte (neuf à la Bégude-de-Mazenc, une douzaine à Charens) et des lames de silex blond ont été retrouvées. Ils fabriquent une poterie fine, bien cuite, lustrée, à fond rond, avec des anses souvent percées pour y passer un cordage. Ils étaient aussi cordiers et probablement tisserands.
Dans le sud du département, à côté des trous de poteaux de leurs cabanes, les fosses où ils entreposaient leurs céréales ou enterraient leurs morts : celles de Saint-Paul-Trois-Châteaux contenaient mêlés, des ossements d'enfants, d'adultes et de chiens.
Ils étaient aussi éleveurs. Les grottes de Solaure ont livré des os de moutons, de chèvres, de porcs. En plusieurs endroits, ces restes voisinent ceux de sangliers, de cerfs, aux côtés de pointes de flèches et de sagaies. La chasse reste une activité importante.

#### L’art au néolithique
Une dalle anthropomorphe du Néolithique a été mise au jour à Chabrillan, sur le site de la Prairie. Elle reposait à côté d'un foyer et d'une fosse contenant le squelette d'un chien. Taillée dans un calcaire gréseux, elle mesure 45 centimètres de long, 31 centimètres de large, 13 centimètres d'épaisseur. On la date du chasséen ancien.
Elle évoque un personnage stylisé avec une face en relief, des yeux en retrait et un front proéminent. Sur les côtés de la dalle ont été incisés des bras parallèles et droits. Le torse est légèrement dégagé par rapport à la surface, ce qui suggère une poitrine féminine.
Sa base étant taillée en pointe, on pense que cette dalle était prévue pour être plantée dans le sol. Ce type de figuration s'apparente à celles retrouvées en Languedoc et en Provence (Comtat Venaissin et Avignon). Rien ne permettant de lier cette représentation anthropomorphe à un rite funéraire, elle a pu soit identifier l'occupante de l'habitation, soit symboliser un personnage féminin de statut important.
À Die, cinq stèles menhirs couchées en cercle, et gravées de traits évoquant des silhouettes humaines, ont été mises au jour en 1992. Elles datent du néolithique moyen (Ve au IIe millénaire av. J.-C..ujuj

#### La jeune fille et le chien
Un village chasséen fut fouillé en 1984-1985 à Saint-Paul-Trois-Châteaux (lieu-dit les Moulins) par les archéologues du CAP de Valence (fouille d'urgence sur l'emplacement d'un futur supermarché). Les fosses-dépotoirs ont livré un matériel abondant, surtout en céramiques. Cinq d'entre elles contenaient des restes humains : dans la no 69, un enfant et trois adultes dont l'un tenait un grand vase à offrande et l'autre un morceau de crâne de bœuf. Dans la no 70, une jeune fille et, à ses côtés, le squelette d'un chien probablement placé intentionnellement.

### Des cabanes faites pour résister au mistral
Les fouilles faites lors de la construction de la LGV Méditerranée ont permis d'étudier sur le site de Lalo, à Espeluche, une des premières implantations néolithiques dans la moyenne vallée du Rhône. Les fouilles, dirigée par Alain Beeching, ont eu lieu dans la partie méridionale de la Valdaine, au confluent du Jabron et de la Citelles, au pied d'une colline orientée plein sud.
Ce site, daté entre -5 600 et -5 000, a permis de dégager des fosses, des foyers en cuvette et des chenaux aménagés pour la circulation et l'acheminement de l'eau. Il comportait deux cabanes de plan ovale, où ont été retrouvés des objets en céramique et un outillage lithique. L'occupation des cabanes a pu être datée entre -5 200 et -5 000. Elles étaient construites en bois comme l'a prouvé la présence de trous de poteaux verticaux. La plus grande mesurait 10 mètres sur 7,5 mètres. Elle était recouverte d'un toit asymétrique présentant une pente plus faible au nord pour résister au mistral; l'accès se faisait par la partie méridionale.
La présence, à proximité, d'une seconde cabane, mal conservée, a suggéré l'idée d'un regroupement. Leur plan circulaire permet d'avancer qu'il s'agissait d'une petite tribu encore nomade ou récemment fixée. La construction des cabanes a pu donc servir soit à un campement hivernal de longue durée soit à une première tentative de sédentarisation.
Sur le site de Blanquet, à Montmeyran, Sylvie Saintot, a fouillé une habitation chasséenne. Orientée Nord-Sud, elle avait été construite en bois comme en témoignent les trous de poteaux. D'une longueur de 20 mètres sur 12 de large, sa structure et son orientation étaient prévues pour résister au mistral.
Les archéologues ont exhumé et identifié un broyon en calcaire, neuf formes de céramique (dont une marmite) et six vases, ainsi que trois silex taillés (grattoir et lamelles). Cette habitation isolée appartenait à un vaste ensemble comme l'atteste le nombre de silex retrouvés jonchant le sol aux alentours. Ce site a pu être daté de la première moitié du IVe millénaire avant notre ère, ce qui correspond au néolithique moyen II.

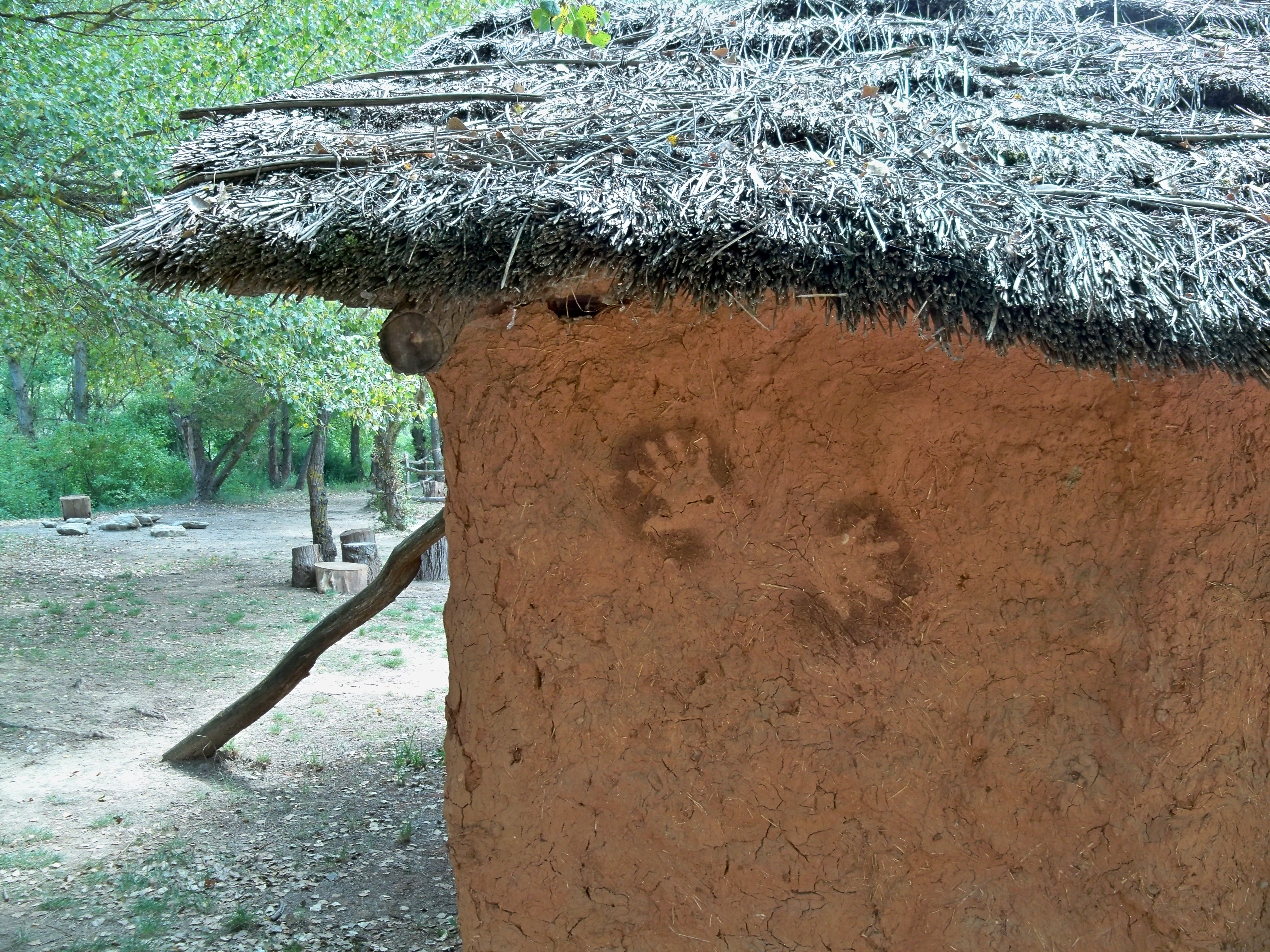
Reconstitution d'une cabane néolithique (parc à thème à Quinson (04)).
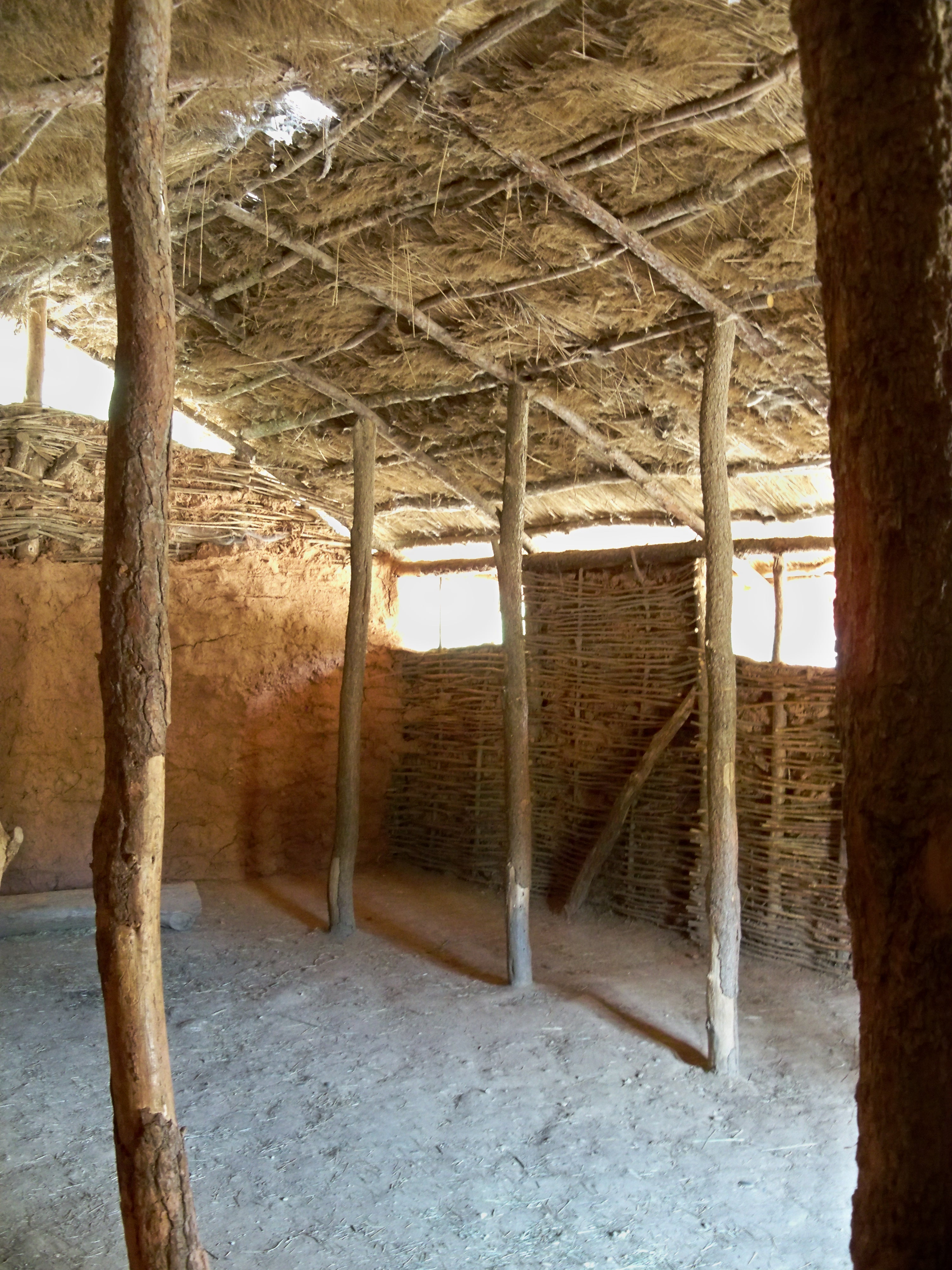
Intérieur d'une cabane néolithique (même parc à thème).

### Le Chalcolithique
Le cuivre apparaît à cette époque sous forme de perles ou de poinçons. Il donne son nom à cette période. Il n'influence guère la vie des Néolithiques.
Les mouvements de population se poursuivent, probablement très lentement, avec l'arrivée, une fois encore par le Sud, des porteurs de la culture « campaniforme » caractérisée par des poteries en forme de cloches renversées, décorées à la molette ou au peigne de bandes horizontales géométriques (Saint-Nazaire-le-Désert).
À la même époque, d'autres migrants fabriquent des poteries dites « cordées » car elles portent l'empreinte de cordages.
Ces populations habitent des villages de cabanes (Beauvallon). À la manière méditerranéenne, ils enterrent leurs morts dans des grottes et placent auprès des défunts des lames de silex et des pointes de flèches. À Montmaur-en-Diois, la grotte du Fournet a livré 90 individus dont la taille moyenne ne dépasse pas 1,64 m pour les hommes et 1,49 m pour les femmes. Dans la grotte de Perpetairi (Mollans), on a retrouvé plus d'une centaine de pointes de silex mêlées à quelque 4000 dents humaines.
À la même époque, sur le plateau du Vercors, près de Vassieux, s'installent des campements saisonniers de tailleurs de silex. Ils façonnent des milliers de poignards à partir de blocs de silex en forme de « livres de beurre ». En Europe occidentale, il existe deux autres exemples de ce genre de production, au Grand Pressigny (Indre-et-Loire) et à Spienne (Belgique) ; le site de taille de silex de Vassieux produit bien au-delà des besoins locaux, et donc sa production voyage. Sont aussi produits des gros outils dits macrolithiques. Ces silex taillés étaient probablement destinés à l'exportation. Les hommes d'alors pratiquaient déjà le troc lointain comme en témoignent les coquillages marins qui leur servaient de parure (Mours) ou les obsidiennes venues de Sardaigne (Menglon).

### La vie spirituelle
Les témoignages sont rares :

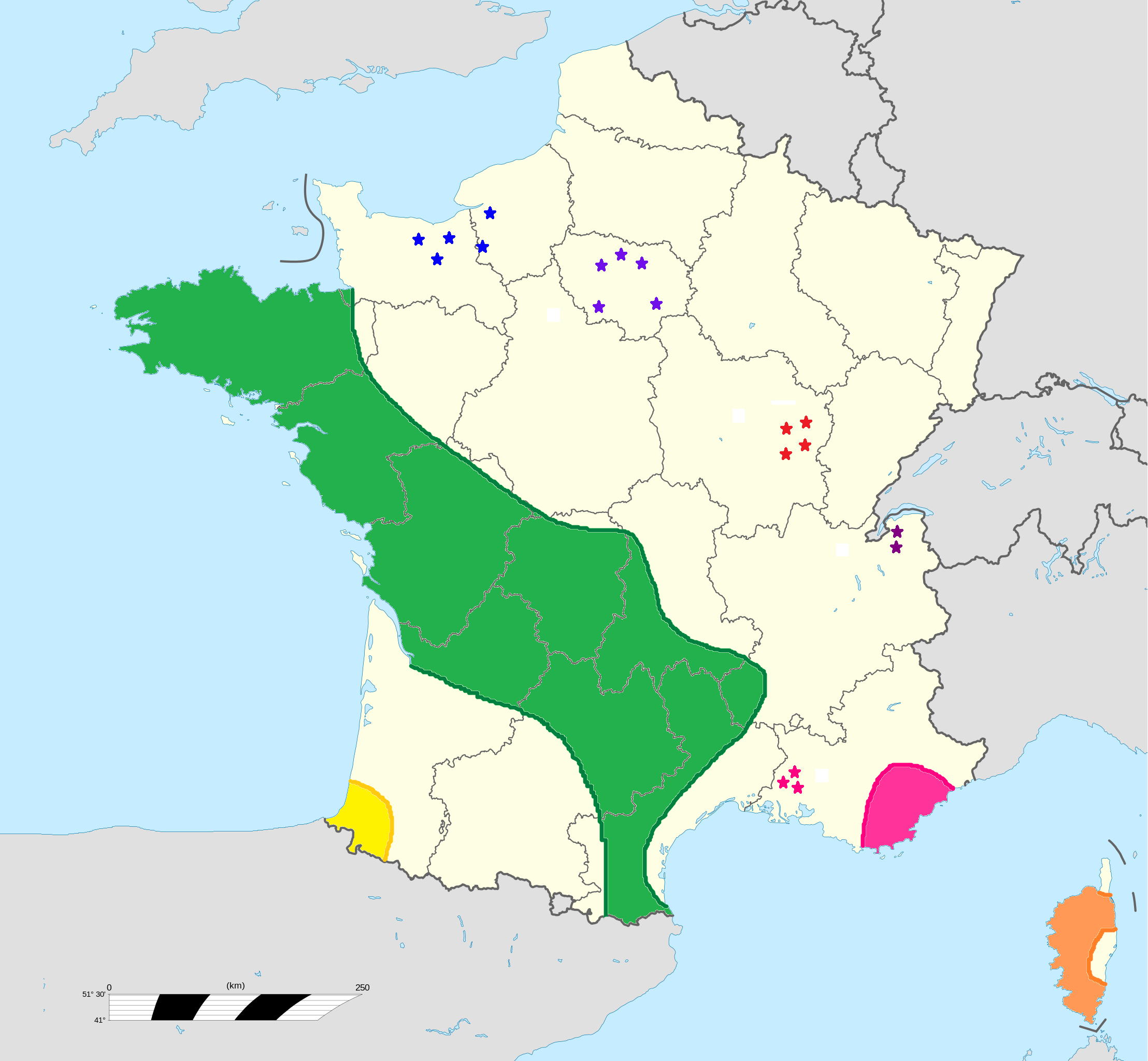
Les Mégalithes en France.

- les Néolithiques de la vallée de la Roanne déposèrent dans la grotte des Trous Arnaud des poteries pleines de blé carbonisé; hommage ou reconnaissance à une divinité des sources ?
- ceux qui enterraient collectivement leurs morts dans des hypogées taillés dans la molasse de la vallée de l'Isère (Mours) ou dans les fosses de Montélimar pratiquaient la trépanation sur des cadavres (pratique religieuse) ou plus rarement sur des vivants, dont certains survécurent (traces de cicatrisation).

Le chaos naturel des Roches qui dansent (Saint-Barthélémy-de-Vals), considéré par certains comme un cromlech, n'a livré aucun vestige préhistorique. D'après la légende, les Roches qui dansent se mettent en mouvement la nuit de Noël.

En revanche, l'Ardèche possède de nombreux mégalithes et le Vaucluse en possède quelques-uns.

## Âge du Bronze
Les influences et les mouvements de population s'inversent. Les migrants viennent désormais du Nord et non plus du Midi méditerranéen. Ils transportent avec eux leurs outils, leurs armes et leurs pratiques funéraires.
Ni toujours très nombreux, ni forcément agressifs, les nouveaux venus se fondent dans les populations néolithiques.
Cette période pendant laquelle les habitants de la région, contrairement à ceux du bassin oriental de la Méditerranée, ne connaissent pas encore l'écriture, est communément appelée la « Protohistoire ».
Au début du second millénaire avant notre ère, le bronze apparaît sous la forme d'objets magnifiquement décorés (poignards, épingles, haches, etc.) qui restent cependant isolés. À Valdrôme, Loriol et Valence, ils témoignent du passage de colporteurs venus du Valais suisse (« civilisation du Rhône ») puis d'Allemagne méridionale (« civilisation des tumulus »)[réf. nécessaire]. La céramique campaniforme est fortement présente dans le Diois et les Baronnies, témoignant de l’intégration de la région, pourtant montagneuse, aux courants culturels européens.
Les tailleurs de pierre résistent bien : à Vassieux (Drôme) et à Sigottier (Alpes-de-Haute-Provence), ils perfectionnent leurs pointes de flèche et leurs poignards en silex.

### Le Bronze ancien
Des fouilles préventives au passage de la ligne du TGV Méditerranée sur la commune de Roynac, ont eu lieu de mai à septembre 1996. Elles se sont déroulées au lieu-dit le Serre 1 et ont été réalisées par Joël Vital et son équipe d'archéologues. Sur quatre mètres de profondeur, sur ce site de la Valdaine, avaient été repérés 9 niveaux d'occupation humaine qui s'étageaient du Néolithique au Moyen Âge.
Trois surfaces archéologiques intéressaient l'âge des métaux. Seule la S 1 (Serre 1) relevait du Bronze ancien. Ce site fut occupé de -2200 à -1800 avec un pic situé entre -2150 et -2000 par datation au C14. Sur cette surface — près de 5 800 m2 décapés —, plusieurs centaines d'aménagements humains ont été identifiés. Seuls 1 600 m2 ont été fouillés.
L'occupation humaine s'est caractérisée par le creusement de nombreuses fosses. Une cinquantaine d'entre elles ont été utilisées comme silos, ce qui a permis de retrouver, dans le fond, des céréales carbonisées. Une autre cinquantaine a servi à d'autres fonctions et, pour un certain nombre d'entre elles, de dépotoir pour les reliefs des repas. On y a identifié des os de suidés et de bovidés. Trois fosses ont été aménagées en four de combustion. Ces installations sont à mettre en relation avec l'identification d'éclats et de gouttes de bronze exhumés sur place. L'habitat était en bois puisque 150 trous de calage de poteaux ont été comptés. La fouille a mis au jour nombre de récipients de céramique à fort volume pour le stockage personnel, ainsi que les vestiges de deux bâtiments comportant un grenier surélevé pour le stockage communautaire.
Contrairement à d'autres sites du Bronze, celui-ci ne semble pas avoir choisi une implantation privilégiée sur un grand axe de communication. Le lieu semble avoir facilité l'acquisition en minerai métallifère par les vallées proches du massif alpin.

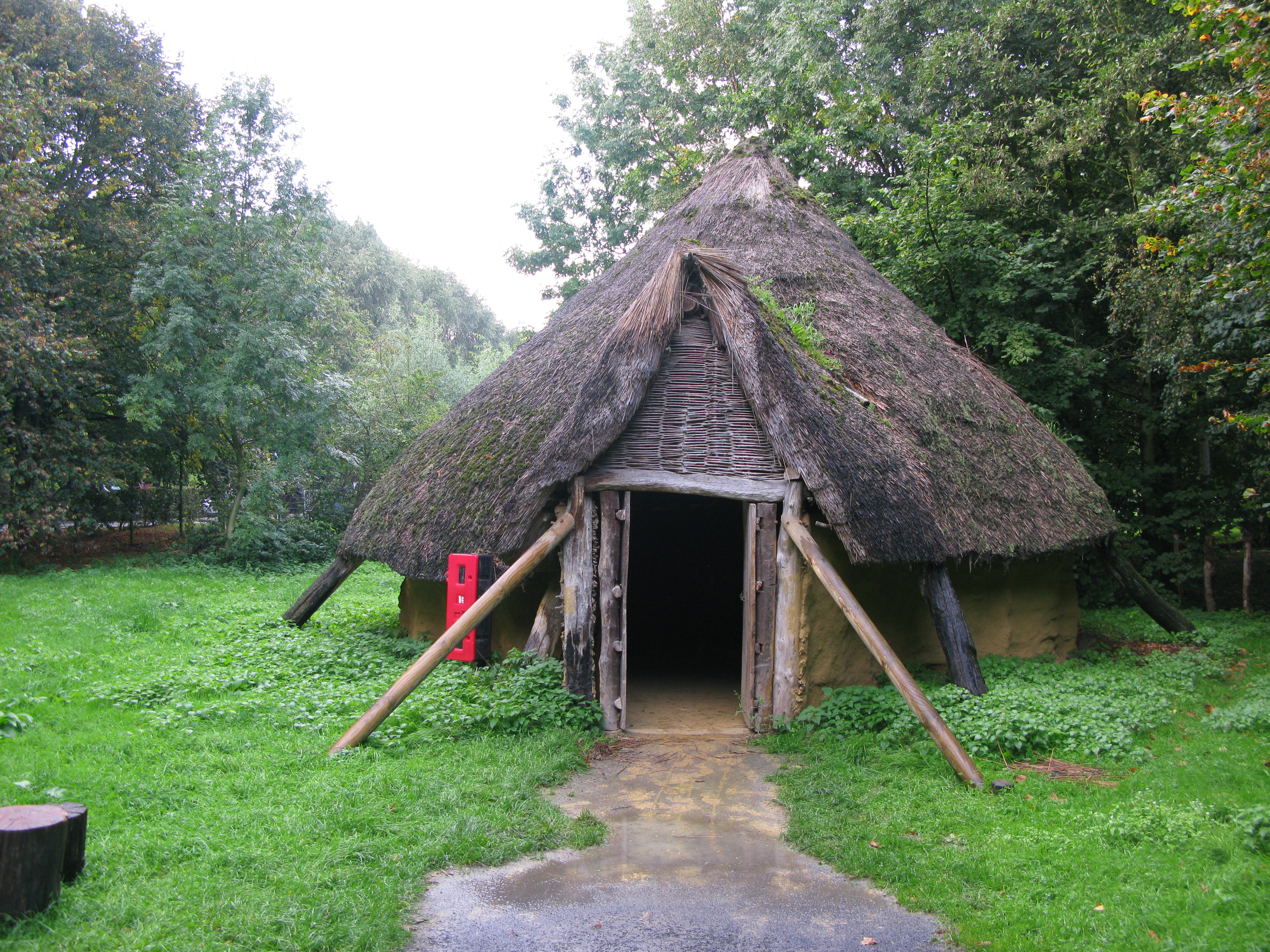
Reconstitution d'une habitation de l'âge de bronze (parc à thème du nord de la France).
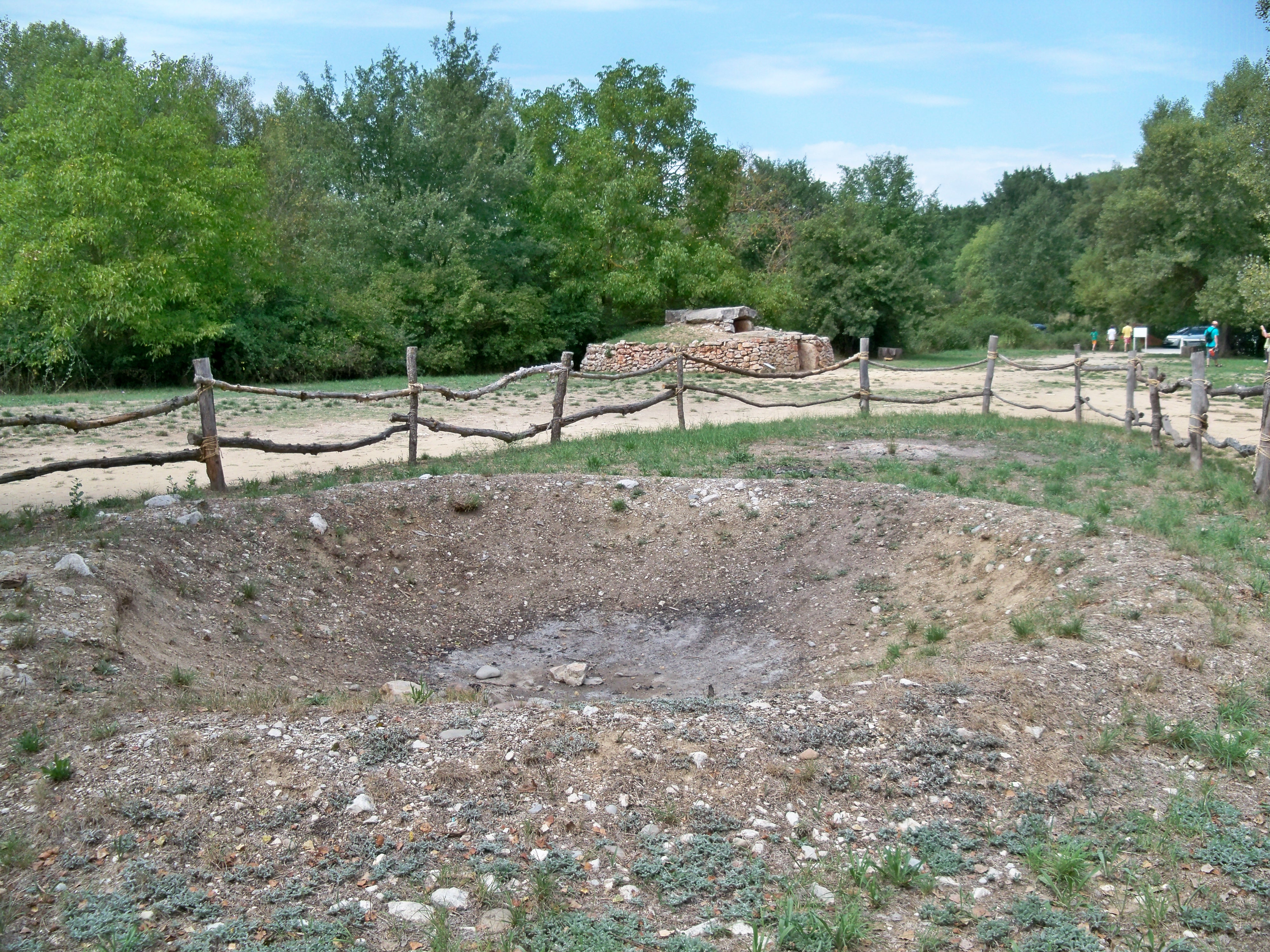
Scène de coulage du bronze (Quinson (04)).

### Le Bronze final
Un changement majeur se produit au Bronze final, à partir de 1100 avant notre ère. Progressivement, sur près de quatre siècles, arrivent des agriculteurs venus d'Europe centrale. Ils appartiennent à la « civilisation des champs d'urnes », ainsi dénommée parce qu'ils incinèrent leurs morts et enferment les cendres dans des urnes. Les populations indigènes adoptent les nouveaux types de céramique mais restent fidèles à leurs usages funéraires (inhumation).
Le bronze se répand alors très largement (de Saint-Uze, Chastel-Arnaud, Francillon, Donzère). L'une des plus belles découvertes du (XIXe siècle) est celle dite de Beaurières (en réalité aux Boulignons, commune de Charens); elle se compose de 36 objets, utilitaires (couteaux, haches, faucilles, épingles) et parures (anneaux, boucles, perles, rouelles, etc.).
Le climat était plus chaud et plus sec qu'aujourd'hui. Les terrains d'altitude sont occupés. La plaine est elle aussi mise en valeur. Les villages s'installent aux débouchés des gorges (La Roche-de-Marignac, Saint-Féréol-Trente-Pas). Le site des Gandus a livré des poteries de qualité et un four culinaire.
À Saou, le site de Pas-de-Lestang (fouillé depuis 1983) a livré un ensemble de cabanes aux toits de chaume et aux murs de torchis sur des fondations de pierre. On y cultivait l'orge, on y élevait des chèvres, des moutons, des bovins et on chassait le sanglier dans la forêt de Saou voisine. On tissait la laine des moutons. Sur place, on fondait l'outillage de bronze et fabriquait des poteries dont certaines sont décorées de signes schématiques représentant des hommes et des animaux.
Vers la même époque, les énigmatiques gravures de Moras pourraient être une première tentative d'écriture pictographique.
La piste nord-sud protohistorique suivait sensiblement le trajet actuel de la RD 538, le long du Vercors puis à travers le pays de Bourdeaux. Elle évitait ainsi les bords marécageux du Rhône. Les marchands l'utilisaient pour le transport de l'étain venu de Grande-Bretagne et indispensable aux métallurgistes méditerranéens.
Cette période prospère dure plusieurs siècles et se prolonge au cours du premier âge du Fer.

## Âge du Fer
L'Âge du Fer est lié à l'arrivée des Celtes indo-européens et se divise en deux périodes : celle des pacifiques bergers hallstattiens (Hallstatt, ville d'Autriche, station éponyme du Premier Âge du Fer) puis celle des redoutables guerriers gaulois de la Tène.

### Les Hallstattiens
Vers 750 avant notre ère arrivent les premiers cavaliers hallstattiens. Ils portent la longue épée de bronze (Barsac) et utilisent poignards, rasoirs et épingles en bronze et en fer (La Laupie, Valence, Mirabel-aux-Baronnies). Ces éleveurs, venus du Jura ou de Suisse, cohabitent pacifiquement, puis se fondent dans les populations indigènes. Ils inhument leurs morts dans de vastes nécropoles (Serre, Alpes-de-Haute-Provence).
Au même moment, les premiers villages perchés et fortifiés (oppida) s'organisent à Soyons (Ardèche) ou sur la colline Saint-Marcel du Pègue.

#### Site hallstattien en vallée du Rhône
Une fouille préventive au passage du TGV Méditerranée sur la commune de Crest a été réalisée entre novembre 1995 et juin 1996 par Jean-Michel Treffort et son équipe d'archéologues. Le site fouillé, dénommé Bourbousson 1, situé sur la rive droite de la Drôme, a permis d'identifier un habitat hallstattien daté du Ve siècle av. J.-C..
Sur ce site fréquenté dès le Néolithique, ont été mises en évidence les conditions du développement de l'agriculture (épierrement et murs de pierre sèche délimitant les champs, terrasses de culture). Réoccupé dans la première moitié du Ve siècle av. J.-C., il s'y développa un habitat groupé, qui a pu être précisément daté grâce à la présence de céramiques d'importation venant de Grèce et d'amphores massaliotes, ainsi que par des objets métalliques (fibules). L'occupation fut de courte durée, celle d'environ génération, entre -500 et -440, mais permit l'édification de plusieurs bâtiments en terre et en bois ayant chacun une surface approximative de 40 m2.
Les bâtiments sont de deux types. Le premier suit un tracé rectangulaire; ses murs sont en colombage hourdé de terre et le toit est à deux pans. Le second type, qui correspond à l'architecture protohistorique du domaine alpin, utilise un cadre de poutres reposant sur un substrat de galets. Entre ces bâtiments, qui constituaient un village, existaient différentes parties domestiques (fosses-silos, greniers) et des allées ou chemins empierrés.
La fouille du site a permis de recueillir 24 000 tessons de céramique, dont 95,5 % non tournées. La céramique tournée était d'importation (amphores massaliotes et poteries attiques à vernis noir). Il fut aussi exhumé 200 objets métalliques, dont nombre de parures typique de la civilisation de Hallstatt. L'outillage lithique était composé de meules en grès ou en basalte, de polissoirs et de petites enclumes. Un seul outil, une aiguille à chas, était en os.
Bourbousson 1, situé au débouché d'une importante voie transalpine qui se croisait avec une piste protohistorique menant de Massalia (Marseille) à Lugdunum (Lyon), est le témoignage de l'influence hallstattienne en vallée du Rhône. Le site marque la frontière entre la vallée de la Drôme et le Tricastin où, à 40 kilomètres, se trouvent Le Pègue et l'oppidum Saint-Marcel sous influence méditerranéenne.

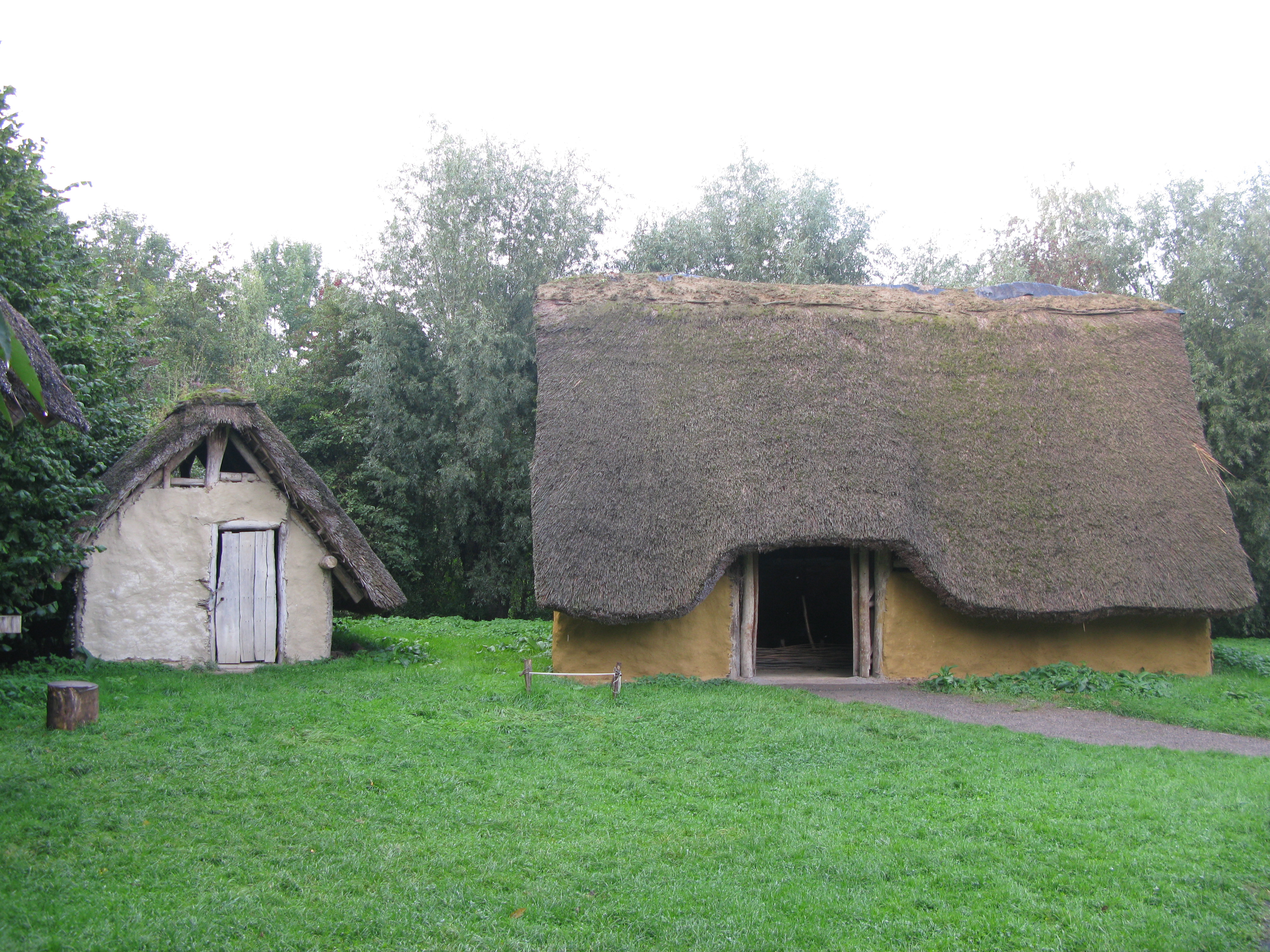
Reconstitution d'un village à l'âge du fer (Quinson (04)).

### Les Gaulois

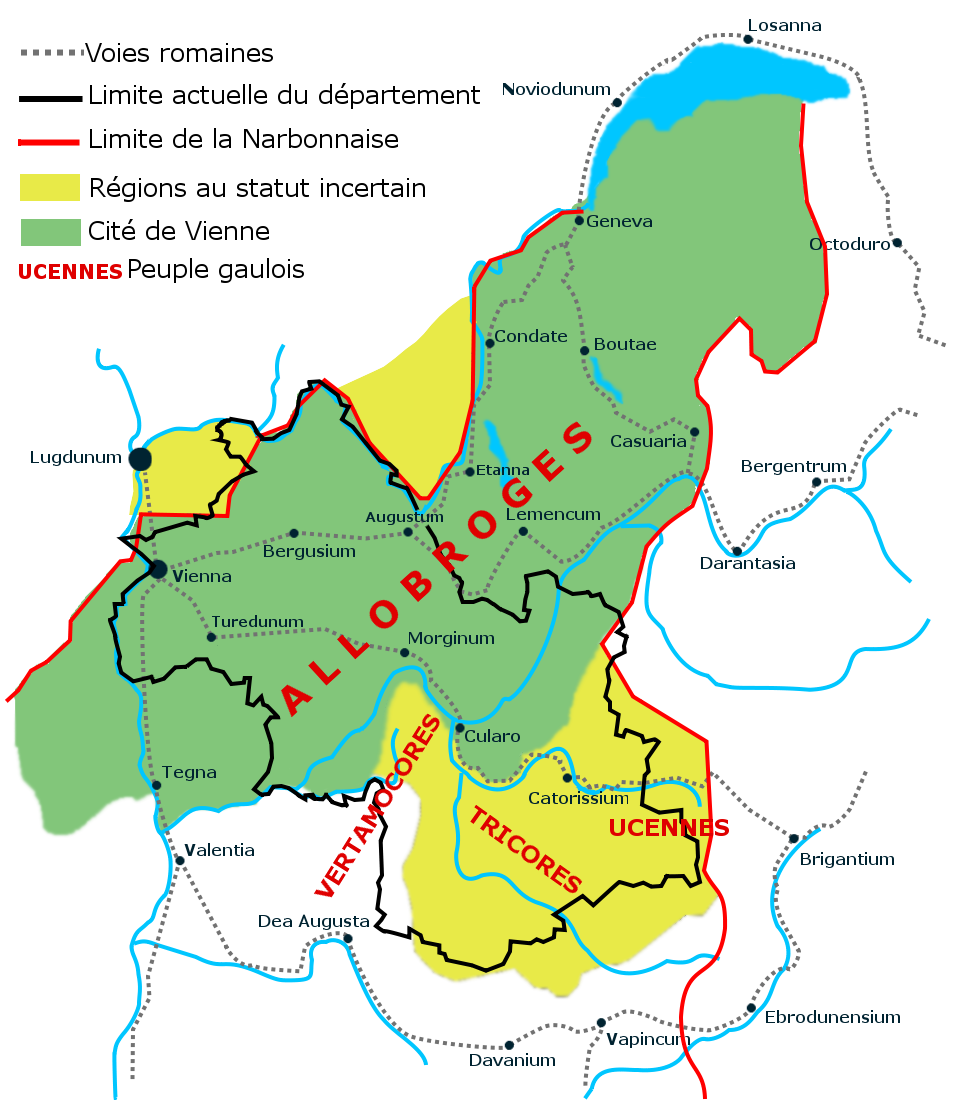
Les Allobroges.

Vers 500 avant notre ère déferlent dans la vallée du Rhône les premiers guerriers gaulois. Ce sont de redoutables cavaliers, protégés par des boucliers et armés d'épées et de longues lances de fer. Ils incendient Soyons et le Pègue, vers 480. Les habitants de la colline Saint-Marcel construisent alors de solides fortifications en utilisant les débris de leur sanctuaire. Vers 350, une seconde vague celte incendie à nouveau le site qui sera peu à peu abandonné.
Un certain nombre de ces guerriers, d'après Tite-Live, poursuivent leur chemin et passent en Italie. Les autres s'installent dans la vallée du Rhône. Dans un premier temps, ils évitent les montagnes tenues par les paysans et les pasteurs comme ceux qui décorent de gravures schématiques les parois de la Baume Écrite (Pommerol) ou de la Tune de la Varaine (Boulc).
Les Gaulois disposent d'outils de fer (haches, faucilles, charrues) bien supérieurs à l'outillage de bronze. C'est donc autour d'eux que va se constituer une nouvelle civilisation.
Installations définitives :
- Les Allobroges : le long de la rive droite de l'Isère.
- Les Vertamocores (Vertamocori[37], ou Vertamocorii[38], ou Vertacomacori[39], ou Vertacomicorii[40]) : sur le plateau du Vercors. Leur ethnonyme donnera le nom Vercors et l'adjectif vertacomicorien
- Les Voconces : dans la région de Die et de Nyons.
- Les Ségovellaunes : autour de l'oppidum de Malpas à Soyons (Ardèche) et dans la région de Valence.
- Les Tricastins : dans les cantons de Saint-Paul-Trois-Châteaux, sur une partie du canton de Grignan ainsi que sur le canton de Valréas dans le Vaucluse.

### La grotte de Boulc
La Tune de la Varaime (1 400 m d'altitude) contient de nombreuses gravures schématiques de l'Âge du Fer (soleils, figures humaines et animales).

### Les oppida
Les oppida sont nombreux sur le territoire de la Drôme. Ce dernier offrait de nombreuses possibilités de perchement dans sa partie pré-alpine. Le plus souvent, ce sont des éperons barrés, extrémité d'un plateau dont il suffisait de défendre un côté.
L'oppidum du Vellan (Plan-de-Baix) a conservé ses fossés; celui de Cissac (ou Six Sacs, à Saoû) ses murailles de pierres sèches ; celui de Beauregard (Grignan) quelques traces de cabanes.
Le matériel retrouvé est rare, sauf à Saint-Marcel du Pègue, et ne remonte que rarement au-delà de l'Âge du Fer. Ces plateaux, parfois élevés, souvent sans eau et battus par tous les vents ne semblent pas avoir été des habitats permanents, ni, à plus forte raison, les emplacements de villes mentionnées par les auteurs antique mais dont on a perdu la trace (Dourio, Aéria). La plupart des oppida drômois étaient probablement des lieux de séjour provisoire où, au cours des siècles, vinrent se réfugier les habitants et leurs troupeaux en période d'insécurité. Les vestiges de l'oppidum de Sainte-Lucie (Vercoirans) vont du Néolithique jusqu'au Moyen Âge.

### Aéria, la cité oubliée
L'emplacement de cette cité oubliée créa la controverse dès le XIXe siècle. Le géographe grec Strabon (vers 18 avant notre ère) n'était pas bien précis : Aéria était située entre la Durance et l'Isère et tirait son nom de sa position en hauteur. Déjà en 1855, le chanoine Ferdinand Sauret avait recensé 22 sites possibles entre Plan-de-Baix au Nord et Carpentras au Sud. Quant aux auteurs modernes, ils penchent en général pour le site de Barry, au sud de St-Paul-Trois-Châteaux.
Dans le Vaucluse, Sault occuperait peut-être l'emplacement de l'antique cité d'Aéria qui disparut avec les invasions barbares.

## Contacts avec la civilisation grecque
La cité de Massalia (Marseille) remonte à 600 avant notre ère ; elle est le fait de colons grecs venus de Phocée en Asie mineure.
Sachant que les principales routes commerciales entre le nord et l'ouest de l’Europe et l’Orient empruntent les fleuves (en particulier Rhône et Saône) de ce que Strabon nomme « l’isthme gaulois », Massalia occupe une place stratégique. L’ambre, l’étain descendent le Rhône quand remontent le vin et les articles de luxe comme la céramique et la vaisselle.
L'influence grecque se fait sentir très haut à l'intérieur de la Gaule.
Les découvertes de monnaie massaliotes (Gigors, La Motte Chalancon) témoignent que les marchands grecs fréquentent assidûment la région, y compris dans la montagne.

### Céramiques pseudo-ioniennes en vallée du Rhône
L'oppidum Saint-Marcel, situé sur la commune du Pègue, dans la Drôme provençale, est un emporion (comptoir commercial grec) qui a été en relation avec Massalia du VIe siècle av. J.-C. jusqu'à l'an -49. Il est remarquable pour ses différentes poteries pseudo-ioniennes qui ont mis en évidence un important commerce du vin entre les Phocéens et les tribus de la basse vallée du Rhône.
Des ateliers indigènes, s'inspirant des productions de céramiques grecques par l'intermédiaire des Phocéens de Massalia, ont produit des poteries tournées, en pâte claire micacée, particulièrement des œnochoés et des vases à vin. Ces céramiques locales portent toutes un décor peint, avec un registre allant de la bande ocre au développement de formes figuratives (majoritaires). Ces récipients vinaires ont cependant conservé dans leurs formes de fortes influences gauloises (coupes carénées).

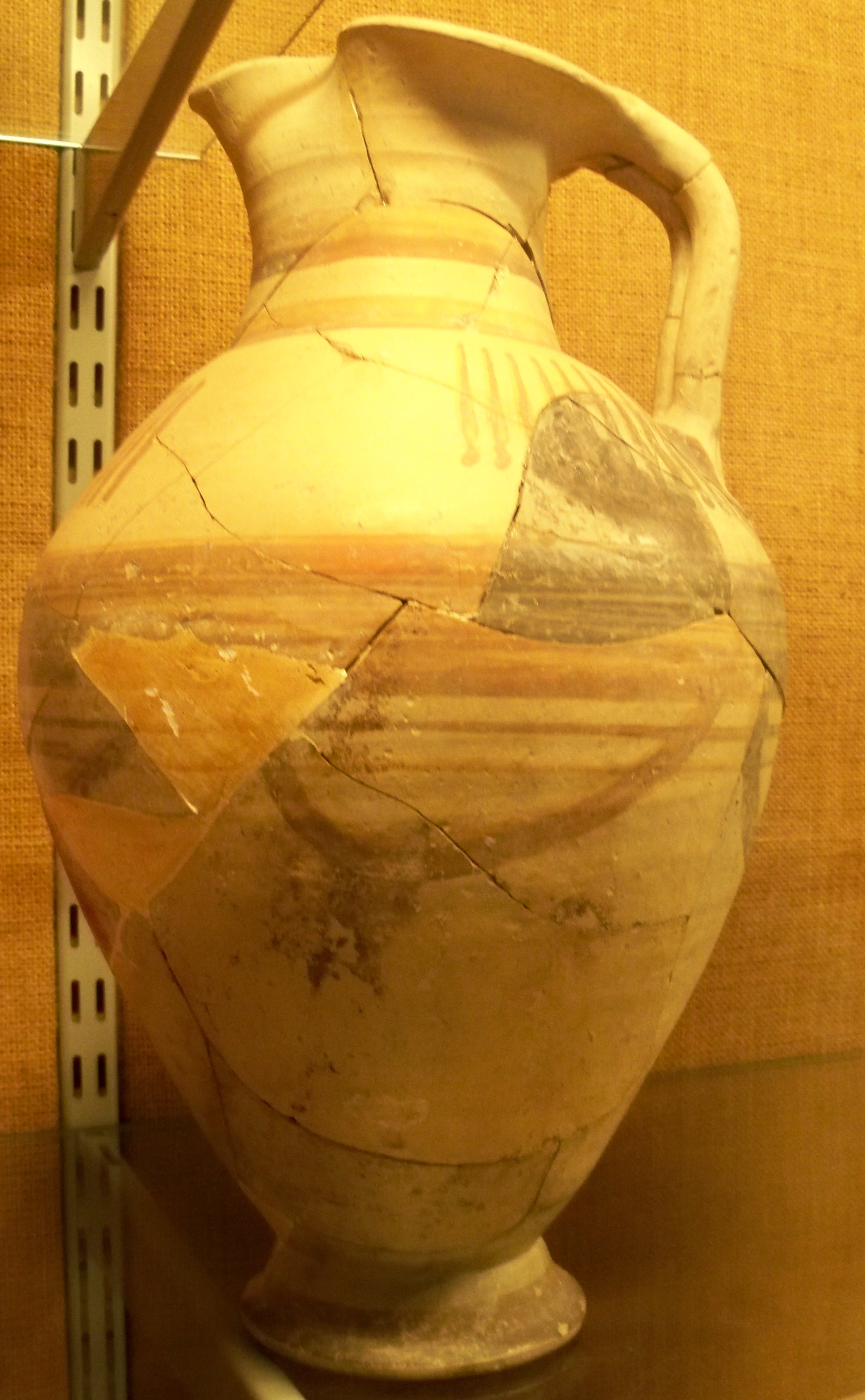
Œnoché à décor pseudo-ionien.
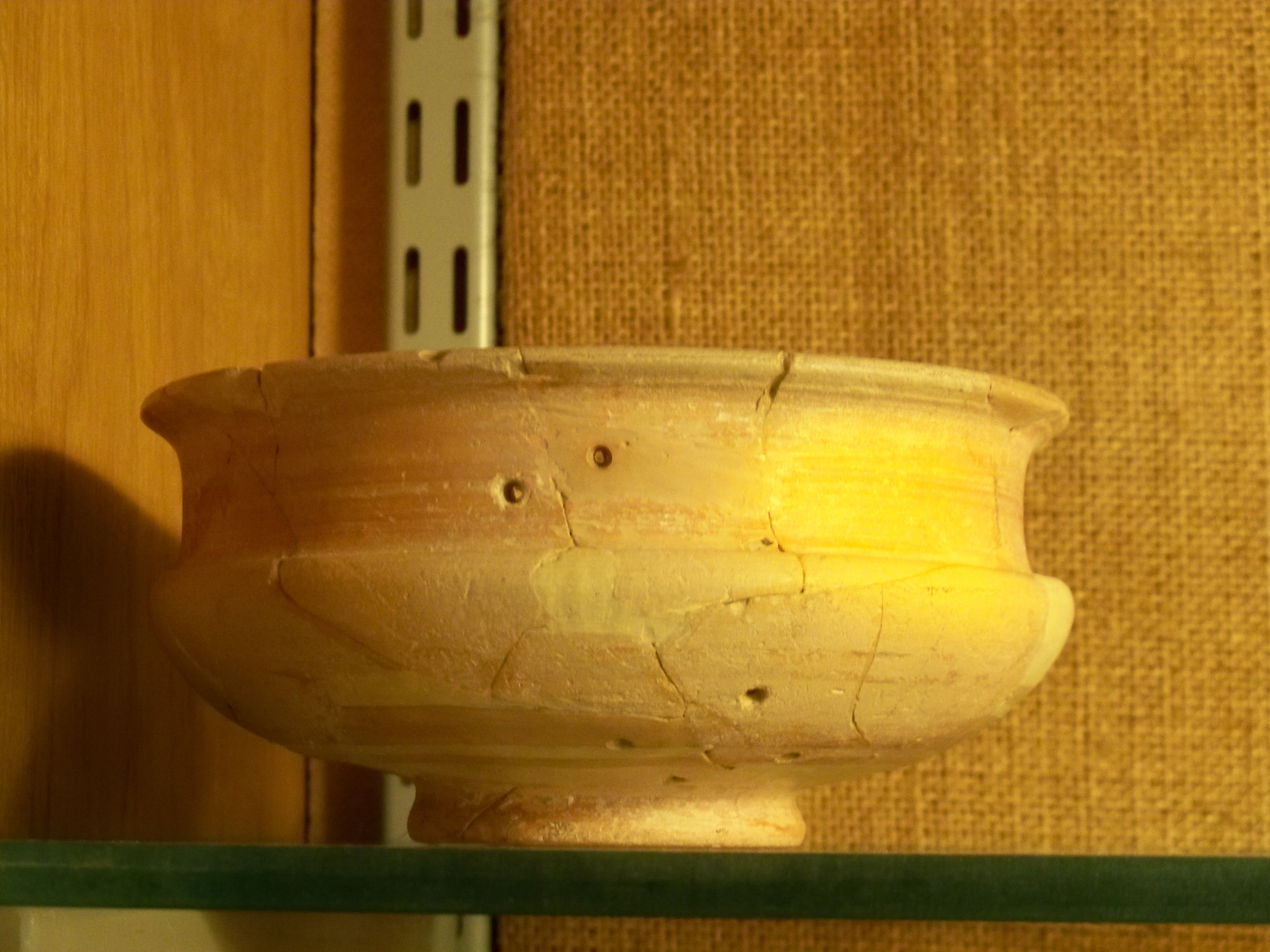
Vase à vin.

Déjà occupée de façon permanente au Bronze final, la colline Saint-Marcel connait son apogée à la fin du VIe siècle avant notre ère. Ses habitants sont alors en relation avec la Grèce (vraisemblablement par l'intermédiaire de Marseille). Ils construisent un sanctuaire et, vers 500, installent de nombreux silos de blé, d'orge, de vesces, de millet et de glands, témoignages d'un centre d'échanges importants.

## Le passage d'Hannibal
En septembre 218 avant notre ère, le général carthaginois Hannibal Barca, venant d'Espagne, traverse le Rhône, avant que les Romains (Publius Cornelius) ne puissent empêcher son passage, à la tête de 50 000 (ou 38 000) fantassins, de 10 000 (ou 8 000) cavaliers, de nombreux animaux de bât et de 37 éléphants de guerre. L'hypothèse la plus probable est qu'il ait fait traverser son armée à la hauteur de Caderousse où se situent les Insulæ Furianæ selon le relevé C des cadastres d'Orange.
L'historien grec Polybe (Histoires, III, 50 / en 170 avant notre ère) relate ce passage : Hannibal, après avoir traversé le Rhône, aurait remonté 1400 stades (soit 250 km) le long du fleuve avant d'atteindre un lieu nommé « l'île », en fait une presqu'île créée par la confluence du Rhône et de l'Isère. À la demande d'un chef local, il apporte son aide à ce dernier et lui permet de l'emporter sur son frère. Il sera remercié par quantité de vêtements, chaussures, armes et vivres. Des guides et une arrière-garde lui seront adjoints pour le reste du trajet jusqu'aux Alpes (et pour dissuader les Allobroges de l'arrêter),.
L'historien latin Tite-Live (Histoire romaine, XXI, 31), cent ans après Polybe, relate lui aussi ce passage : Ayant traversé le Rhône, Hannibal serait parvenu en seulement quatre étapes (60 km) à l'île où l'Arar et le Rhône se réunissent. Il y aurait apaisé les dissensions entre Allobroges. Malheureusement l'historien ajoute qu'Hannibal tourna sur la gauche dans le pays triscatin et suivit la frontière nord des Voconces.
Les deux textes paraissent inconciliables et celui de Tite-Live est même incompréhensible : s'il se trouvait au confluent de l'Isère, Hannibal aurait dû tourner sur la droite pour prendre la route des Alpes. Le récit a cependant pu se confondre avec celui du trajet d'Asdrubal, frère d'Hannibal, dix ans plus tard.
La découverte (en 1977) d'un éléphant peint sur la paroi d'une grotte des Baronnies, à Mollans, a relancé la polémique. Le dessin paraissait authentique mais difficile à dater. De plus, l'historien Jean-Noël Curiol imagine mal qu'une armée de la taille d'Hannibal ait pu manœuvrer et se nourrir dans l'étroite vallée de l'Ouvèze. Il envisage l'œuvre d'un témoin ayant vu passer l'armée carthaginoise dans la vallée du Rhône et restituant ensuite cet événement dans une grotte située à moins de trente kilomètres.
Quant aux toponymes, comme la Fontaine d'Hannibal à Buis-les-Baronnies, ils sont manifestement d'époque moderne. Sur la commune de Saoû, nous avons aussi la Baume-Hannibal, près des Trois Becs.

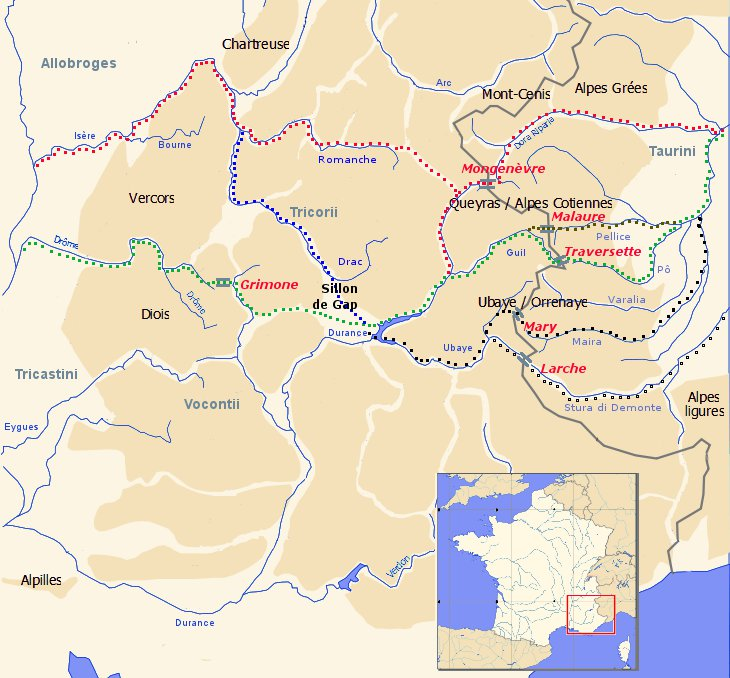
hypothèses par le Sud.
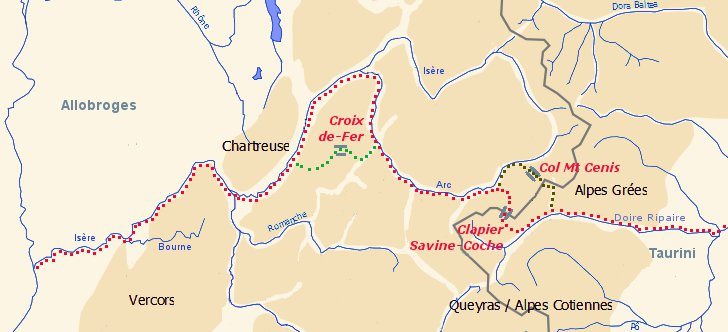
hypothèse par la Maurienne.
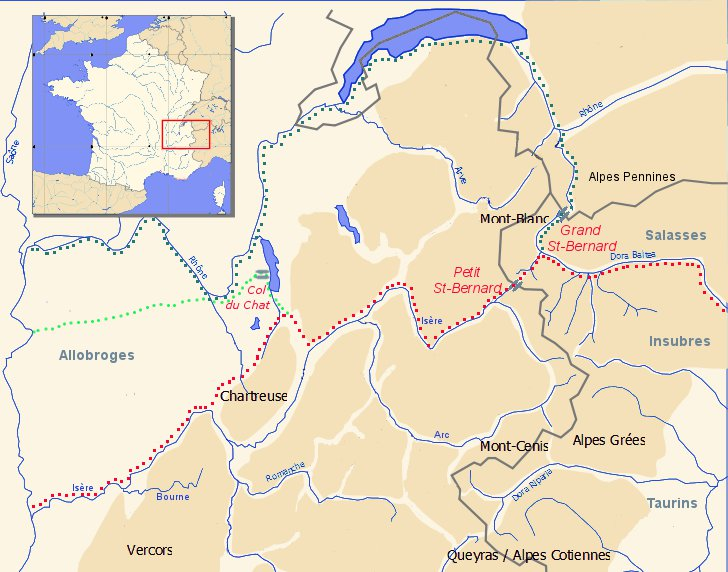
hypothèses par le Nord.

## La conquête romaine
Au moment de la conquête romaine, les peuples celto-ligures (issus de la fusion des migrants ligures venus du Sud et des Celtes venus du Nord) sont bien établis. Nous connaissons leurs noms et leurs territoires approximatifs grâce aux écrivains grecs Polybe (-210 à -125) et Strabon (-58 à +25) puis latins Tite-Live (-64 à +17) et Pline l'Ancien (+23 à 70). Ces territoires persisteront pendant des siècles, transformés en cités gallo-romaines puis en diocèses chrétiens.
Trois peuples se partagent le territoire de la Drôme. Deux d'entre eux sont en fait des confédérations de tribus moins importantes.
- Au nord : les Allobroges s'étendent sur une vaste région allant du Rhône au lac Léman. Trois centres : Vienne, Grenoble, Genève.
- À l'ouest : la confédération des Cavares s'étend dans la vallée du Rhône, de l'Isère à la Durance.
  - Au nord : les Segovellauni (ou Segulani), dont le nom signifierait « les guerriers courageux (vaillants) », sont installés sur les deux rives du Rhône. Leur capitale est à Soyons (rive ardéchoise); ils y ont un oppidum (Malpas). Valence la supplantera.
  - Au sud : les Tricastini peuplent les collines qui surplombent la plaine. Leur centre originel est Senomagus, « le vieux marché » (aujourd'hui marqué par la chapelle Saint-Pierre-de-Sénos) situé sur l'oppidum de Barry (ou Barri). Senomagus a été supplanté au premier siècle avant notre ère par Noiomagus, « le nouveau marché » (Saint-Paul-Trois-Châteaux).
- À l'Est : la confédération des Voconces s'étend sur tout l'arrière-pays drômois et descendent eux-aussi jusqu'à la Durance. Deux capitales : Luc-en Diois (Drôme) et Vaison-la-Romaine (Vaucluse). Die (Drôme) les supplantera.
  - Les Vertamocorii habitaient le plateau du Vercors, tout au moins au sud de la rivière Bourne[51].

### Quintus Fabius Maximus Allobrogicus
En 125 avant notre ère, appelés à l'aide par leurs alliés Marseillais contre les Salyens, les Romains commencent des campagnes militaires dans les territoires de Gaule méridionale. Assez rapidement la zone de conflit s’étend par contiguïté, engageant des peuples puissants comme les Voconces puis les Allobroges et leurs alliés Arvernes, qui se trouvent en position hégémonique en Gaule.
En août 121 avant notre ère, les Romains envahissent le territoire de la Drôme. Les Allobroges (chez qui les chefs salyens avaient trouvé refuge), et leur allié Bituitos, roi des Arvernes, sont vaincus dans la plaine qui s'étend entre Tain-l'Hermitage et la rivière Isère par le consul romain Quintus Fabius Maximus Allobrogicus. Strabon (Géographie, IV, 1, 11) parle de la bataille du confluent (sous-entendu, du Rhône et de l’Isère)[réf. nécessaire]. Cette campagne victorieuse, menée avec Cnaeus Domitius Ahenobarbus, marque la création de la province romaine de Gaule narbonnaise.
Valence aurait été fondée à la suite de cette victoire. Elle acquiert rapidement de l'importance grâce à sa position au carrefour de voies romaines.
La centuriation de la plaine de Valence a été étudiée,,.
Des études plus récentes précisent le statut de la fondation de Valence.

### Caius Marius
En 109 avant notre ère, la Gaule Narbonnaise est ravagée par les Cimbres, les Teutons et les Ambrons durant l'épisode de la guerre des Cimbres. Les Germains passent sur le territoire de la Drôme. Ils seront vaincus par Marius.

### Caius Julius Caesar
En 58 avant notre ère, la migration des Helvètes menace les Allobroges, désormais alliés de Rome. C'est le prétexte utilisé par Jules César pour envahir le reste de la Gaule. Ce sera la Guerre des Gaules. Elle dure de 58 à 51/50 et aboutit à la décisive bataille d'Alésia en 52. Les Gaulois de la Drôme sont dans le camp romain.

## Les Gallo-romains
Les bassins de la Drôme et de l'Isère furent réunis à la province romaine de Gaule narbonnaise. Le pays connut une ère de prospérité. Les vallées fertiles furent peuplées par de nombreuses colonies :
- Les Tricastins avaient pour capitale Augusta Tricastinorum (Saint-Paul-Trois-Châteaux), une ville à la riche tradition artisanale. On y fabriquait des miroirs en cuivre poli utilisés par les Romains.
- Les Voconces avaient pour capitale Luc-en Diois (Drôme) et Vaison-la-Romaine (Vaucluse). Au début du IIe siècle, la capitale fut transférée à Die, Colonia Dea Augusta Vocontiorum, cité importante. Les ruines romaines sont encore visibles, notamment le rempart et une porte monumentale.
- Les Romains fondèrent Valence en face de la capitale des Ségovellaunes, Soio (Soyons, rive ardéchoise du Rhône). Valence est certainement une cité de droit romain (une dédicace au patron Asprenas a été découverte à Valence). Le plan de la vieille ville est celui d'un camp romain.

Au IVe siècle, le territoire de la Drôme passe dans la province romaine de Viennoise (ou Viennaise) lorsque, sous la tétrarchie, la Gaule narbonnaise fut divisée en Viennaise et Narbonnaise Ire et IIe, toutes rattachées à la préfecture du prétoire des Gaules. La Viennaise comprenait les Allobroges, les Segovellaunes, les Helviens, les Tricastins, les Voconces et les Cavares; elle avait pour capitale Vienne.
Au Ve siècle, la Viennaise fut divisée à son tour en Viennaise Ire, chef-lieu Vienne, et Viennaise IIe, chef-lieu Arles.

### Les voies romaines

Les voies romaines.

Deux voies principales passent sur le territoire de la Drôme :
- La via Agrippa : d'Arelate (Arles) à Lugdunum (Lyon).
- La voie des Alpes : de Valentia (Valence) à Vapincum (Gap) où elle rejoint la via Domitia, partie elle-aussi d'Arles et menant à Brigantio (Briançon).

### La villa viticole du Molard (fin duIersiècle)
La plus importante unité viticole de l'antiquité, la villa du Molard a été mise au jour au sud de Donzère. Elle s’étendait sur deux hectares. L’entrepôt des vins de 70 x 15 m contenait deux travées abritant 204 dolia disposés en six alignements ayant chacune une contenance de 1,2 hectolitre. À chaque extrémité, un grand fouloir de 18,5 m2; y étaient adjoints deux pressoirs.
L’exploitation, datée entre 50 et 80 de notre ère, produisait 2 500 hectolitres de vin par an. Le rendement des vignes romaines ayant été estimé à 12 hl/ha, le domaine possédait 300 hectares, ce qui nécessitait le travail de 150 esclaves.
Tout ou partie de sa production était expédiée par le Rhône en tonneaux, à l’exemple de la scène représentée sur la stèle de Saint-Pierre-ès-Liens de Colonzelle (Ier siècle) toute proche. Située sur le porche d’un prieuré clunisien, elle représente le levage de quatre tonneaux et leur embarquement sur un navire marchand.

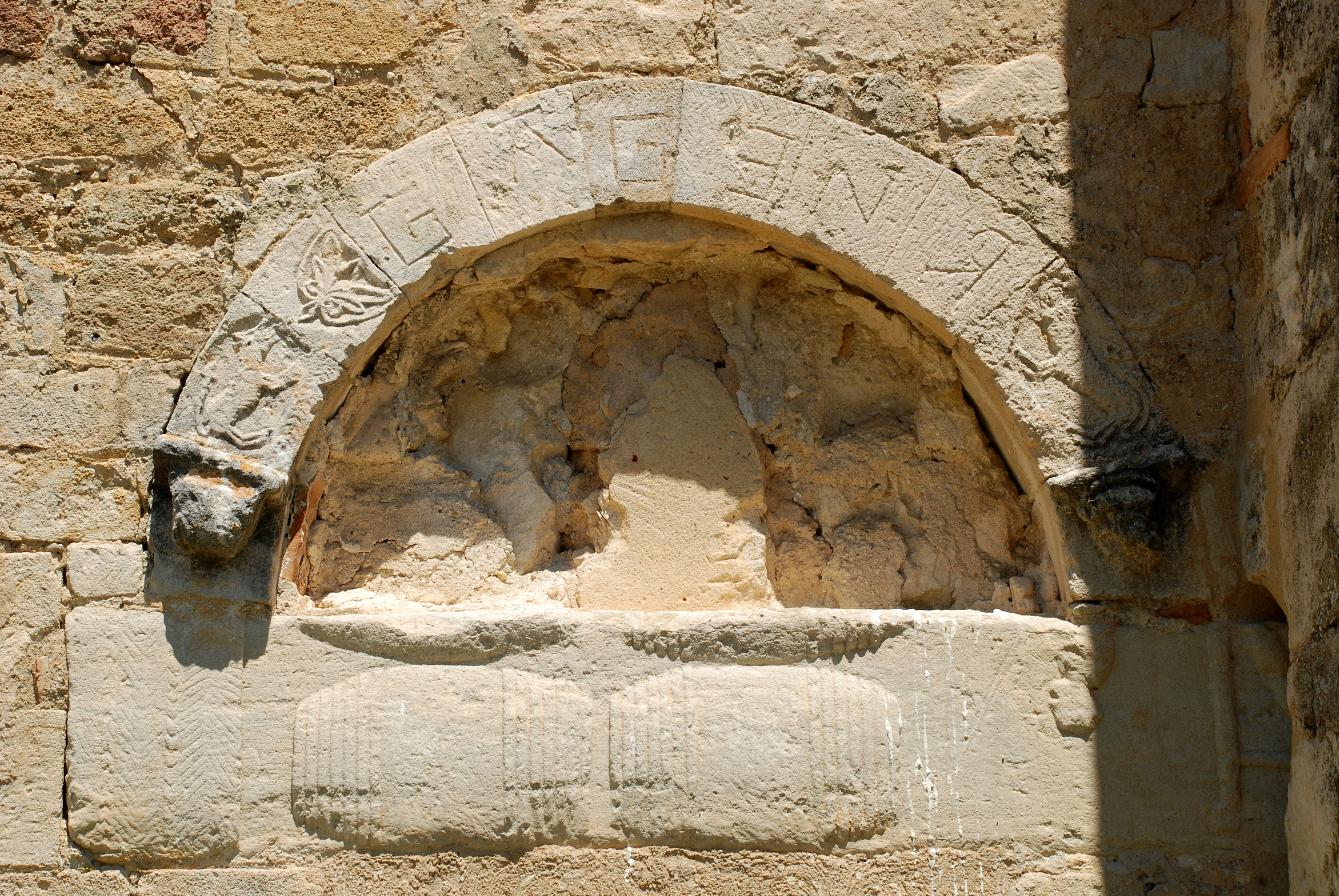
Les quatre tonneaux de Saint-Pierre-de-Colonzelle.

### Le Christianisme
Le diocèse de Vienne est le plus ancien de Gaule, créé par Saint-Crescent au milieu du Ier siècle. Il est érigé en archidiocèse au milieu du IIIe siècle. Son premier évêque attesté est saint Avit, élu vers 475, mort vers 525.
Le territoire de la Drôme dépendait de plusieurs diocèses : Diocèse de Grenoble-Vienne, Diocèse de Valence, Diocèse de Die, Diocèse de Saint-Paul-Trois-Châteaux, Diocèse de Vaison.

#### L'Itinéraire de Bordeaux à Jérusalem (333)
L'Anonyme de Bordeaux (ou Pèlerin de Bordeaux, ou Burdigalensis) a décrit en latin l'itinéraire qui l'a conduit de Bordeaux à Jérusalem, en l'an 333 ainsi que son retour pour une partie en 334. Cet itinéraire passe par la Drôme (trajet d'Arles à Milan qui remonte la vallée du Rhône et passe par les Alpes (vallée de Suse) :
| Itinéraire de l’Anonyme de Bordeaux | Itinéraire de l’Anonyme de Bordeaux                       | Distances    | Distances  | Distances          | Distances                   | Distances        |
| Nom latin                           | Nom actuel                                                | Altitude (m) | Remarque   | Entre chaque étape | Entre chaque étape          | À partir d'Arles |
| Nom latin                           | Nom actuel                                                | Altitude (m) | Remarque   | milles             | km                          | milles           |
| Mutatio ad Letoce                   | Bollène dans le département du Vaucluse                   |              |            |                    |                             |                  |
| Mutatio ad Letoce                   | Bollène dans le département du Vaucluse                   | 10           |            | 66                 |                             |                  |
| Mutatio Novem Craris                | Le Logis de Berre, les Granges Gontardes                  | 10           |            | 66                 |                             |                  |
| Mutatio Novem Craris                | Le Logis de Berre, les Granges Gontardes                  | 10           |            | 76                 |                             |                  |
| Mansio Acuno50                      | Montélimar                                                | 10           |            | 76                 |                             |                  |
| Mansio Acuno50                      | Montélimar                                                | 12           |            | 88                 |                             |                  |
| Mutatio Bantianis                   | Bance, Saulce-sur-Rhône                                   | 12           |            | 88                 |                             |                  |
| Mutatio Bantianis                   | Bance, Saulce-sur-Rhône                                   | 12           |            | 100                |                             |                  |
| Mutatio Umbenno                     | Les Battendons, Étoile-sur-Rhône                          | 12           |            | 100                |                             |                  |
| Mutatio Umbenno                     | Les Battendons, Étoile-sur-Rhône                          | 8            |            | 108                |                             |                  |
| Civitas Valentia                    | Valence                                                   | 8            |            | 108                |                             |                  |
| Civitas Valentia                    | Valence                                                   | 12           |            | 120                |                             |                  |
| Mutatio Cerebelliaca                | Sainte-Cerbelle, Ourches                                  | 12           |            | 120                |                             |                  |
| Mutatio Cerebelliaca                | Sainte-Cerbelle, Ourches                                  | 10           |            | 130                |                             |                  |
| Mansio Augusta                      | Aouste-sur-Sye                                            | 10           |            | 130                |                             |                  |
| Mansio Augusta                      | Aouste-sur-Sye                                            | 12           |            | 142                |                             |                  |
| Mutatio Darentiaca                  | Saillans                                                  | 12           |            | 142                |                             |                  |
| Mutatio Darentiaca                  | Saillans                                                  | 16           |            | 158                |                             |                  |
| Civitas Dea Vocontiorum             | Die                                                       | 16           |            | 158                |                             |                  |
| Civitas Dea Vocontiorum             | Die                                                       | 12           |            | 170                |                             |                  |
| Mansio Luco                         | Luc-en-Diois                                              | 12           |            | 170                |                             |                  |
| Mansio Luco                         | Luc-en-Diois                                              | 8            |            | 178                |                             |                  |
| Mutatio Vologatis                   | Beaurieres                                                | 8            | Gaura Mons | 178                | Montée vers le col de Cabre |                  |
| Mutatio Vologatis                   | Beaurieres                                                | 8            | Gaura Mons |                    | Montée vers le col de Cabre | 186              |
| Mutatio Cambono                     | La Beaume dans le département des Alpes de Haute-Provence | 8            |            |                    |                             | 186              |
| Mutatio Cambono                     | La Beaume dans le département des Alpes de Haute-Provence |              |            |                    |                             |                  |

### L'auberge gallo-romaine de Crest (IIIesiècle)
La découverte à Crest, sur le site de Bourbousson 3, d'une caupona gallo-romaine datée du IIIe siècle est due aux chantiers de fouilles ouverts sur le tracé du TGV Méditerranée. Une équipe d'archéologues, sous la direction de Véronique Bastard, a pu dégager les restes d'un bâtiment quadrangulaire de 264 m2. La façade sud de celui-ci était précédée par deux pavillons d'angle réuni par une pergola. L'un a servi de resserre à bois, l'autre de remise pour les instruments aratoires. Cet ensemble formait cour. L'accès principal de l'auberge se situait à l'est et se faisait par un chemin raccordé à la voie romaine. À l'ouest, une ouverture menait à un lucus (bois sacré) où l'on a retrouvé des offrandes monétaires.
L'intérieur de l'auberge était subdivisé en six salles organisées autour d'une pièce centrale de 54 m2, celle-ci était surmontée d'une mezzanine. Elle comportait un foyer qui servait tant pour la cuisson des aliments que pour le chauffage. Sur ses côtés, ont été identifiés plusieurs vaisseliers ainsi qu'un grand coffre de bois contenant des réserves de nourriture. La mezzanine permettait de stocker d'autres réserves, essentiellement des céréales, des légumineuses et des fruits. Parmi ces réserves alimentaires, on trouve de l'orge, des fèves, des lentilles, des betteraves, des pommes, des noix et des noisettes.
De la grande cuisine, on accédait à une pièce toute en longueur, la salle à manger, qui a pu être identifiée grâce à une multitude de fragments de poterie et de reliefs alimentaires.
Construite au pied d'une colline, orientée plein sud, l'auberge de Boubousson avait pris la place d'un petit établissement agricole du début du IIIe siècle. Celui-ci fut totalement transformé lors de sa nouvelle affectation. La toiture fut refaite en utilisant alternativement des tuiles à rebord (tegulae) et des tuiles canal (imbrices). La charpente reposait sur des murs en briques crues (adobe) selon les règles rapportées par l'architecte Vitruve. Tous les sols étaient en terre battue; la cour était pavée de petits galets et les voies d'accès étaient recouvertes de gravillons.

#### Les reilles d'araire
Le site de Bourbousson 3 a permis de retrouver, dans une resserre de l'auberge, deux reilles d'araire (datées du Ve siècle). Ces instruments aratoires ont été étudiés par Michel Feugère. Ils ont été forgés d'un seul tenant et se présentent sous la forme d'un soc en forme de triangle ou de losange prolongé par une tige. Le premier est long de 45 cm et pèse 3 kg, le second de 62 cm pour 3,25 kg. Ces socs primitifs sont considérés comme faisant partie des plus grands objets en fer provenant de cette période de l'Antiquité.
Leur forme était adaptée au type de terrain. Une palette large était utilisée uniquement dans les sols meubles. Les reilles de Bourbousson sont étroites, elles servaient donc à fouir des sols caillouteux ce qui correspond à la pédologie des terrasses alluviales de la vallée du Rhône. Leur tige, ligaturée sur l'araire par de forts anneaux, permettait au laboureur de régler leur position. Elle pouvait varier selon ses besoins aratoires. Ce qui fait de la reille une préfiguration d'un soc à versoir.

#### Un dépôt cultuel
Sur ce même site ont été recueillies 596 monnaies romaines, toutes de billon ou de bronze, à l'exception de deux pièces d'argent à l'effigie de l'empereur Magnence qui furent frappées à Lyon en 351-352. Dans ce lot, 445 monnaies ont été identifiées avec certitude. Sylviane Estiot, qui s'est chargée de cette étude, a regroupé ce numéraire en trois ensembles. Le premier ne comprend que neuf pièces : elles ont été retrouvées groupées près de l'auberge de Bourbousson et semblent provenir d'une bourse perdue. Le second se compose des 247 monnaies provenant du sol en terre battue de l'auberge. Le troisième, qui est le plus important avec 329 pièces, a été retrouvé dans le lucus autour d'un bloc carré de molasse et correspond à un dépôt votif.
Dans cet ensemble, le plus grand nombre est daté de la deuxième moitié du IVe siècle. Ce monnayage est majoritairement de fabrication locale. Comme il jonchait le sol dans un rayon d'un mètre autour du bloc de pierre, l'hypothèse d'offrandes à caractère cultuel a été retenue.
Ce lieu devait être un petit sanctuaire de tradition gauloise ne comportant ni fanum ni cellae. La présence du bloc suggère que celui-ci a été le support d'un tronc d'offrande. Selon la typologie établie par Guy Barruol, cette partie du site de Bourbousson 3 devait être un « sanctuaire établi en bordure de voie attestée », dont les exemples les plus nombreux avaient été trouvés, jusqu'alors, en Savoie.

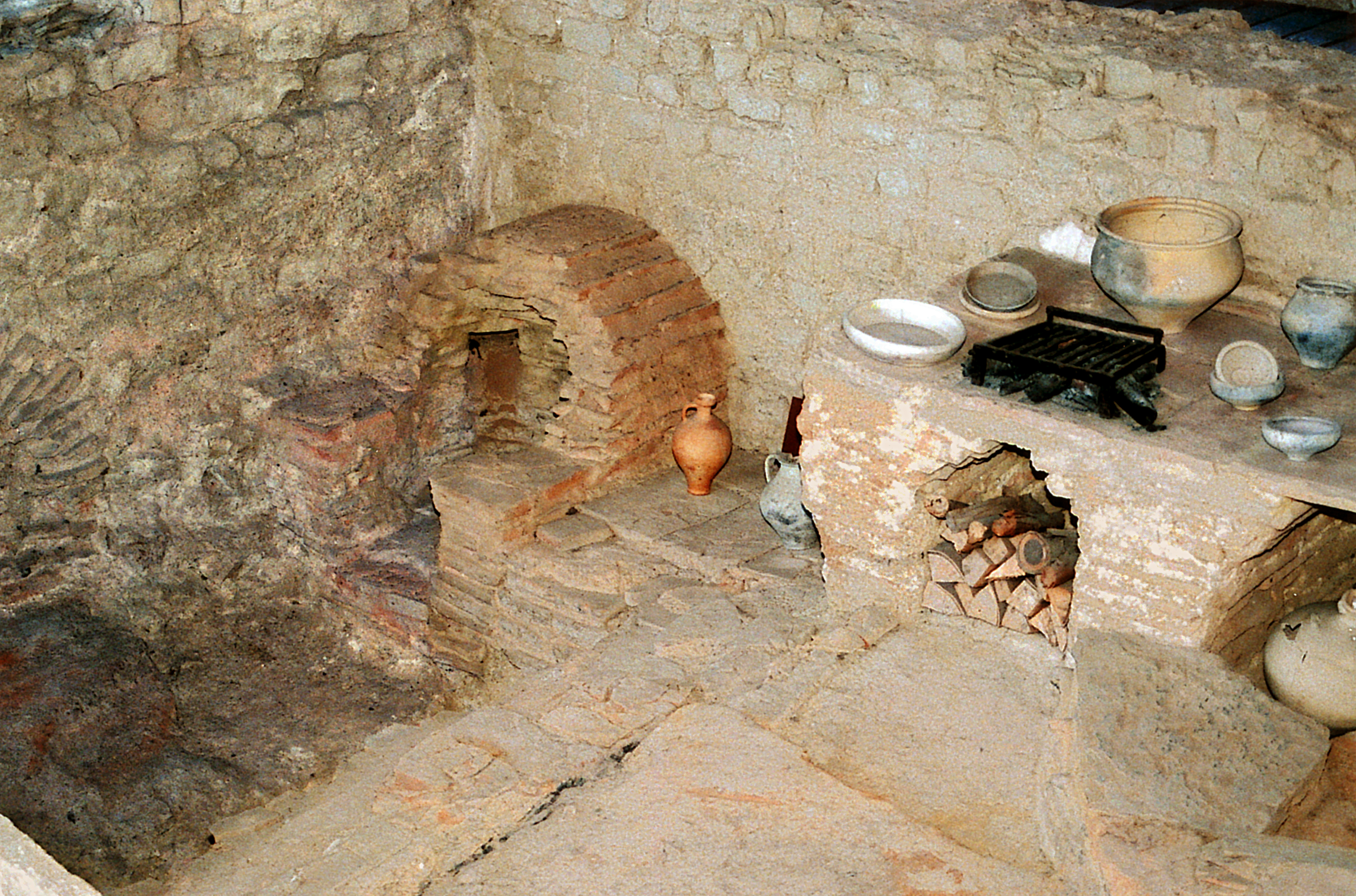
Exemple de reconstitution d'une auberge romaine (Allemagne).
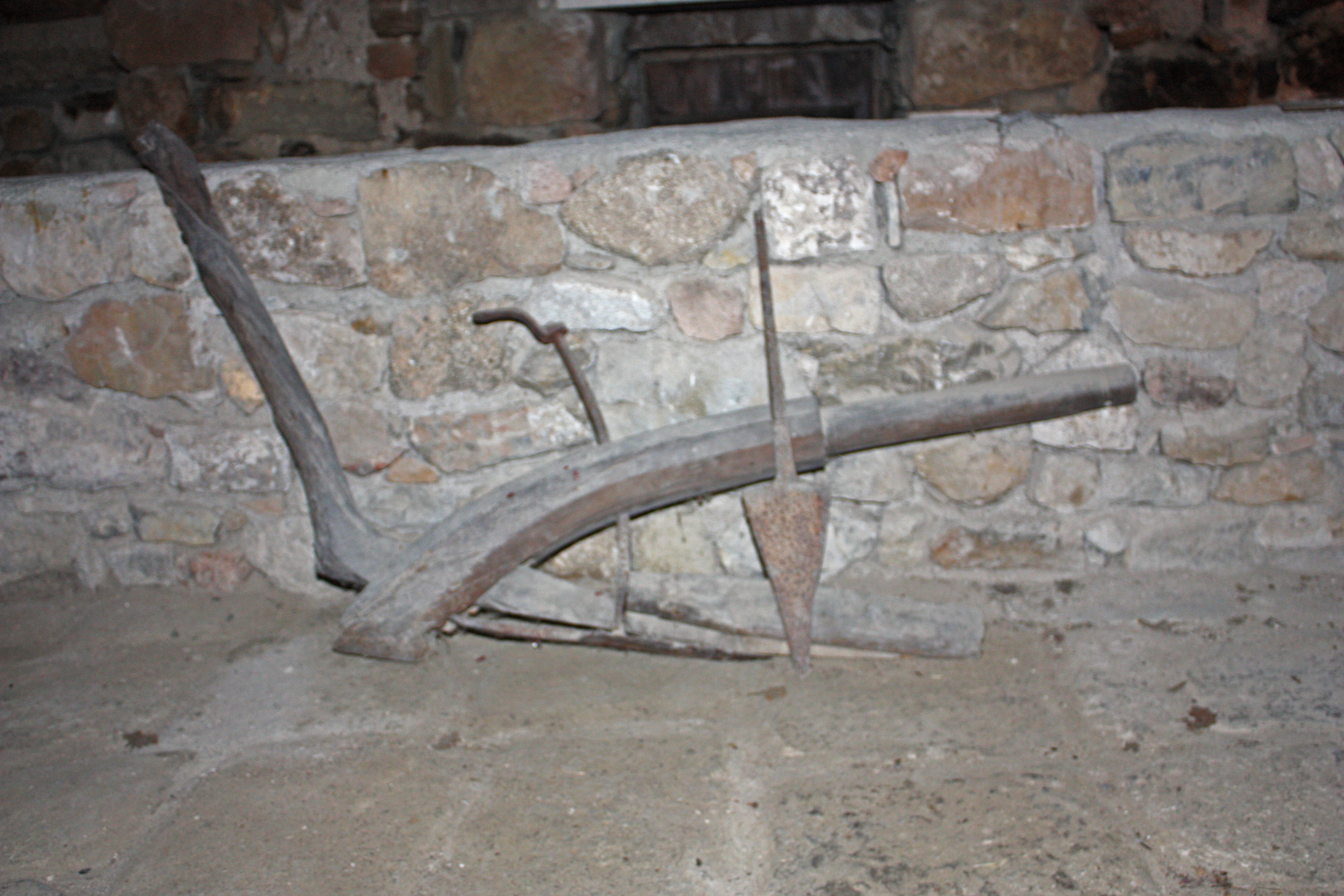
Exemple récent d'araire avec reille.
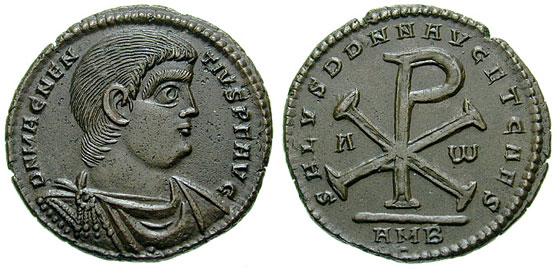
Monnaie d'argent de Magnence.

## L'Empire des Gaules

260 à 274 : l'Empire des Gaules.

Au IIIe siècle, l'Empire romain connait une grave crise : invasions barbares, crise économique, instabilité politique doublée de guerres civiles. Les empereurs étaient le plus souvent désignés par les armées, et mouraient assassinés ou au combat. Entre la mort de Sévère Alexandre en 235 et l'avènement de Dioclétien en 285, 64 empereurs ou usurpateurs se succédèrent ou luttèrent les uns contre les autres.
Parmi eux se trouvaient quelques généraux qui prirent le contrôle des Gaules pendant une quinzaine d'années. Ils assurèrent la défense du limes du Rhin et établirent un empire des Gaules qui se maintint entre 260 et 274. Les empereurs des Gaules se considéraient néanmoins comme d'authentiques empereurs romains, avec la même titulature impériale que les empereurs légitimes.

## La fin de l'Empire d'Occident et les invasions barbares
En 354, l'empereur Constance quitte Arles et accourt dans Valence pour arrêter les Germains Gundomadus et Vadomarius.
En 355, à Cerebelliaca (commune d'Upie), l'empereur Julien reçoit le commandement d'une armée chargée de repousser les Barbares[réf. nécessaire].
En 374, se tient le premier concile (provincial) de Valence avec l'accord de l'empereur Gratien.
En 408, Constantin III, usurpateur venu de Grande-Bretagne, est assiégé dans Valence. Stilicon (qui dirige l'Empire au nom du faible Flavius Honorius) envoie une armée commandée par le général goth Sarus. Ce dernier doit abandonner le siège face aux menaces du Franc Edobinchus et de Gérontius, compatriote breton de Constantin III.
En 413, Athaulf, roi des Wisigoths, attaque les usurpateurs Jovinus et Sebastianus dans Valence. Leurs têtes sont envoyées à l'empereur Honorius. Valence est ravagée.
En 419, le clergé de Valence se plaint de son évêque Maximus.
En 440, les Alains envahissent la région de Valence sous la conduite de leur chef Sambida. Les plaines désertes et ravagées du Valentinois leur sont abandonnées par le général romain Aétius. Les Alains s'y établirent et y résidèrent pendant cinquante ans environ.
En été 457, à la suite de négociations entre les nobles gaulois et les deux rois burgondes Gondioc et Chilpéric Ier, et avec la bénédiction des Wisigoths, les cités de Besançon, Chalon-sur-Saône, Langres, Autun, Grenoble et Lyon, le Valais, la Tarantaise ouvrent leurs portes aux Burgondes. La façon dont, par la suite, se déroula l'annexion des territoires jusqu'à Avignon demeure inconnue. J. Favrod mentionne une deuxième vague d'expansion qui eut lieu dans des circonstances qui restent obscures et qu'il place entre les années 469 et 475 alors que la guerre divisait Romains, Burgondes et Wisigoths. Ce serait pendant cette période trouble que les cités d'Avignon, Valence, Die, Viviers, Gap, Embrun, Saint-Paul-Trois-Châteaux, Vaison, Orange, Sisteron, Apt et Cavaillon devinrent burgondes.

### La fin d'un monde
Le 4 septembre 476, après la chute de sa capitale Ravenne, le dernier empereur d'Occident, Romulus Augustule, âgé de 15 ans, est forcé d'abdiquer par le chef des Hérules, Odoacre. Celui-ci exile l'ex-empereur en Campanie et renvoie les insignes impériaux à Byzance, pour que Zénon le reconnaisse comme patrice. Zénon le renvoie vers l’empereur légitime d’Occident qu'avait détrôné Flavius Oreste, Julius Nepos, alors réfugié en Dalmatie. Odoacre refuse et les choses en restent là (477). En apparence, Odoacre gouverne l'Italie au nom du seul empereur, celui d’Orient. En fait, l’Empire d’Occident a cessé d’exister.

### La Table de Peutinger

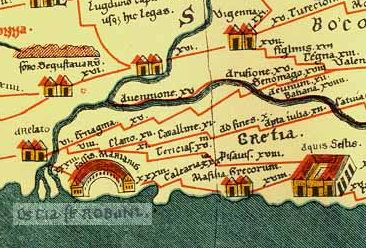
La vallée du Rhône.

La Table de Peutinger est une compilation de cartes romaines antérieure à la fin du Ier siècle qui a ensuite été mise à jour aux IVe et Ve siècles. Sur l'image de détail ci-contre, nous avons Vingenna (Vienne) au nord.

## Les Burgondes, puis les Francs Mérovingiens
457-534 : Le royaume burgonde.
534, Les Mérovingiens annexent la Burgondie. Malgré la domination franque, le territoire de l'ancien royaume des Burgondes conserva son administration particulière jusqu'en 752.

La Gaule en 481.
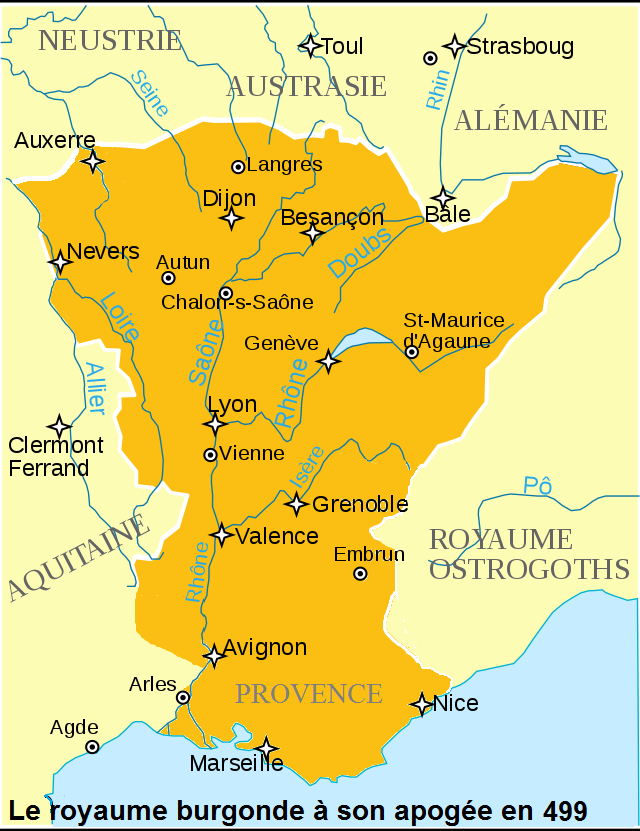
La Burgondie à son apogée en 499.
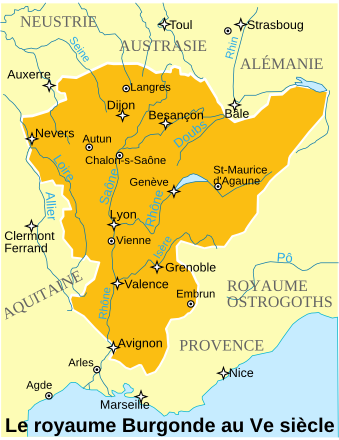
Le royaume Burgonde au Ve siècle.
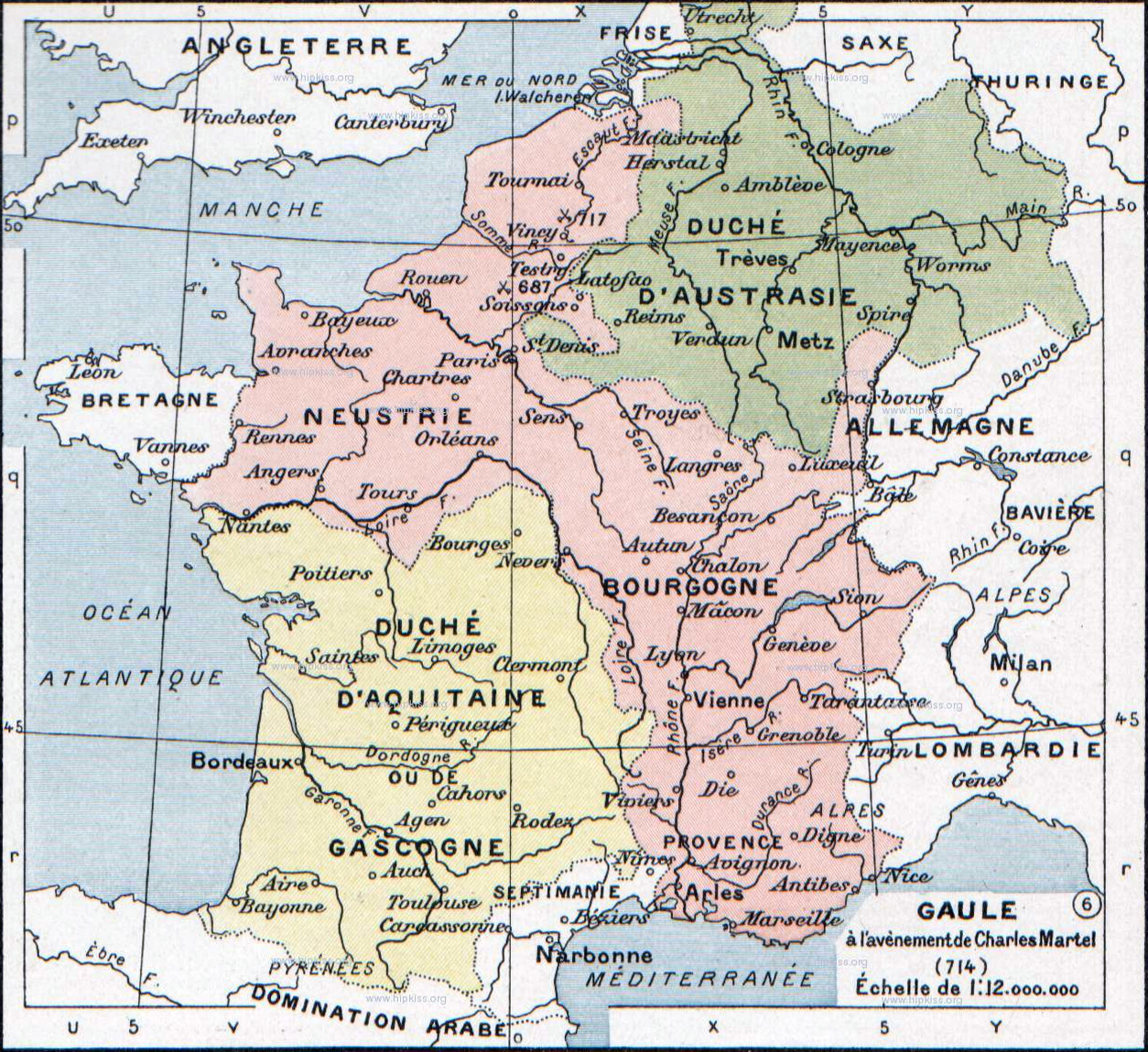
Austrasie et Bourgogne en 714.
Récapitulatif de 481 à 814.

Évolution des frontières jusqu'à Charlemagne

## Les raids des Sarrasins (VIIIe,IXeetXesiècles)
En 724, Les Sarrasins (ou Sarrazins), partis de la péninsule ibérique sous la conduite d'Ambissa, successeur d'AI-Samah, ravagent Carcassonne et Nîmes, puis la Septimanie, l'Albigeois, le Rouergue, le Gévaudan, le Velay, l'Auvergne méridionale. Ils poursuivent en pillant Lyon en 732, puis Mâcon, Châlons, Beaune, Autun, la Franche-Comté et le Dauphiné. Ni Eudes, duc d'Aquitaine, déjà accablé sur ses terres, ni Charles Martel, en guerre avec la Germanie, ne peuvent intervenir. Côté Aquitaine, les Sarrasins furent vaincus à la fameuse bataille de Poitiers en 732 et Abd-er-Rahman, successeur d'Ambissa, fut tué.
Entre 732 et 735, Abdel-Malek, successeur d'Abd-er-Rahman, prit Valence, Vienne, Lyon, et attaqua la Bourgogne et le Piémont. En 735, Charles Martel, allié avec Luitprand, roi des Lombards, envoya une armée contre eux. Childebrand son frère, qui la commandait, battit les Arabes, les chassa devant lui, et prit Avignon,.
En 757, Valence et sa région furent pillés par les Sarrasins[réf. nécessaire].
En 889, les Sarrasins s'établirent sur les côtes de Provence, à Fraxinet, dans le golfe de Saint-Tropez, et de ce point, leurs ravages s'étendirent dans toute la vallée du Rhône, et jusqu'aux frontières de l'Allemagne.
En 906, les Sarrasins ravagèrent le Dauphiné et la vallée de Suse.
Leur puissance allant toujours croissant, ils vinrent jusque sous les murs de Grenoble, dont ils se rendirent maîtres. Une victoire de Conrad, en 952, fit chanceler leur puissance. En 960, ils perdirent le col du Saint-Bernard; les communications entre l'Italie, l'Allemagne et la France, furent rétablies. En 965, ils furent chassés du diocèse de Grenoble, puis, après 972, de Sisteron et de Gap. De toutes parts, les seigneurs féodaux, secondés par le peuple et excités par le clergé, se soulevaient contre les envahisseurs.
Enfin, Guillaume, comte de Provence, appela à lui tous les guerriers de la Provence, du bas Dauphiné et du comté de Nice, et résolut de prendre Fraxinet. D'abord les Sarrasins furent vaincus à Tourtour, près de Draguignan; puis, malgré leur résistance, obligés de fuir de Fraxinet. C'est vers 975 que la France fut enfin délivrée de ces terribles incursions. Ceux qui ne furent pas tués, devinrent serfs et se fondirent peu à peu dans la population,.

## Charles Martel

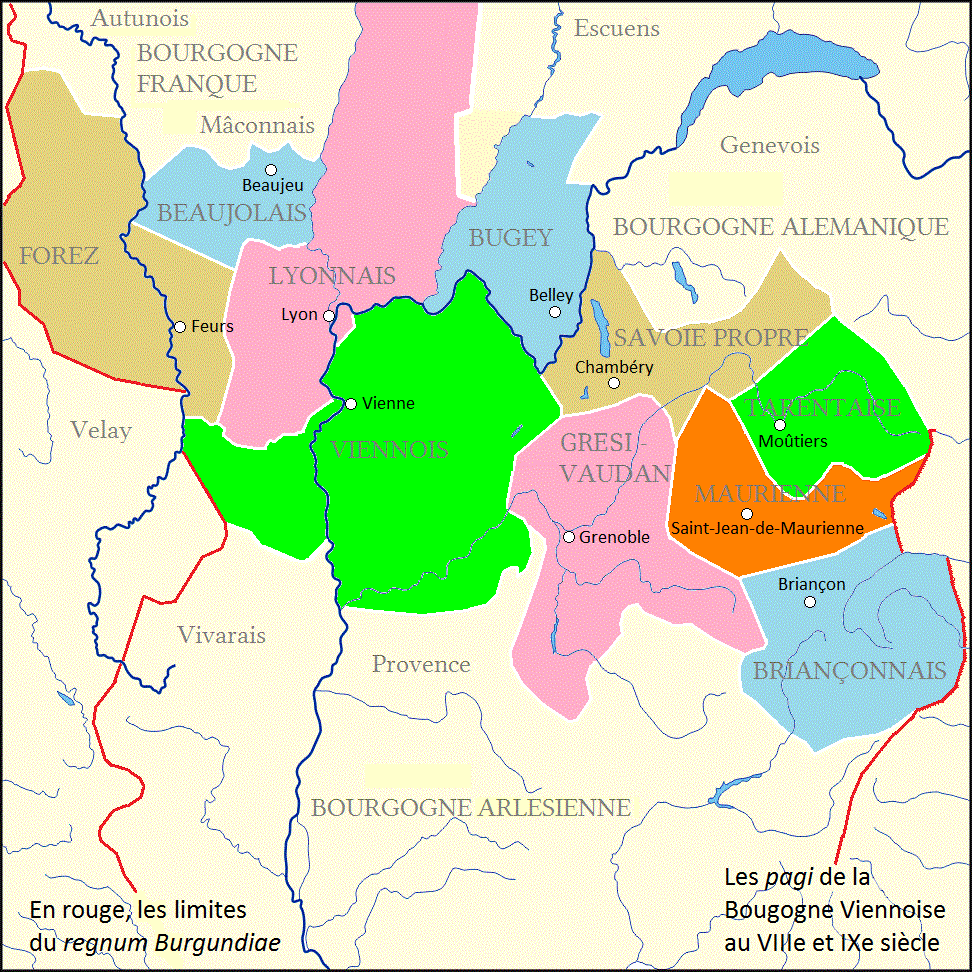
Le nord de la Drôme aux

Au nord du territoire de la Drôme, un Pagus Viennensis (dit Viennois), dirigé par un comte-gouverneur, est créé par Charles Martel lorsqu'il unifie les royaumes francs et qu'il divise l'ancien regnum Burgundiae (royaume de Bourgogne) en quatre commandements, eux-mêmes divisés en pagi (ou comtés bourguignons).

## Les Carolingiens

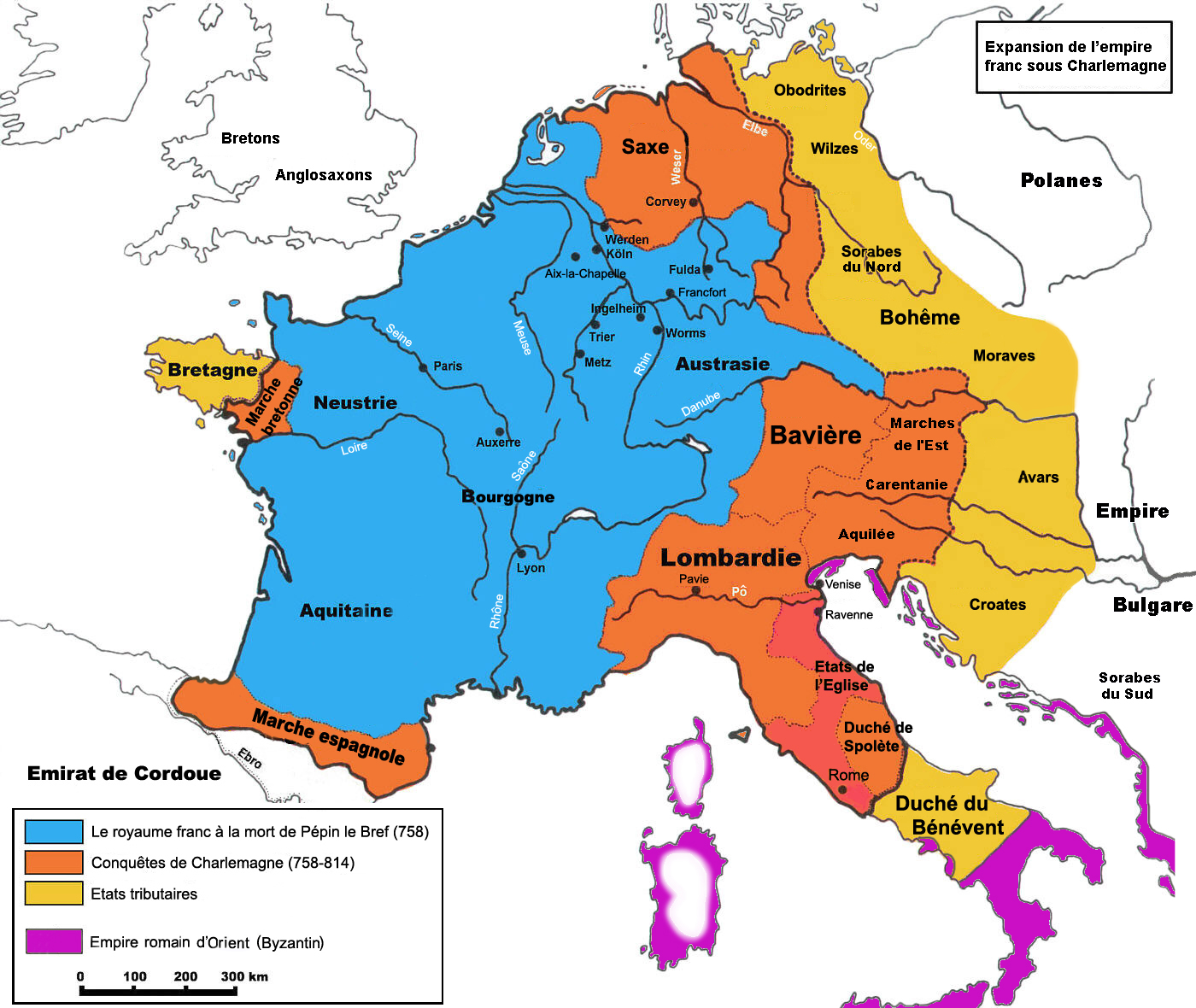
758 à 814, Charlemagne.
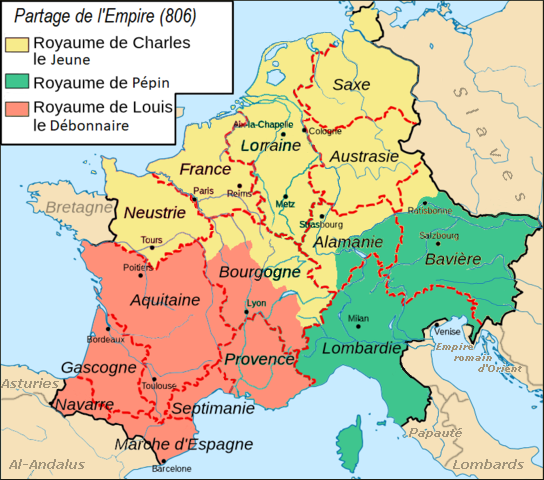
Projet de partage de 806.
Partage de 828.
Partage de 843.
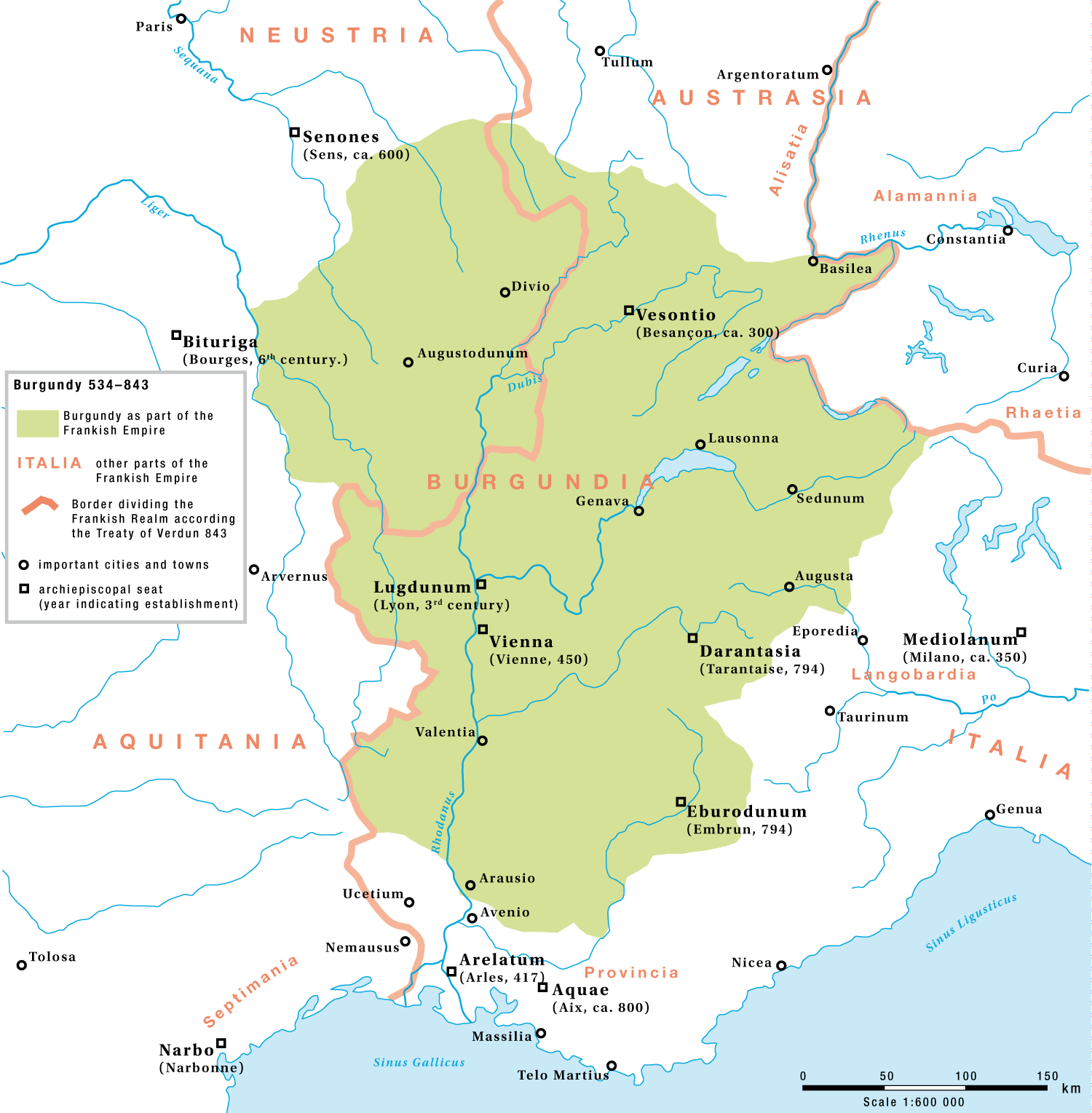
La Bourgogne en 843.
Partage de 855.
Traité de Meerssen de 870.
Partage de 876.
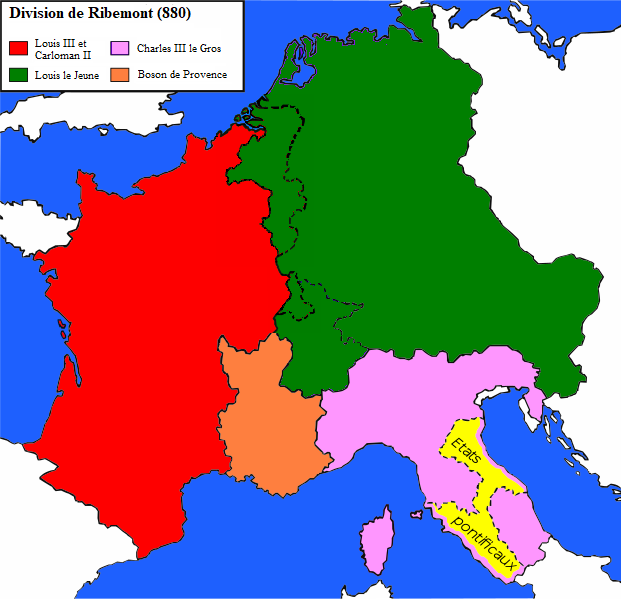
Partage de 880.
Sous Charles III, en 887, l'Empire carolingien est pratiquement reconstitué.

### Le comté de Vienne (844)
Au nord du territoire de la Drôme, le comté de Vienne (comitatus Viennensis en latin), issu du Pagus Viennensis, était un fief du royaume de Provence, puis du royaume de Bourgogne et enfin du Saint-Empire romain germanique. Sa capitale était Vienne (ex Vienna Allobrogum).

## 855: le royaume de Provence

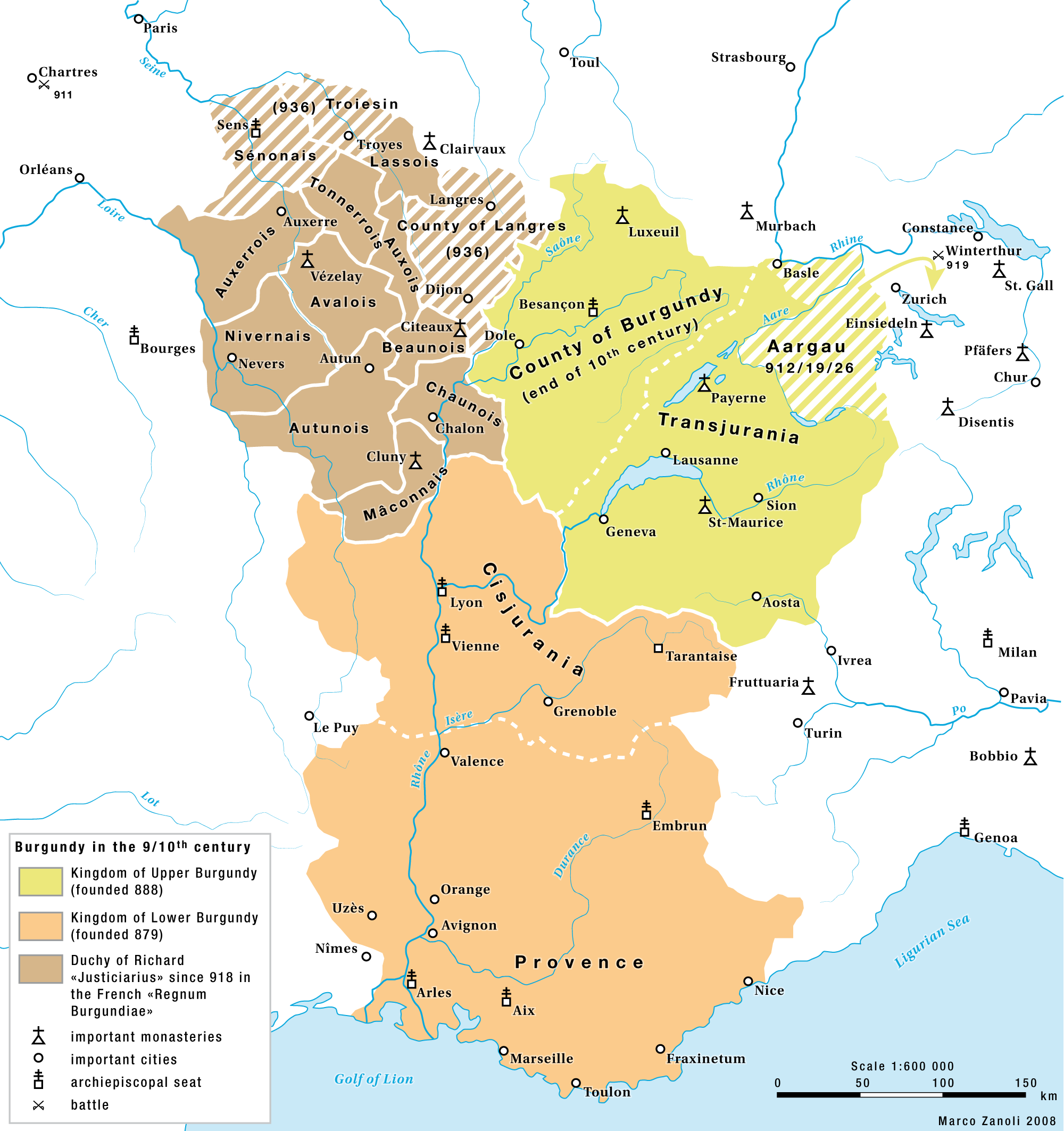
855-863 et 879-933.

Le royaume de Provence (ou royaume de Basse-Bourgogne ou Bourgogne Cisjurane) était un État féodal qui a existé au Xe siècle. En ancien provençal, le nom est Reiaume de Proensa.
Issu de la partition de la Bourgogne impériale lors du traité de Prüm de 855 (elle-même issue de la division du royaume de Bourgogne à la suite du traité de Verdun de 843), son territoire s'étendait du Lyonnais à la mer Méditerranée.
Il se divise en deux périodes : 855-863 et 879-933.

### Les raids des Vikings
Les Vikings ayant hiverné (859/860) en Camargue, remontent le Rhône jusqu'à Valence puis l'Isère jusqu'à Romans (860). Les envahisseurs sont arrêtés par le comte Girard.
Vers 877, les Vikings pillent la vallée du Rhône, Valence et sa région[réf. nécessaire].

### Boson et la restauration du royaume de Bourgogne (879)
Le 15 octobre 879, Boson, au château de Mantaille (commune actuelle d'Anneyron) est proclamé roi du royaume restauré de Bourgogne (incluant la Provence). Il est couronné quelques jours plus tard à Lyon, par Aurélien, l'archevêque de cette ville. Il installe sa capitale à Vienne.

### Le comté de Valentinois (879)
Au centre du territoire de la Drôme, le comté de Valentinois. On a aussi la forme « comté du Valentinois ».
Ce comté ne doit pas être confondu avec le comté de Valence détenu par les comtes-évêques de Valence. Le Valentinois est l'une des rares régions à ne pas avoir comme capitale la ville dont son nom dérive.

## 933: le royaume d'Arles
Vers 933, sous le règne de Rodolphe II, roi de Bourgogne transjurane, le royaume de Bourgogne et le royaume de Provence s'unissent. Le royaume ainsi formé prend le nom de « royaume des Deux-Bourgognes » (ou « second royaume de Bourgogne »). Il est aussi connu sous le nom de « royaume d'Arles ». Il se place sous la suzeraineté des souverains germaniques à partir de 1032.

### Le comté d'Albon-Viennois (1030)
En 1030, le comté de Vienne est scindé en comté d'Albon (au Sud) et comté de Maurienne (au Nord). Il subsiste un titre de comte de Vienne de moindre ampleur, probablement assumé par l'archevêque de Vienne.

## 1032: Le Saint Empire Romain Germanique

1030, La France, une voisine.
1032 : le second royaume de Bourgogne dans le Saint Empire.
XIe et XIIe siècles.
1180, la France et le sud de la Drôme.
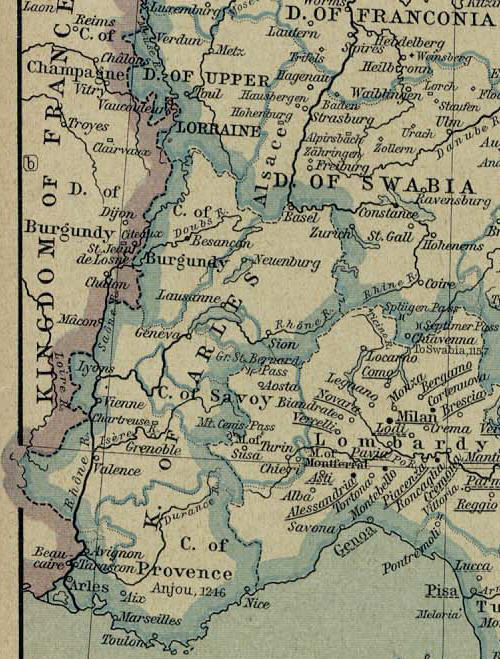
1246, le royaume d'Arles.

### Le Dauphiné de Viennois (1142-1349)
Le Dauphiné de Viennois est un État féodal du Saint-Empire romain germanique, qui a existé de 1142 à 1349. Il s'est trouvé, au fil des siècles, dans plusieurs zones d'influence, celles du duché de Savoie, du royaume de France et du Saint-Empire romain germanique. Son territoire, qui recouvre celui de l'ancien Comté d'Albon-Viennois, correspond à une grande partie des départements de l'Isère, des Hautes-Alpes, ainsi que le nord de la Drôme.

### Le marquisat de Provence (XIIesiècle)

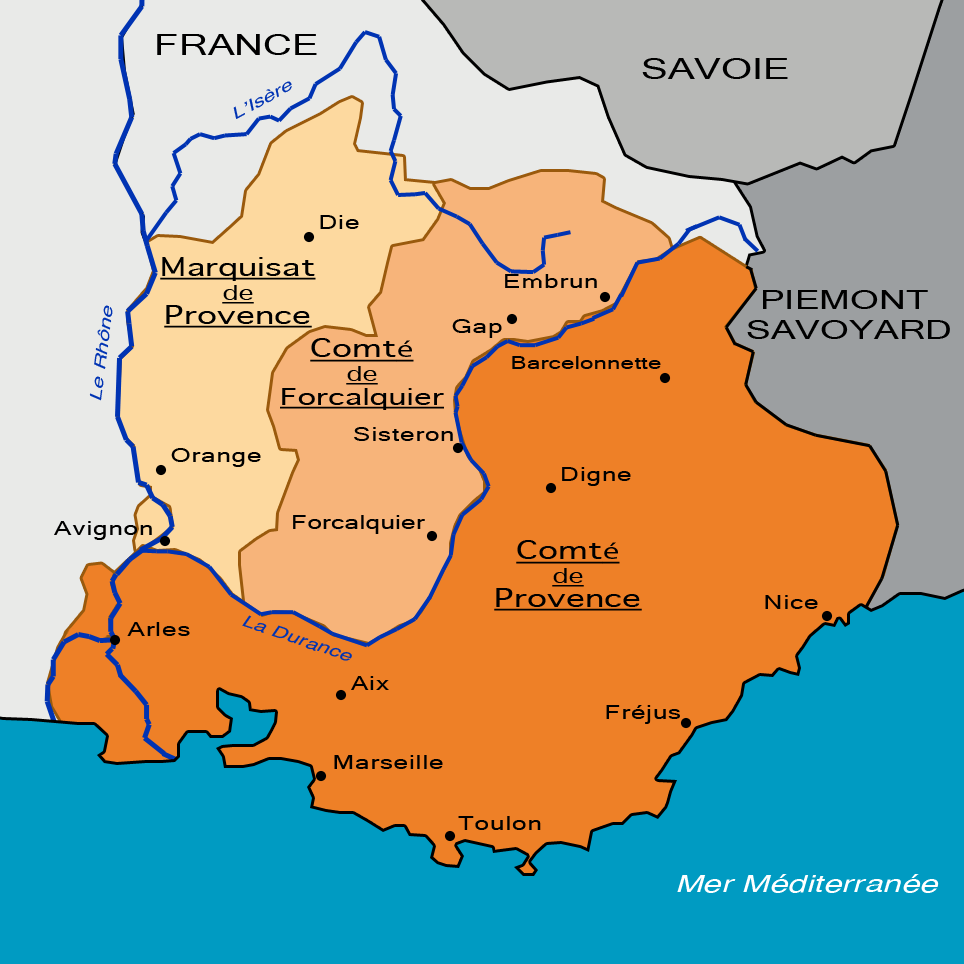
En 1125, le territoire, entre Die et Orange, fait partie du marquisat de Provence incluant Avignon.

Au sud du territoire actuel de la Drôme, le marquisat de Provence.

## La vie quotidienne au Moyen Âge

### La maison brûlée (XIesiècle)
Des fouilles préventives (tracé de la ligne du TGV Méditerranée, 1996, Michel Goy et Isabelle Rémy) ont permis la découverte, à la limite de la commune de Montboucher-sur-Jabron, de deux maisons du haut Moyen Âge. Construites sur la rive gauche du Vermenon, au lieu-dit Constantin (anciennement Gontardin ou Costardin. Ces deux maisons occupaient une superficie de 3 000 m2.
La première maison a été datée du VIe-VIIe siècle. Elle est construite en murs de terre sur solins de pierre.
La seconde maison a été datée du XIe siècle. Elle fut détruite par un incendie. Le feu, par carbonisation, a préservé de nombreux éléments dont la datation a pu être possible grâce à l'étude de la vaisselle et par la datation par le carbone 14 sur le bois. Cette chaumière fut habitée entre 1024 et 1060.
Édifiée sur une terrasse graveleuse dominant la rivière, cette maison se situait alors aux confins des seigneuries de Montboucher et de La Bâtie-Rolland. Son terroir était fertile grâce au limon déposé par les crues du Vermenon. Elle se situait sur un important axe de communication de la Valdaine.
Elle couvrait une superficie d'environ 30 m2 et sa structure était constituée de poteaux en bois de chêne assemblés à l'aide de chevilles. Ses parois étaient en torchis, mélange de terre, de végétaux et de tessons de poterie d'une épaisseur de 10 cm.
L'intérieur était peint à la chaux et le foyer installé sur une sole constituée d'une pierre calcaire de 80 × 35 cm et d'une épaisseur de 45 centimètres. Elle possédait un plancher clouté sur un châssis de solives qui formait un vide sanitaire. Le toit qui la recouvrait était constitué de végétaux provenant des roselières de la rivière.
Le mobilier découvert suffisait à une seule famille vivant isolée, pratiquant l'agriculture et défrichant sa terre. Il était constitué de vaisselle de terre, d'outillage et d'un coffre de bois. Ce dernier avait été fait avec de l'orme et contenait la réserve de céréales. Pour l'outillage, outre un certain nombre d'outils pour travailler le bois, il y avait une lame de couteau mesurant 20 centimètres, des ferrures de porte, un morceau de clef et des clous de fer à cheval, à tête carrée, qui avaient servi à clouter le plancher.

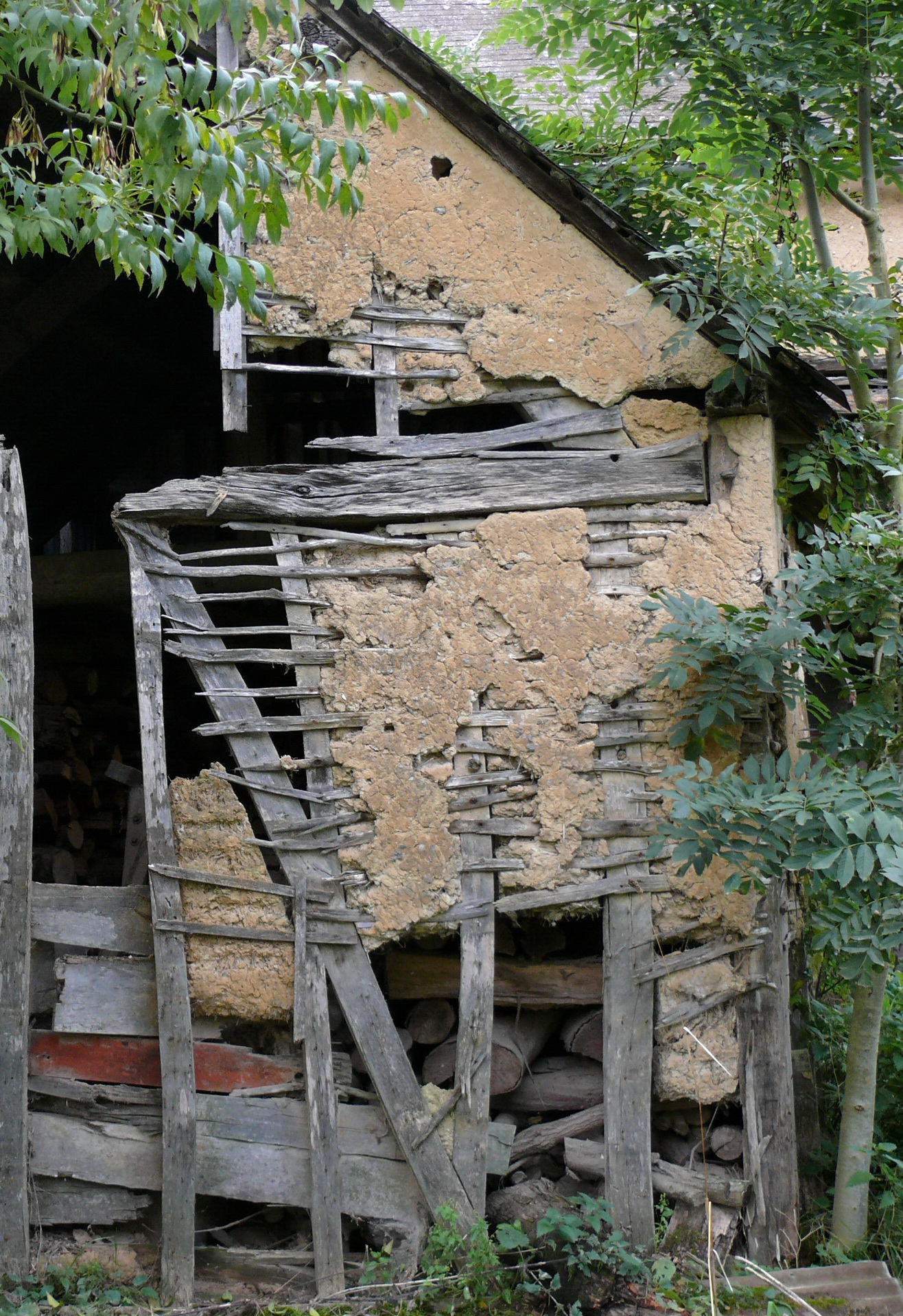
Vestige d'un mur de grange en torchis.
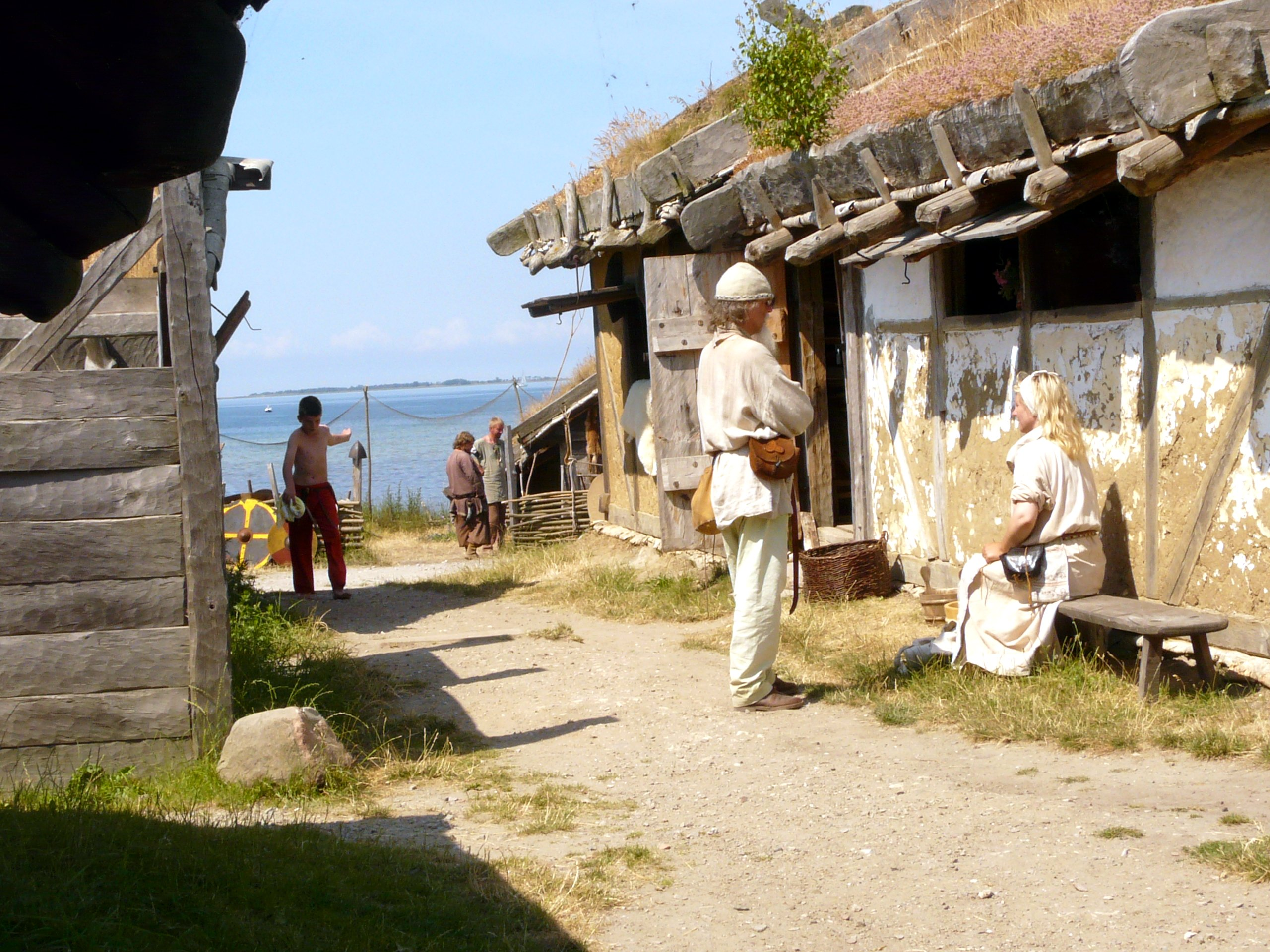
Chaumière médiévale aux murs de torchis.
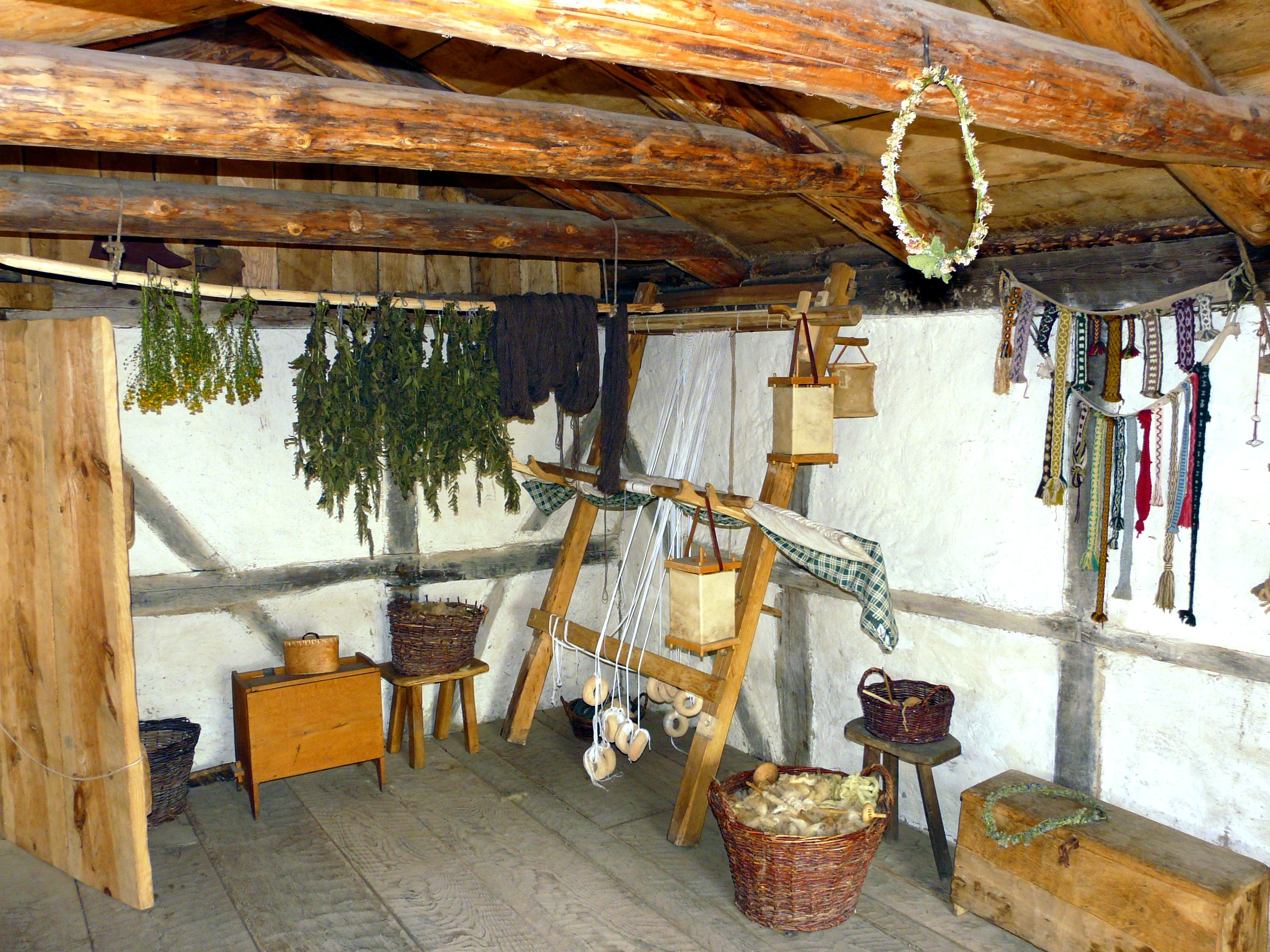
Intérieur de la chaumière.

### Objets de la vie quotidienne
La synthèse des fouilles préventives (ligne TGV Méditerranée) a été réalisée par Magali Rolland à partir des cinq sites médiévaux identifiés dans la Drôme : Châteauneuf-sur-Isère (La Baume), Upie (Les Vignarets), Crest (Bourbousson 2), Chabrillan (Saint-Martin 1) et Montboucher-sur-Jabron (Constantin).
Parmi les céramiques, monnaies et divers artefacts, étudiés par ailleurs, ont été sélectionnés 83 objets rattachés à la vie quotidienne et offrant « un éclairage relativement complet sur le mode de vie des hommes et des femmes de cette région au Moyen Âge ».
Les archéologues considèrent cette synthèse comme une première car, jusqu'à présent, ce type d'objets utilitaires n'avaient été trouvés qu'isolés ou hors de leur contexte archéologique dans ce secteur de la moyenne vallée du Rhône (sépulture ou découverte fortuite lors de travaux agricoles).
Désormais, avec cette collection importante et diversifiée, les spécialistes ont une référence sérieuse, tant pour les nouvelles découvertes archéologiques que pour renseigner ou compléter des fouilles déjà faites à l'exemple de celles de Lyon dans l'habitat urbain ou de Rougiers dans le village déserté au haut Moyen Âge.
Le tableau 1 quantifie, pour chacun des cinq sites, les catégories dans lesquelles ont été classés ces objets et leur répartition par secteur. Ceci a permis de constater que certaines de celles-ci sont assez marginales : le cultuel (aucune fouille n'a touché un lieu de culte), La toilette et le mobilier (les objets étaient le plus souvent fabriqués à partir de matériaux périssables). La sous-représentation de ces deux derniers secteurs est une constante bien connue en milieu rural médiéval. La catégorie attelage a elle aussi fourni peu d'objets; les paysans du haut Moyen Âge utilisaient peu la traction animale.
| Site         | Châteauneuf-sur-Isère | Upie | Crest | Chabrillan | Montboucher-sur-Jabron | Total | Pourcentage |
| ------------ | --------------------- | ---- | ----- | ---------- | ---------------------- | ----- | ----------- |
| Attelage     | 2                     | 0    | 0     | 1          | 2                      | 5     | 6 %         |
| Construction | 9                     | 0    | 0     | 2          | 1                      | 12    | 14,5 %      |
| Cultuel      | 0                     | 0    | 0     | 0          | 1                      | 1     | 1,2 %       |
| Mobilier     | 1                     | 1    | 0     | 1          | 0                      | 3     | 3,6 %       |
| Outillage    | 4                     | 3    | 7     | 17         | 6                      | 37    | 44,6 %      |
| Parure       | 5                     | 2    | 4     | 1          | 0                      | 12    | 14,5 %      |
| Toilette     | 0                     | 0    | 0     | 1          | 0                      | 1     | 1,2 %       |
| Indéterminé  | 3                     | 0    | 4     | 4          | 1                      | 12    | 14,5 %      |
| Total        | 24                    | 6    | 15    | 27         | 11                     | 83    | 100 %       |

En revanche, sont bien représentées les catégories liées à la construction (grâce à leurs objets en fer) et à la parure (même si les bijoux sont peu présents, avec des boucles vestimentaires qui n'étaient jusqu'alors découvertes que dans les sépultures).
Des artefacts indéterminés ont été rangés dans une catégorie à part car « leur forme ou leur état de conservation ne permet pas de reconnaître avec certitude leur fonction ».
Le secteur le mieux représenté est celui de l'outillage avec 37 objets dont la fonction a été parfaitement définie. Leur quantité et leur diversité ont permis de dresser un profil des activités humaines en milieu rural au cours du haut Moyen Âge dans cette partie de la moyenne vallée du Rhône. Le paysan ou le serf était aussi éleveur de moutons (sonnaille, forces à tonte) et son épouse préparait et tissait la laine (fusaïoles, peson). À son travail de la terre (houe, serpette) s'ajoutait celui du bois (gouge, poinçon) et de l'entretien de ses instruments de récolte (pierre à aiguiser). Un partage des tâches devait s'effectuer dans le ménage pour tout ce qui avait trait au puisage et au transport de l'eau et du grain (esse, crémaillère).
| Site                  | Châteauneuf-sur-Isère | Upie       | Crest          | Chabrillan                  | Montboucher-sur-Jabron | Total |
| --------------------- | --------------------- | ---------- | -------------- | --------------------------- | ---------------------- | ----- |
| Aiguiser              |                       |            |                | 2 pierres                   |                        | 2     |
| Assembler             |                       | 1 clou     |                | 2 clous                     |                        | 3     |
| Couper                | 1 hachoir             | 1 tranchet | 3 lames        | 4 lames                     | 1 lame de coutelas     | 10    |
| Graver Sculpter       |                       | 1 burin    | 1 poinçon      | 1 ciseau 1 stylet 1 poinçon | 1 poinçon 2 gouges     | 8     |
| Produire Fabriquer    |                       |            |                | 1 reste de tabletterie      |                        | 1     |
| S'occuper des animaux |                       |            |                | 1 paire de forces           | 1 sonnaille            | 2     |
| Suspendre Puiser      | 2 esses               |            | 2 crémaillères |                             |                        | 4     |
| Tisser Coudre         |                       |            |                | 3 fusaïoles                 | 1 peson                | 4     |
| Travailler la terre   | 1 serpette            |            | 1 houe         | 1 serpette                  |                        | 3     |
| Total                 | 4                     | 3          | 7              | 17                          | 6                      | 37    |

Le tableau 2 met en évidence la prédominance des outils tranchants tant pour un usage ménager qu'artisanal. Il souligne aussi l'absence de manche ou de certains outils (maillet), toujours réalisé en bois.
La présence de 70 % de fer pouvait faire penser à des forges locales de fabrication ou liées à l'entretien de ces matériaux. Cette hypothèse n'a été vérifiée que pour trois des cinq sites; ceux-ci ne faisant d'ailleurs aucune production mais seulement de la maintenance. Aucune scorie ou battiture (fragment de métal incandescent tombé sous les coups de marteau lors du forgeage d'une pièce), typiques des fourneaux de réduction, n'ont été trouvés. Ces forges domestiques ont pu seulement entreprendre une petite fabrication de clous, par exemple.

## XIe,XIIeetXIIIesiècles

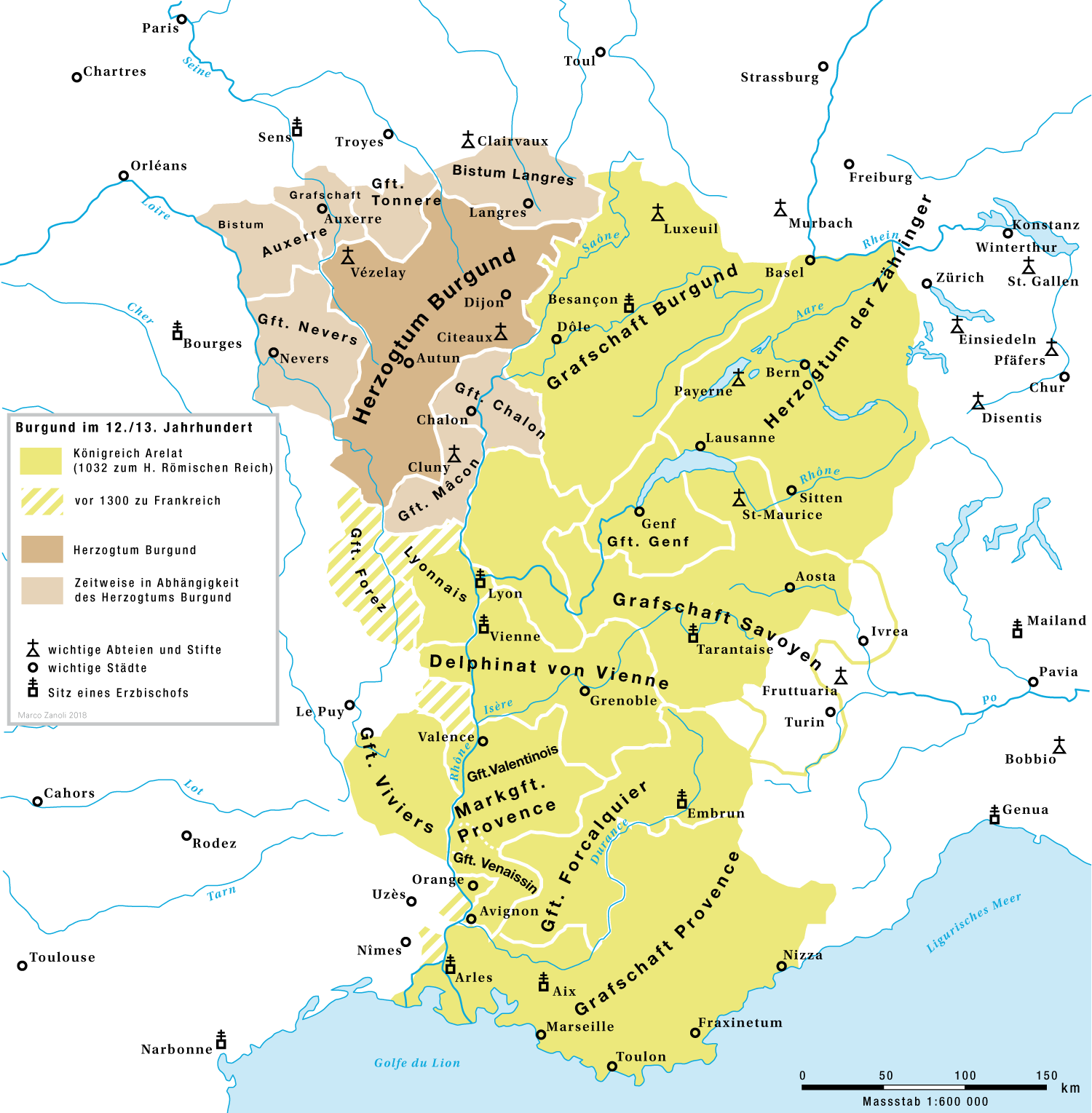

Pendant les XIe, XIIe et XIIIe siècles, l'essentiel de l'actuel territoire de la Drôme n'appartenait pas au Dauphiné (à l'exception de certaines places dans les collines du nord), mais constituait le Valentinois et le Diois, comtés appartenant aux Poitiers issus d'une famille noble de la région de Nyons (Chateauneuf-de-Bordette). les comtes et les évêques se sont disputé le territoire durant près de deux cents ans. De nombreuses places de la région de Valence, cédées par l'empereur Frédéric Ier aux évêques de Valence en 1157, étaient contestés par les Poitiers (dont la capitale était Crest). Montélimar, Crest et Die furent l'objet de luttes continuelles entre évêques et comtes.
Au début du XIVe siècle les Baronnies furent rattachées au Dauphiné.

### 1129-1312: l'ordre du Temple dans la Drôme
L'ordre du Temple s'est installé dans plusieurs communes. Ces établissements ont souvent été transférés à l'ordre de Saint-Jean de Jérusalem.
Liste des communes :
- Saint-Laurent-en-Royans
- Saint-Paul-Trois-Châteaux
- La Touche
- etc.

### XIesiècle: l'ordre de Saint-Jean de Jérusalem dans la Drôme
L'ordre de Saint-Jean de Jérusalem s'est installé dans plusieurs communes. En 1314, il entre en possession de certains biens de l'ordre du Temple.
Liste des communes :

## 1309-1418: les papes en Avignon
Au sud de la Drôme (dans l'actuel département du Vaucluse), la présence des papes influença toute la région. On divise cette installation en deux grandes périodes consécutives :
- La première, de 1309 à 1378, est celle de la papauté d’Avignon proprement dite. Elle correspond à une époque où le pape, toujours reconnu unique chef de l’Église catholique, et sa cour, se trouvent installés dans la ville d’Avignon au lieu de Rome.
- La seconde, de 1378 à 1418, coïncide avec le Grand schisme d'Occident où deux papes rivaux (et même trois si l'on considère l'éphémère pape de Pise) prétendent régner sur la chrétienté, l’un installé à Rome et l’autre en Avignon.

## 1349: le «transport» de la province du Dauphiné du Viennois au royaume de France

1477

Le comté du Viennois, devenu le Dauphiné, couvrait une partie du territoire de la Drôme. En 1349, Le Dauphiné devient une province intégrée au royaume de France en vertu du traité d'union du Dauphiné à la France prononcé à Romans.
En 1446, Le Valentinois et le Diois furent à leur tour intégrés dans le royaume de France, après de nombreuses péripéties impliquant le pape, le roi de France, le duc de Savoie et même le prince d'Orange.

### Le duché de Valentinois (1498)
En 1498, le comté de Valentinois est érigé en duché au bénéfice de César Borgia, dont la fille Louise Borgia (1500, 1553) est dite Louise de Valentinois, titre créé par Louis XII.
En 1548, le roi de France Henri II offre le duché à sa maîtresse Diane de Poitiers, comtesse de Saint-Vallier.
Z
En 1642, le Valentinois est donné au prince de Monaco Honoré II par le roi Louis XIII en compensation des territoires perdus en Espagne,.
En 1715, le duché de Valentinois fut à nouveau érigée en duché-pairie en faveur de Jacques Ier de Monaco, et transmis à ses héritiers mâles et légitimes, par lettres patentes de Louis XV. Ce titre, non reconnu par la République Française, est toujours porté par les princes de Monaco.

## XVIesiècle: protestantisme et guerres de religion
Valence fut une des premières villes à adhérer au protestantisme. En 1562, l’assemblée des chefs de famille de Die décide d’adhérer à la Réforme ; dans la ville, même les moines dominicains et franciscains se convertissent dans la foulée. Beaucoup de seigneurs soutinrent la Réforme.
Le lieutenant général de la province, Laurent de Maugiron, fut envoyé contre Valence pour arrêter les progrès du protestantisme. La guerre civile commença.
En 1560, le nouveau lieutenant général, la Motte-Gondrin, fut tué par les réformés et son cadavre pendu à la fenêtre de sa demeure.
En 1570, l'armée protestante, dirigée par Ludovic de Nassau (commandant pour l'Amiral de Coligny), attaqua Montélimar. Une héroïne, Margot Delaye, prit la tête de la défense de la ville et en devint une figure légendaire.
Les combats devinrent de plus en plus acharnés après la Saint-Barthélémy (24 août 1572).
En 1575, la bataille du Pont d'Oreille près de Die fait 900 morts chez les mercenaires allemands. La même année, 318 habitants sont massacrés à la Motte-Chalancon. En 1577, les châteaux de Barbières, de Châteaudouble, de Charpey, de La Jonchère et d'autres furent pris par les huguenots. Ils furent repris dans les années 1579-1580.
Alors que les nobles, catholiques comme huguenots, pillaient les biens de l'Église, des paysans et des bourgeois, ils s'épargnaient généralement entre eux. Leurs biens restaient intacts, et ils s'enrichissaient du pillage et des prêts consentis aux bourgeois et aux communautés paysannes.
Ces méfaits provoquèrent en réaction une guerre des paysans qui se nommèrent défenseurs de la cause commune. Les paysans commencèrent à s'assembler à la fin de l'année 1577, puis à refuser collectivement les rançonnages et demandes de ravitaillement des chefs de guerre, comme à Pierrelatte. Des assemblées plus larges se tinrent à Marsanne et Savasse au début de 1578, renforçant ainsi la prise de conscience des intérêts communs et des moyens de les défendre. Au printemps 1578, les paysans commencèrent à appeler leur mouvement « l'Unyon ».
Dans les villes, le mouvement de contestation prit la forme d'un refus de l'impôt (comme à Montélimar le 22 août). À la fin de 1578, des milices d'autodéfense se formèrent au son du tocsin et chassèrent, à plusieurs occasions, des troupes armées, officielles ou non, les empêchant ainsi de piller la campagne. Au début de 1579, c'est le peuple des villes qui se révolte et chasse les garnisons à Romans et Valence. Dans son extension maximale, le mouvement concerne toute la plaine du Rhône dans le département de la Drôme. À son apogée, l'Unyon compte 14 000 arquebusiers, et remporte des victoires nettes en assiégeant deux bandes armées des châteaux de Châteaudouble et de Roussas. La régente, Catherine de Médicis, se déplace de Paris à Grenoble et, pendant trois mois (juillet à septembre 1579), tente de casser le mouvement. Elle y parviendra en faisant assassiner quelques figures de la révolte. Celle-ci est finalement noyée dans le sang par les nobles assemblés et l'armée royale, avec notamment le massacre de Moirans le 28 mars 1580.
En 1580, le carnaval de Romans vire au massacre,.
Dans les années 1580, le duc de Mayenne s’empare et démantèle systématiquement tout les châteaux du Diois pouvant servir aux factieux : Beaufort, Pontaix, Quint, Bourdeaux et 28 autres châteaux et tours sont neutralisés. En 1598, Henri IV pacifia le royaume grâce à l'édit de Nantes.
Sous Louis XIII, le cardinal de Richelieu ordonne la destruction de plusieurs forteresses, le château de Crest ne conserva que sa tour. La vallée de la Drôme connaît une forte implantation protestante : 24 000 fidèles de Crest à Valdrôme. Quelques villages comme Omblèze, Bouvières, Bellegarde-en-Diois restent seuls majoritairement catholiques. Die devient une place de sûreté.
Le règne de Louis XIV ouvre une période d’intenses persécutions, avec destructions de temples, expulsions de pasteurs. Quelques centaines de protestants se réfugient en forêt de Saou, prennent les armes mais sont battus au combat des Bourelles, à Bourdeaux. Des dragonnades ont lieu, notamment à Bourdeaux, Volvent, Espenel. L’Académie protestante de Die est fermée en 1684 après 80 ans d’existence. En 1685, Louis XIV révoque l'édit de Nantes. De nombreuses familles protestantes s'exilent vers la Suisse, l'Allemagne (Hesse, Brandebourg), la Hollande. Les villes les plus touchées furent Romans, Die et Valence qui perdirent une partie de leur population, ainsi que de nombreuses régions rurales où les protestants étaient majoritaires : La Baume-Cornillane, Châteaudouble, Montmeyran, la vallée de la Drôme (environ 6000 dans la Drôme, soit un quart de la communauté).
Les persécutions continuent contre ceux qui sont restés, les « nouveaux convertis » : ceux qui sont suspectés de feindre la conversion sont emprisonnés à Crest ou à Quint, où une prison leur est spécialement dédiée ; Louise Moulin, de Beaufort, est pendue en 1687, après avoir tenu tête à ses juges, ou les pasteurs Jacques Roger et Louis Ranc en 1745. Les protestants n’ont droit à l’état-civil qu’avec l’édit de tolérance de 1787, et ce n’est que la Révolution française qui leur apporte l’égalité civile.

## XVIIIesiècle

Le Dauphiné dans ses limites du XVIIIe siècle avec les communes et départements actuels.
La province de Provence dans ses limites du XVIIIe siècle et les communes et départements actuels.
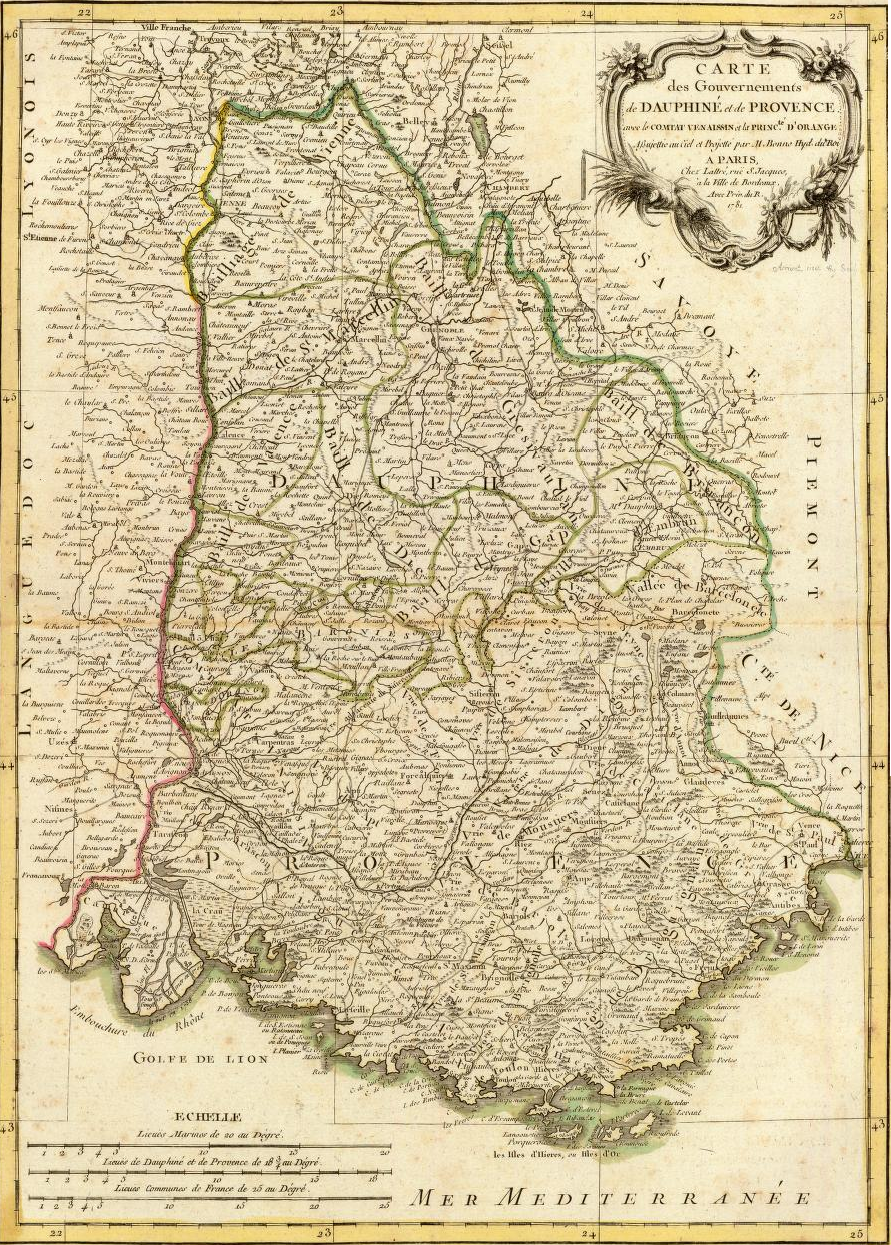
1731, les huit bailliages dauphinois sous l'Ancien Régime.
Provinces et États existant avant 1790 (vert : Dauphiné, rose : Provence, bleu : Comtat Venaissin).
La Drôme et ses dialectes.
carte de la Drôme vers 1800

### 1755: Louis Mandrin
Louis Mandrin, né le 11 février 1725 à Saint-Étienne-de-Saint-Geoirs en Isère (Dauphiné) et mort le 26 mai 1755 à Valence, est un contrebandier français.
Après avoir été jugé le 24 mai 1755, Louis Mandrin est roué vif le 26 mai sur la place des Clercs de Valence, devant 6 000 curieux. Il aurait enduré son supplice sans une plainte et aurait même demandé qu'on poursuive sa révolte contre le fisc[réf. nécessaire].
Sa tombe a été découverte dans les années 2000, à l'extérieur du mur du cimetière de Valence, au nord de l'avenue de Romans et de l'ancien bureau de l'octroi, sur le chemin qu'il utilisait pour éviter le péage de Valence. La tombe a été étudiée puis à nouveau recouverte de terre[réf. nécessaire]. Ce chemin, qui se poursuit entre avenue de Romans et avenue de Chabeuil, porte encore le nom de « chemin des contrebandiers » ou « chemin des mulets » (ceux des contrebandiers) sur le plan de Valence.
Toujours à Valence, en dessous du plateau de Lautagne, un ensemble de grottes est dit « les grottes à Mandrin ». L'allée Louis Mandrin rappelle son souvenir. Un peu plus loin, le chemin des Baumes passe sous le site.

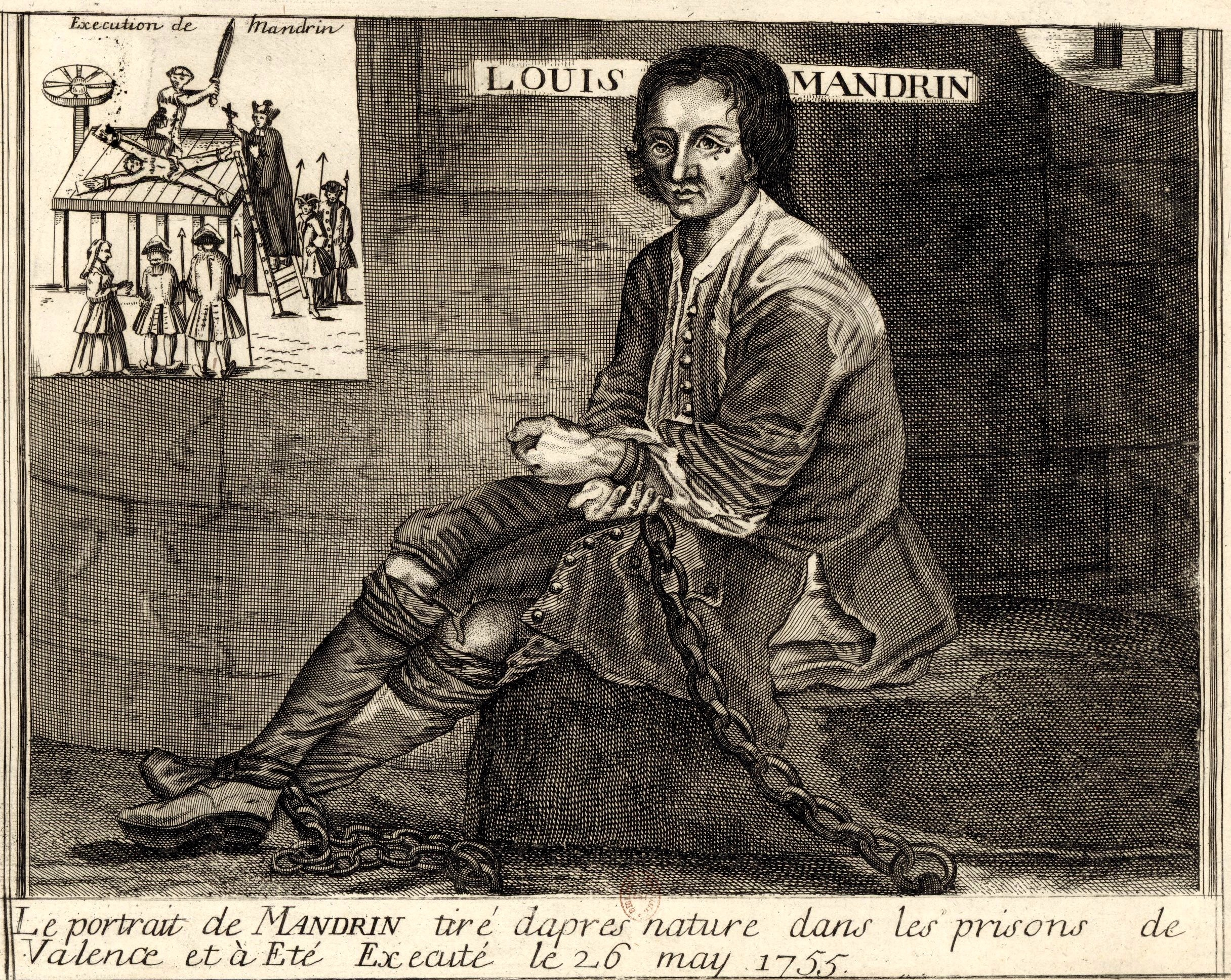
« Le portrait de Mandrin tiré d’après nature dans les prisons de Valence et a été exécuté le 26 mai 1755. »
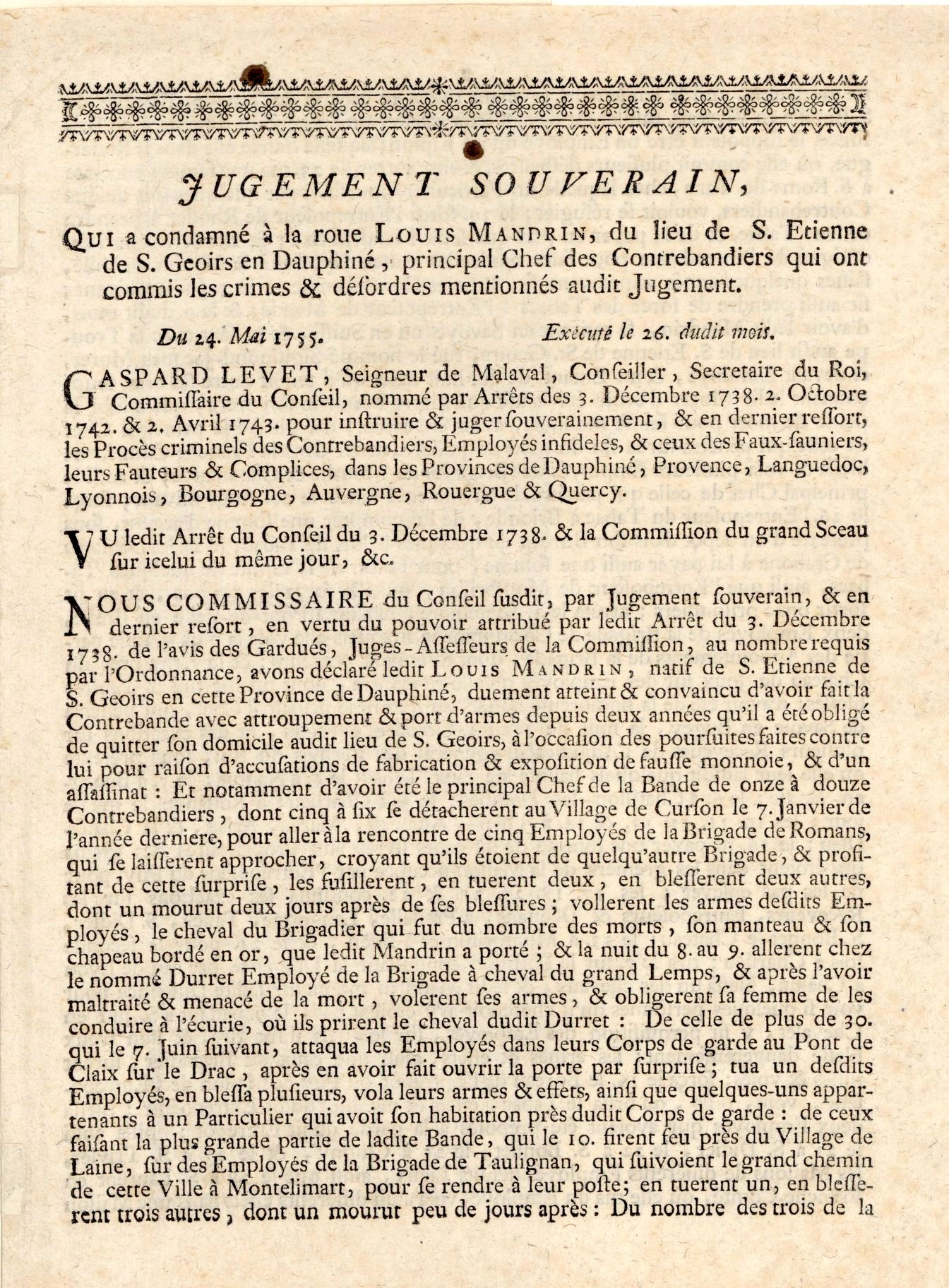
Jugement.
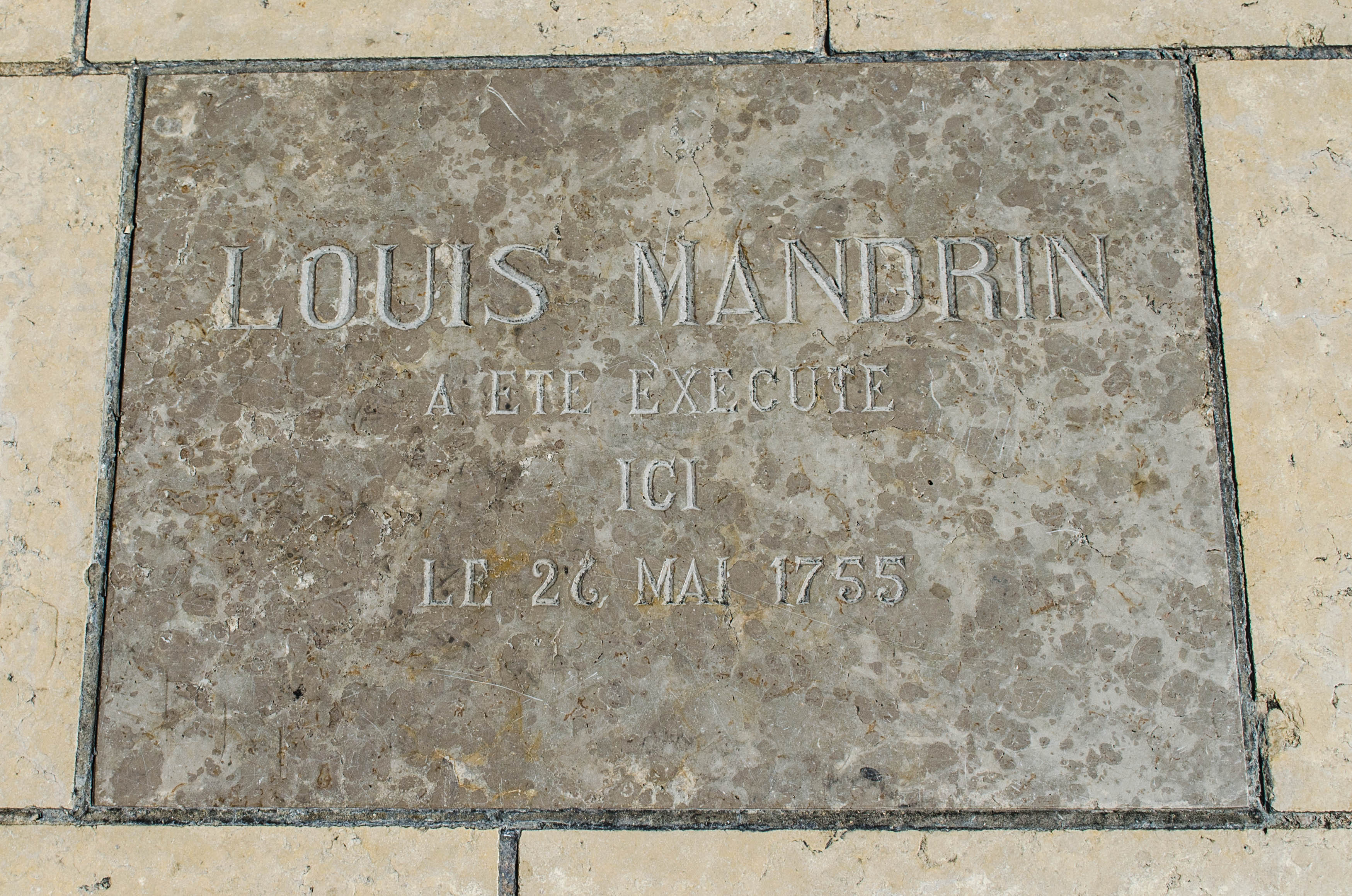
Plaque commémorant l'exécution de Louis Mandrin, place des Clercs à Valence.

### 1778 ... 1785-1786 ... 1814: Napoléon Bonaparte à Valence
Napoléon Bonaparte (1769-1821) a séjourné à 18 reprises à Valence entre décembre 1778 (il a 9 ans) et avril 1814. Il y a appris à manier le canon, à diriger les hommes et s’est ouvert au monde civil. Les traces de ses passages restent nombreuses,,.
Reçu sous-lieutenant (42e sur 58), à l’examen de l’artillerie, il avait reçu son ordre d'affectation, comme lieutenant en second, au régiment d'artillerie de la Fère, alors en garnison à Valence, qu'il rejoint le 3 novembre 1785. L'été suivant, il obtient un congé de six mois à partir du 1er septembre 1786. Le 15 septembre 1786, sept ans et neuf mois après son départ, il repose les pieds sur l’île de Corse à l’occasion de son congé de semestre.
Bonaparte, alors jeune lieutenant de l'école d'artillerie de Valence (1785-1786), ami du fils Marquet, est reçu à La maison des Têtes.
La statue Bonaparte, de Jean-Paul Ravit, inaugurée en 2010, représente Bonaparte dans sa tenue de lieutenant en second au régiment de La Fère en 1785.
Une fresque située Square Bonaparte représente le lieutenant Bonaparte discutant avec ses amies Valentinoises, son frère Louis et Simon de Sucy sur les bords du Rhône en juillet 1791.

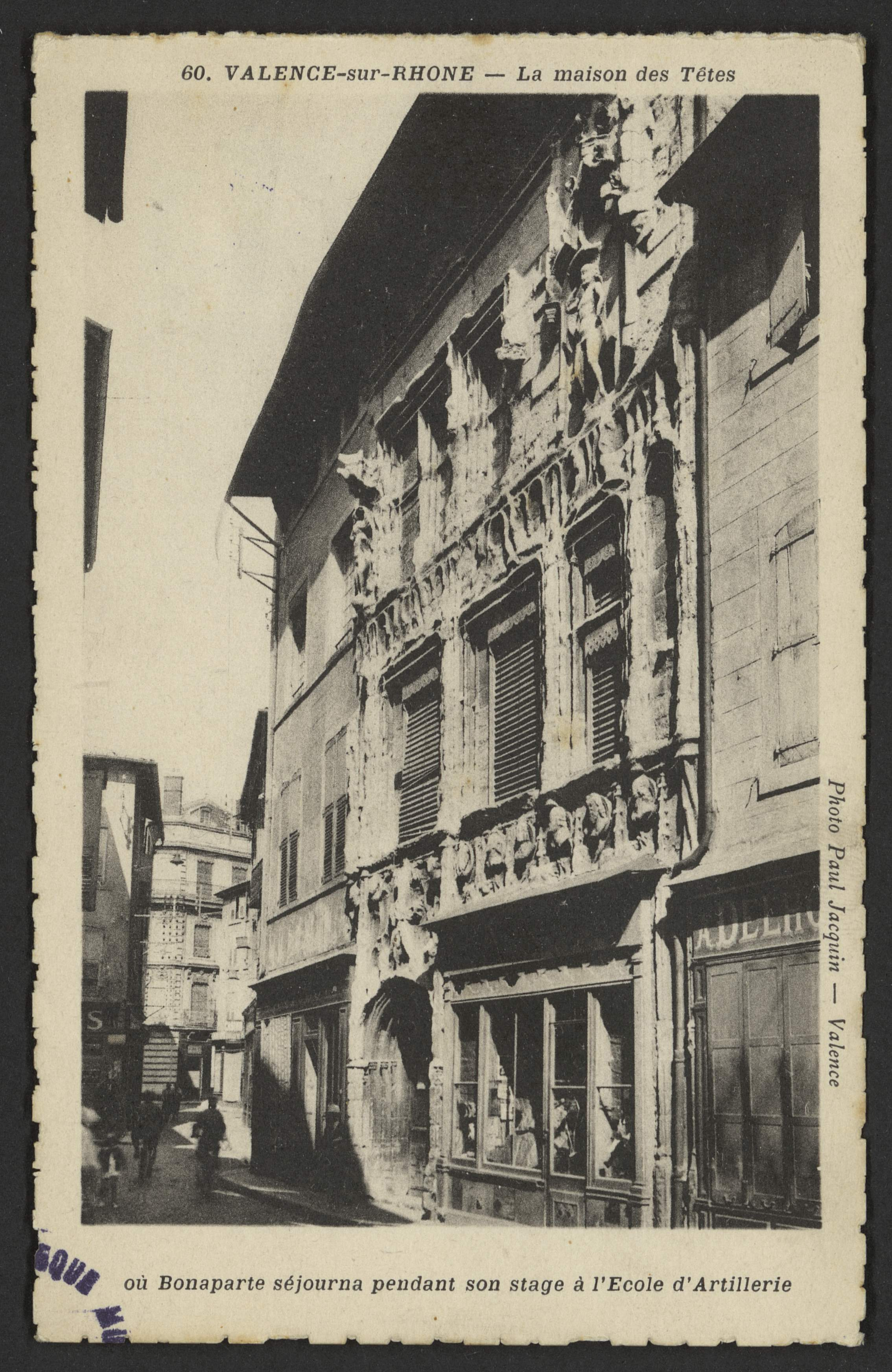
Valence, la Maison des Têtes.

### 1783: «l'année des cendres»
Michel Forest dans ses Annales (Société d'Archéologie et de Statistique, 1880, tome 15, page 14) rapporte un phénomène étrange qui fut observé dans la région de Valence en juin et juillet 1783. « Le phénomène que je vais décrire [...] consistoit en un brouillard, fumée ou poussière qui étoit répandu sur toute la surface de la terre pendant tout le mois de juin et une partie de juillet 1783, sans aucune humidité.
On resta plus d'un mois à ne pas découvrir la montagne du matin et celle de Crussol; on ne voyoit même pas à 200 pas devant soi, et l'orage et les grands vents, qui furent fréquents, ne purent jamais dissiper ce brouillard, que le soleil ne pouvoit percer que foiblement et d'une clarté si pâle et si lugubre que bien des gens en avoient des frayeurs. Il se levoit avec une rougeur qui paroissoit toute en feu et se cou[c]hoit de même, ce qui consternoit tout le monde.
Ce brouillard ne causa cependant aucun dommage aux récoltes; on moissonna avec ce temps, qui ne la pressa point; et il y avoit même des gens soutenoient que ça engraissoit la terre, puisque c'étoit une fumée qui en sortoit; d'autres, que c'étoit la fumée de quelque volcan embrasé; d'autres, que c'étoient des exhalaisons de la terre qui présageoient des tremblements.
Enfin, cela se dissipa peu à peu et nous rendit la sérénité sur le milieu ou la fin de juillet. Bien des gens croient que c'est le présage de choses sinistres [...] ». » Ce texte nous apprend que les falaises du plateau du Vercors sont appelées « montagne du matin » (elles sont à une vingtaine de kilomètres à l'est de Valence) en 1880. Crussol, de l'autre côté du Rhône (en Ardèche), est bien visible à l'ouest de Valence, à quatre kilomètres environ.
Aujourd'hui, ce phénomène de « l'année des cendres » est expliqué : le 8 juin 1783, en Islande, le volcan Laki entre en éruption. Il vomit pendant 50 jours et ce fut l'un des plus grands épanchements de lave de tous les temps. Les cendres recouvrent 8 000 km2. Une brume s'étend sur toute l'Europe, l'Afrique et l'Asie. Dans la même période, au Japon, le volcan Asama entre en éruption du 9 mai au 5 août.
Certains considèrent les conséquences de cette éruption (refroidissement climatique, mauvaises récoltes, famine et colère des populations) comme la cause de... la Révolution française.

### 1789(1788)-1799: la Révolution

Carte de la Drôme (1790)

Le département de la Drôme a été créé par la Révolution française, le 5 mars 1790, en application de la loi du 22 décembre 1789, à partir d'une partie de la province du Dauphiné à laquelle il appartenait avec l'Isère et les Hautes-Alpes, et de quelques communes issues de la Provence et du Comtat venaissin,, (voir Drôme provençale).
Depuis 1788, les habitants avaient participé aux changements politiques : réunion des États de Dauphiné à Romans en hiver 1788-1789, mouvement de la Grande Peur fin juillet 1789, fêtes de la Fédération à Étoile le 29 novembre 1789 et à Montélimar le 13 décembre avant la grande fête de la Fédération à Paris le 14 juillet 1790, création de la Société des Amis de la Constitution de Valence en 1790.
La Grande Peur commence dans la région le 28 juillet : les informations alarmantes viennent du nord du département, propagées par le tocsin et les messagers à cheval. En deux jours, Vercors, Diois, Baronnies et vallée du Rhône sont touchées : les villageois se rassemblent, s’arment de bric et de broc voire attaquent les châteaux pour se procurer l’armement qui fait défaut. Celui de La Bâtie-Verdun est incendié, à Bellegarde il n’est que pris d’assaut. À Beaumont, les champs du seigneur sont moissonnés par les habitants, à leur profit. Les paysans du Vercors se révoltent aussi contre les chartreux. Dans la foulée sont organisées les gardes nationales par commune.
La vente des biens nationaux a lieu à partir de 1791 ; elle profite surtout aux notables, ce qui provoque des émeutes à Lachau et Châtillon. D’autres émeutes sont provoquées par le maintien des droits seigneuriaux malgré l’abolition des privilèges (les droits pécuniaires étaient rachetables et non-abolis formellement), comme à Gigors ou Bésignan ; dans d’autres communes, le même refus se manifeste, même s’il n’y a pas d’émeute. Dans le Vercors, les moines s’enfuient et les habitants profitent de leurs bois ; la garde nationale fraternise, ainsi que le 4e régiment d'artillerie envoyé rétablir l’ordre. Des châteaux sont à nouveau attaqués, comme à Villeperdrix, Bouvières, Beaurières, Saint-Nazaire-le-Désert, Bellegarde, Montbrun, La Motte-Chalancon et Aulan. D’autres émeutes ont lieu à Valdrôme et Bouvante. Des arrestations ont lieu et la répression judiciaire est sévère.
Les limites du département furent plusieurs fois modifiées à la suite de l'annexion du Comtat Venaissin en 1792 puis de la création du département du Vaucluse en 1793. Les villes de Carpentras et Valréas, notamment, firent partie un temps de la Drôme. Ces modifications créèrent une enclave de Vaucluse (canton de Valréas) dans la Drôme, une des deux seules enclaves de ce genre persistantes en France avec celles du département des Hautes-Pyrénées dans le département des Pyrénées-Atlantiques (mais il en existait beaucoup sous l'Ancien régime : voir notamment la page Enclave des papes).

#### 1791-1793: lesvolontaires nationaux
Les sept districts (Romans, Valence, Die, Buis, Montélimar, Crest et Orange (provisoirement) du département de la Drôme fournirent 10 bataillons de volontaires nationaux:
- 1er bataillon de volontaires de la Drôme, formé le 8 octobre 1791
  - Amalgamé lors de la première réorganisation dans la 209e demi-brigade bis de première formation
    - Amalgamé lors de la deuxième réorganisation dans la 85e demi-brigade de deuxième formation
- 2e bataillon de volontaires de la Drôme, formé le 12 octobre 1791
  - Amalgamé lors de la première réorganisation dans la 118e demi-brigade de première formation
    - Amalgamé lors de la deuxième réorganisation dans la 32e demi-brigade de deuxième formation
- 3e bataillon de volontaires de la Drôme, formé le 12 octobre 1791 à Valence
  - Armée du Midi, Armée des Alpes, Conquête de la Savoie, Soulèvement de Lyon, Insurrections fédéralistes, Siège de Lyon, Guerre du Roussillon, Combat de Palau, 2e bataille du Boulou, Bataille de Figueras, Siège de Roses
  - servant à l'armée du Midi puis à l'armée des Pyrénées orientales, participa au siège de Lyon et aux batailles du Boulou, de Figueras, ainsi qu'au siège de Roses durant la guerre du Roussillon.
  - Personnalités : Louis Jean-Baptiste Gouvion alors lieutenant-colonel en chef, Claude Henri Belgrand de Vaubois alors lieutenant-colonel en second puis en chef, Claude-Victor Perrin alors adjudant, Jean Davin alors adjudant, Jean Urbain Fugière alors capitaine puis lieutenant-colonel en chef, François Argod adjudant-major puis lieutenant-colonel en chef.
  - Amalgamé lors de la première réorganisation dans la 69e demi-brigade de première formation
    - Amalgamé lors de la deuxième réorganisation dans la 18e demi-brigade de deuxième formation
- 4e bataillon de volontaires de la Drôme, formé le 8 octobre 1791
  - Amalgamé lors de la première réorganisation dans la 83e demi-brigade de première formation
    - Amalgamé lors de la deuxième réorganisation dans la 57e demi-brigade de deuxième formation
- 5e bataillon de volontaires de la Drôme, formé le 5 août 1792. Il est dit bataillon de volontaires de l'Ouvèze. Le district de l'Ouvèze est formé, le 28 mars 1792, par le rattachement d'une partie du Comtat Venaissin (Carpentras, Valréas. Le district de l'Ouvèze est détaché du département de la Drôme, le 12 août 1793 pour la création du département de Vaucluse:
  - Amalgamé lors de la première réorganisation dans la 201e demi-brigade de première formation
    - Amalgamé lors de la deuxième réorganisation dans la 106e demi-brigade de deuxième formation
- 6e bataillon de volontaires de la Drôme, formé le 5 août 1792
  - Amalgamé lors de la première réorganisation dans la 11e demi-brigade légère de première formation
    - Amalgamé lors de la deuxième réorganisation dans la 10e demi-brigade légère de deuxième formation
- 7e bataillon de volontaires de la Drôme, formé le 5 août 1792
  - Amalgamé lors de la première réorganisation dans la 203e demi-brigade de première formation
    - Amalgamé lors de la deuxième réorganisation dans la 100e demi-brigade de deuxième formation
- 8e bataillon de volontaires de la Drôme, formé le 5 août 1792
  - Amalgamé lors de la première réorganisation dans la 15e demi-brigade légère bis de première formation
    - Amalgamé lors de la deuxième réorganisation dans la 3e demi-brigade légère de deuxième formation
- 9e bataillon de volontaires de la Drôme également appelé 1er bataillon de grenadiers de la Drôme, formé le 1er janvier 1793
  - Amalgamé lors de la première réorganisation dans la 1re demi-brigade provisoire de première formation
    - Amalgamé lors de la deuxième réorganisation dans la 25e demi-brigade de deuxième formation
- Bataillon de volontaires de Nyons, formé le 9 vendémiaire an II
  - Personnalités : Joseph Charras alors volontaire puis capitaine.
  - Non amalgamé lors de la première réorganisation
    - Amalgamé lors de la deuxième réorganisation dans la 4e demi-brigade légère de deuxième formation

##### 1792: les volontaires marseillais etLa Marseillaise
Passage des volontaires marseillais qui, arrivés à Paris en juillet, entonneront le chant de guerre pour l’armée du Rhin écrit par Claude-joseph Rouget de Lisle, qui sera appelé la Marseillaise.

#### Les Catholiques

1791, les prêtres assermentés en France.

En 1799, le pape Pie VI est prisonnier du Directoire. On lui fait traverser les Alpes sur une civière. C'est ensuite Briançon, Grenoble et enfin Valence. Le pape reçut de nombreuses marques de respect et de compassion de la part du peuple, tout au long de sa route, entre Briançon et Valence. Le poète Paul Claudel le surnommera le « père commun des fidèles ».
Pie VI, épuisé, meurt à Valence le 29 août 1799 (12 fructidor an VII) à l'âge de 81 ans. Son acte de décès figure dans le registre d'état civil de la ville de Valence, où il est nommé « Jean Ange Braschy Pie VI pontife de Rome ». C'est en son honneur qu'un pâtissier de la ville eut l'idée de confectionner le fameux biscuit appelé Suisse de Valence. Pie VI est d'abord enseveli civilement au cimetière de Valence.
En 1801, Napoléon Bonaparte, premier consul, normalisera ses relations diplomatiques avec les états pontificaux reconstitués, et signera le concordat de juillet 1801 avec l'Église catholique. Ces évolutions permettent le retour du corps de Pie VI à Rome, le 24 décembre 1801.
En 1811, sur réclamation des habitants de Valence, le cœur et les entrailles de Pie VI retournent à Valence et reposent dans la cathédrale Saint-Apollinaire, après une cérémonie solennelle en ce lieu le 25 octobre 1811. On peut lire l'inscription suivante (rédigée en latin) sur ce monument de Valence : « Les entrailles saintes de Pie VI sont rendues aux Français ; Rome possède son corps ; son nom retentit en tous lieux ; il est mort à Valence le 29 août 1799 ».

## XIXesiècle

### La Restauration (1814-1815)
En 1815, le duc d'Angoulême essaye vainement d'arrêter Napoléon Ier au pont de la Drôme. Il doit battre en retraite.

### La Restauration (1815-1848)
Après la victoire des coalisés à la bataille de Waterloo (18 juin 1815), le département est occupé par les troupes autrichiennes de juin 1815 à novembre 1818 (voir occupation de la France à la fin du Premier Empire).

### La Seconde République (1848-1852)

#### L’arrivée de laIIeRépublique
À la fin de la monarchie de Juillet, seuls 2 054 hommes, ceux qui paient plus de 200 F d’impôt (suffrage censitaire), votent aux élections autres que municipales, soit moins de 1% de la population départementale. L’introduction du suffrage universel masculin porte ce nombre à 92501 (soit 45 fois plus).
L’annonce de la révolution de février provoque peu de remous. Une manifestation à Valence réclame le départ des légitimistes, le maire Ferlay et le préfet Lemarchand de la Faverie. En chantant La Marseillaise, elle part renommer la place d’Orléans place de la République. Le préfet est remplacé début mars par Hubert Fournery, propriétaire en Ardèche, et Ferlay démissionne. À Romans, on note une démonstration tournée contre la municipalité ; dans tout le département, il n’y a qu’à Chavannes qu’on signale un épisode violent, tourné contre le châtelain.

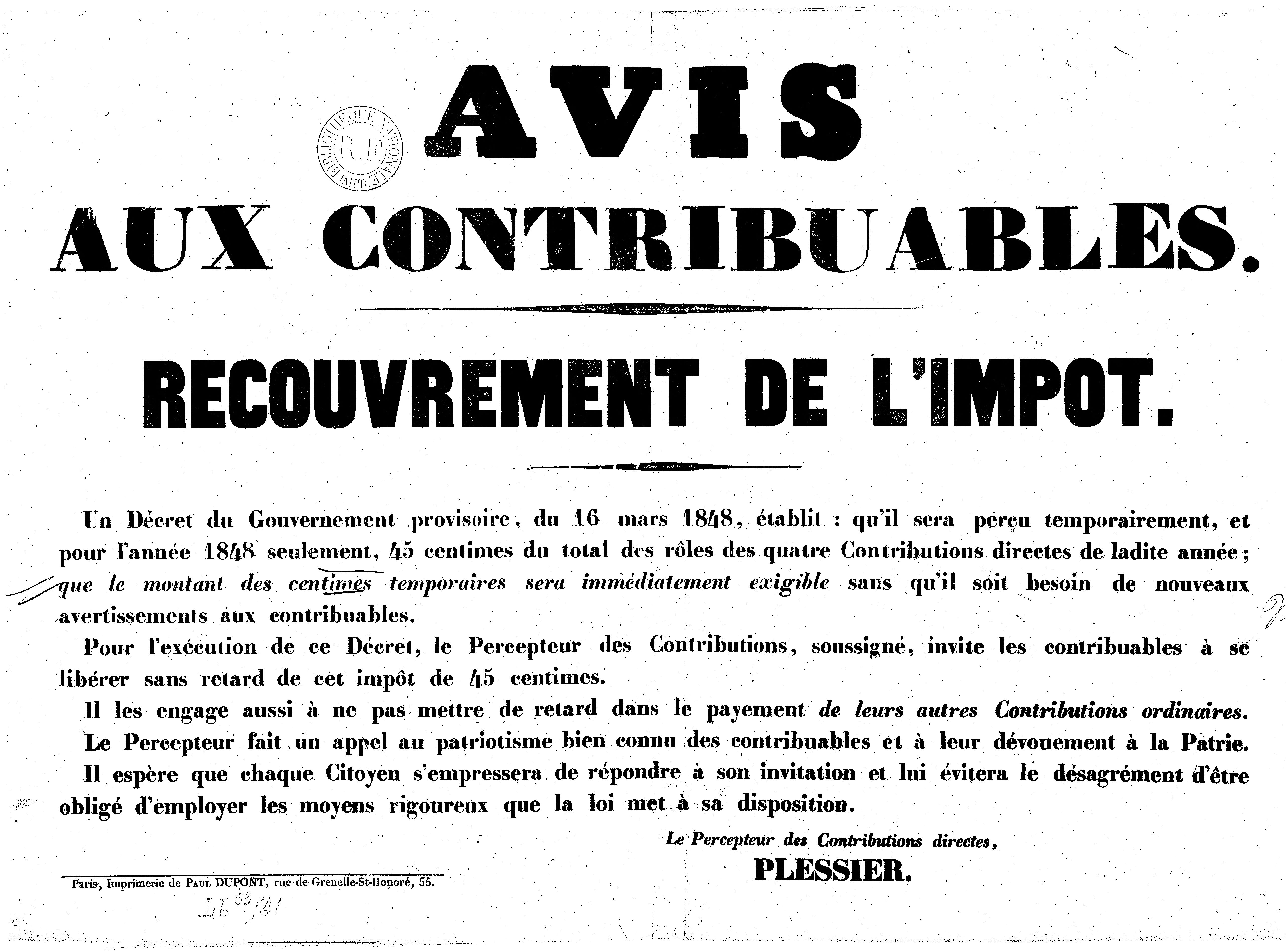
Avis aux contribuables annonçant la mise en recouvrement de l'impôt des 45 centimes établi par le décret du 16 mars 1848.

Mais assez vite ensuite, la population réclame que ses attentes soient satisfaites et que sa vie s’améliore. On attend que les droits réunis (impôts indirects) soient abolis. Dans les Baronnies, plusieurs communes voient leurs communaux envahis avec la revendication qu’ils soient partagés. Ils sont arrêtés et condamnés. Le Vercors connaît plusieurs revendications contre le code forestier, avec une émeute à La Chapelle.
Le 3 avril, une émeute éclate à Valence, en même temps qu’à Montélimar. Elle est causée par la disette des classes les plus pauvres, mal secourues par une allocation de 500 g de pain par jour, et qui s’impatientent en attendant l’ouverture de l’atelier national destiné à la démolition des remparts de la ville. L’ancien maire, Ferlay, encourage le mécontentement qui éclate et donne cette émeute[Quoi ?] au cours de laquelle la préfecture est envahie, les émeutiers réclamant la démission du commissaire de la république adjoint Curnier, faisant office de maire, accusé de percevoir un salaire exorbitant. L’ancien député Léo de Sieyès revient de Paris pour exploiter cette situation, qui se prolonge par des manifestations régulières devant la préfecture défendue par 380 militaires et gardes nationaux. Ferlay est nommé à la mairie, et Napoléon Chancel est nommé par le ministère pour remplacer le commissaire de la République Fournery. Mais Ferlay et Fournery s’allient pour mettre la préfecture en état de résister à l’installation du futur commissaire. Celui-ci, arrivé le 10 avril, fait poser des affiches et harangue la population pour obtenir son soutien. Ferlay et Fournery font alors appel au commissaire général pour les départements de la Drôme, des Hautes-Alpes et de l’Isère, qui arrive le 14 et destitue Chancel « à cause de ses antécédents comme homme privé ». Une nouvelle émeute éclate alors, dispersée par gendarmes, gardes nationaux et artilleurs, qui procèdent à 15 charges de cavalerie et font quelques blessés et emprisonnent une dizaine de manifestants. Le 5 mai, le gouvernement proclame l’amnistie pour Chancel et les manifestants arrêtés.

#### Élections à l’assemblée constituante
Les élections destinées à constituer l’Assemblée nationale constituante ont lieu les 23 et 24 avril 1848. Ce sont les premières au suffrage universel masculin en France.

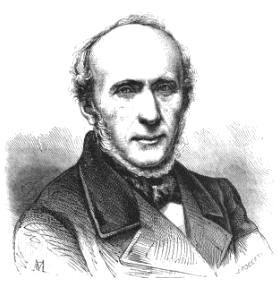
Le député républicain avance Mathieu de la Drôme

Huit députés doivent être élus dans le département, le vote ayant lieu au chef-lieu de canton. Les électeurs de chaque commune se déplacent donc en cortège, guidés par leur maire, leur curé et éventuellement leur pasteur, leur instituteur et les notables du lieu. Des listes représentent les grands courants politiques, républicains, légitimistes, orléanistes. En-dehors des listes, certains ouvriers comme Blancard, de Dieulefit, tourneur, se présentent seuls. Bonjean se présente même sur la liste des républicains et sur celle de Morin, député sortant. 83 % des électeurs de la Drôme choisissent entre 80 candidats. Excepté Théodore Morin, tous les députés sortants sont battus :
- Bonjean, l’opportuniste, avec plus de 60 000 voix ;
- Philippe Mathieu, dit Mathieu de la Drôme, républicain de la veille, arrive deuxième avec 37 900 voix ;
- Charles Sautayra, républicain modéré ;
- Hippolyte Bajard, républicain modéré ;
- Daniel Marie Rey, républicain modéré ;
- Jean-Charles Curnier, républicain modéré ;
- Pierre Louis Belin, républicain modéré ;
- Théodore Morin, conservateur.

Selon Robert Serre, la victoire des républicains est due à la division des monarchistes et des conservateurs.

#### Évolution en 1848
En mai, des renforts militaires parviennent à Valence : trois batteries d’artilleurs, et un régiment de hussards, soit 900 hommes et 850 chevaux, logés en partie chez l’habitant. Des garnisons sont envoyées dans de nombreuses communes dont la population s’agite, à cause des saisies ou de la misère grandissante. Cette déception vis-à-vis de la République permet aux conservateurs d’emporter 24 des 28 sièges lors des élections cantonales et de remporter de nombreuses mairies. Ces deux élections sont marquées par un taux d’abstention des deux tiers.
En réaction, un petit groupe de républicains avancés se forme à Valence, avec deux avoués de notaire, Fiéron et Lavis, et Ernest de Saint-Prix, fils d’un député à la Convention de 93. Ce groupe peut être rattaché au groupe radical de la Montagne.
Le 10 décembre, ce sont les premières élections présidentielles au suffrage universel masculin, remportées par Louis-Napoléon Bonaparte. Dans la Drôme, il remporte plus de 54 000 voix sur 71 000 exprimées (77 %, mieux qu’au niveau national) ; Cavaignac (républicain de droite) second en recueille 12 000 (17,1 %) et Ledru-Rollin (démocrate socialiste), 3400 (4,8 %, score proche de son score national).
Peu après, le 10 janvier 1849, Ferlay, maire provisoire de Valence, est nommé commissaire de la République (préfet). Orléaniste, adversaire de la république et partisan farouche de l’ordre, il commence par dresser la liste de ses moyens de répression :
- police : 12 commissaires ;
- gendarmerie nationale : 162 hommes ;
- armée : 4 000 hommes[S1 13].

Puis il prend le contrôle du journal Le Courrier de la Drôme et de l’Ardèche, qui devient bientôt le seul journal autorisé, et décide de faire ôter les bonnets rouges des arbres de la liberté plantés au printemps 1848.
À la même période, il est noté dans un rapport que le 3e régiment de hussards, en garnison à Valence, se laisse gagner par la propagande républicaine. Les républicains feront des efforts constants dans ce sens envers les membres des différentes unités stationnées dans le département, comme le 50e RI ou le 2e RA.

#### Élections législatives
Les élections législatives de 1849 sont l’occasion pour la gauche de se mettre en ordre de bataille pour reconquérir une partie du terrain perdu face aux conservateurs, monarchistes ou non. Il n’y a que deux listes en présence dans la Drôme : une bonapartiste, une républicaine.
La liste bonapartiste dispose de tous les soutiens officiels. Le préfet Ferlay réussit à convaincre Jérôme Bonaparte, le plus jeune frère de Napoléon Ier, alors gouverneur général des Invalides, de prendre la tête de la liste. Sont également présents Morin et Bonjean, députés sortants, Léo de Sieyès, Monier de la Sizeranne, le comte Antoine du Bouchage, déjà députés sous la monarchie de Juillet, et le maire légitimiste de Crest Jean-François Moutier. À part la tête de liste, tous ces députés sont royalistes, mais jouent la confusion en se présentant comme républicains et partisans de l’ordre. Cette liste diffuse une affiche qui pointe les dangers du socialisme qui « renie Dieu […] la famille, la propriété, la religion ». Elle est soutenue par le seul journal du département, Le Courrier de la Drôme. L’évêque de Valence envoie une circulaire à ses curés leur enjoignant de soutenir ce qu’on appelle pas encore le parti de l'ordre. Face à tous ces moyens, il existe une hostilité populaire : lors de ses déplacements en campagne, Bonjean est accueilli par les cris « Vive la Montagne ! Vive Ledru-Rollin ! Vive Mathieu ! » à Nyons, Die et Crest.
La liste républicaine est plus homogène que lors des élections de 1848. Bonjean, l’opportuniste, est définitivement passé du côté conservateur. Mathieu de la Drôme, lui, s’est rallié à la Montagne. Cinq députés sortants l’accompagnent sur cette liste,  Sautayra,  Bajard,  Rey,  Curnier et  Belin, avec une nouvelle recrue, Désiré Bancel, 27 ans et avocat de Lamastre, conservateur l’année précédente et qui rallie les républicains et reste un adversaire convaincu des conservateurs jusqu’à sa mort. Les Rouges et les Blancs s’affrontent, et c’est, selon le mot de Maurice Agulhon, « la première élection de combat » de l’histoire des républiques françaises. La liste républicaine est entravée par le commissaire de la république Ferlay, mais réussit quand même à diffuser sa propagande ; elle s’appuie sur des comités électoraux qui tiennent des réunions très suivies.
Par rapport à l’année précédente, l’organisation du scrutin est améliorée. Les cantons sont découpés pour mettre à disposition des électeurs plus de bureaux de vote, plus proches. Le taux de participation baisse quand même de dix points (72 % contre 82 % en 1848). Les bulletins sont pliés par le votant et remis au président qui le glisse lui-même dans l’urne (et peut le lire) ; c’est un assesseur qui signe le registre en face du nom de l’électeur ; la nuit entre les deux jours du vote, l’urne est mise sous scellés dans une salle gardée. Dès le premier tour, les députés de la Montagne sont tous élus, avec plus de 40 000 voix chacun. Le meilleur candidat de la liste de droite, Morin, n’a que 25 707 voix. Même les militaires votent pour la Montagne à plus de 70 %. Entre l’élection présidentielle de décembre et les élections législatives, le prince-président passe de 77 à 35 % des voix. Comme les candidats pouvaient se présenter dans plusieurs départements, Mathieu de la Drôme est élu à la fois dans la Drôme et dans le Rhône. Il choisit de conserver son siège du Rhône. Une élection complémentaire a donc lieu dans la Drôme pour pourvoir le siège qu’il abandonne. Les Républicains choisissent de présenter Jules Favre, républicain de droite, face à Théodore Morin. Ce protestant est estimé dans le département et affirme des idées sociales, ce qui déplaît aux légitimistes, qui présentent un troisième candidat. Jules Favre, lui, trop à droite, n’est pas soutenu pas les comités républicains. Au moment de cette élection complémentaire, le département est mis en état de siège. Avec 58 % d’abstention, et malgré le dissident royaliste qui n’a que 2 % des voix, Théodore Morin est réélu avec 53 % des exprimés. Le département, dominé de façon hégémonique par les républicains, envoie ainsi 6 députés républicains et un bonapartiste à l'Assemblée, à la suite de cette erreur de tactique.

#### Reprise en main autoritaire
Une tentative d’insurrection éclate à Lyon le 14 juin 1849. Immédiatement, le général Gemeau, commandant la 6e division (siège à Lyon) décrète l’état de siège sur toute l’étendue de son commandement, dont la Drôme. Il est remplacé par le général de Castellane en 1850. Le commandement militaire départemental est dévolu au général Édouard Lapène. La reprise en main se déploie à partir du 19 juin à l’encontre des républicains:
- le journal La constitution de 1848 est saisi ;
- le colportage de journaux, livres et brochures est interdit ;
- des cafés connus pour accueillir des réunions de républicains sont fermés ;
- les réunions publiques sont interdites ;
- les cercles et clubs, souvent des lieux de mobilisation politique, ne sont autorisés que s’ils donnent la liste de leurs membres ;
- enfin, environ 150 indicateurs sont recrutés, seulement pour la ville de Valence.

De nombreux fonctionnaires, juges de paix, greffiers, gardes champêtres, agents voyers, facteurs, cantonniers, conducteurs des Ponts et Chaussées, sont révoqués car suspects de républicanisme ou peu zélés dans l’application des directives du commissaire de la République. Le 9 juillet, le préfet demande à ses subordonnés de mener une enquête sur les instituteurs, suspects de corrompre la moralité de leurs élèves et concitoyens avec des idées socialistes. Rien que dans l’arrondissement de Die, 16 instituteurs sont sanctionnés (de la simple réprimande à la révocation), après le retour de ces questionnaires, sans compter les mutations.
Pour prévenir une résistance armée à ces mesures, Ferlay fait collecter les armes de tous les habitants, excepté ceux jugés surs. Des colonnes de 300 à 500 soldats passent ainsi de commune en commune pour ramasser les armes qui ont normalement été déposées en mairie.
La situation économique est difficile : les récoltes de cocons de ver à soie et de patates sont mauvaises, les prix du blé et du vin sont très bas. Les saisies se multiplient en 1849 : elles sont deux fois plus nombreuses qu’au début des années 1840 dans l'arrondissement de Valence, trois fois plus dans celui de Die. Le nombre des indigents se multiplie l’hiver venu.
Les réunions sont interdites, et dans ce contexte, chaque fête villageoise, enterrement, tuerie de cochon, devient une occasion de manifester ses opinions républicaines. Le 5 janvier 1850, le général Gemeau interdit également les banquets républicains, interdiction aussitôt violée à Grâne et Loriol. De même, la seule commémoration autorisée de l'anniversaire de la révolution de février est la messe. Évidemment, cela ne concerne pas les bals et autres réunions de la bourgeoisie, invitée début février à une grande fête à la préfecture. Le préfet oblige tout les maires du département à imposer la fermeture des cafés, estaminets, auberges, etc. à 22 heures, interdit les jeux de hasard et impose aux aubergistes de faire des rapports. Cette interdiction, prise au nom de la tranquillité publique, est évidemment à caractère politique, la plupart des réunions des républicains et des socialistes ayant lieu dans ce genre d'endroits.
Le 15 avril 1850, l'état de siège est étendu à tout le département par le général de Castellane. Une police secrète, financée par fonds spéciaux, est aussi mise en place pour espionner les militants de gauche et les sociétés secrètes.

#### Les sociétés secrètes
(novembre 2023).
Les sociétés secrètes naissent des difficultés à se réunir et à diffuser les idées républicaines et socialistes sans s’exposer à la répression. Elles sont issues des sociétés locales (équivalent de l'époque des associations loi 1901, la seule forme légale d'association étant la société) ou des mutuelles d'entraide, ou encore des comités électoraux, formés pour diffuser les idées de telle ou telle tendance avant les élections de 1848 (assemblée constituante et présidentielle) et 1849 (législatives). Elles sont aussi influencées par les sociétés à initiation, comme la franc-maçonnerie ou le compagnonnage. Il est difficile d'en savoir plus, la masse des informations les concernant étant soit issue des archives de la répression (mouchards, rapports de police) et fortement entachées d'exagération si ce n'est d'une grosse part d'imagination, soit des interrogatoires des insurgés de décembre 1851, pendant lesquels les inculpés cherchaient évidemment plus à diminuer la peine encourue qu'à fournir des informations fiables à l'administration et encore moins aux historiens. Enfin, leur existence et leur rôle ont dû être amplifiés par toutes les instances gouvernementales, afin de justifier leur rôle, d'effrayer et de rassembler les classes supérieures, ou de satisfaire la hiérarchie pour les simples exécutants. Dans son rapport de 1852, le préfet évalue le nombre d'affiliés à 26 000 pour la Drôme, ce qui semble très exagéré. Les relations entre les sociétés des différentes communes sont à peine entrevues : il semble qu'elles se constituent village par village, avec des regroupements cantonaux, d'arrondissement et de département, avec une liaison à Paris. Les initiations se font de proche en proche (on va au village voisin, parfois au-delà d'une limite départementale, pour se faire initier). Une circulation des informations existe, verticale mais aussi de proximité, même si la hiérarchie départementale ou nationale semble moins importante parfois que des personnes influentes localement. Il existe un comité départemental, présidé d'abord par Ernest de Saint-Prix, aristocrate, puis par Antoine Rey, commis roulier, puis finalement par Richard Besse, marchand de vin.
Dans la Drôme, on en compterait entre 60 et 80 (pour 361 communes à l'époque). La première société secrète, constituée en tant que telle, repérée par les autorités est celle de Dieulefit début 1849. Le sous-préfet de Montélimar signale ainsi qu'« il s'est établi à Dieulefit, dans le courant de janvier, des rapports entre des factions qui tendraient à se constituer en société secrète, sous la dénomination de Démocrates socialistes » en février, par « des hommes inquiets que la débauche ou la paresse ont jeté dans la misère » et dirigés par « des hommes pervers et animés de mauvaises intentions ». En décembre 1851, le juge de paix écrit que « cette ville a toujours été le principal foyer des sociétés secrètes dont les chefs n'ont pas eu de peine à se faire de nombreux adeptes au milieu d'une population considérable d'ouvriers qu'on avait perverti au point d'en faire les ennemis de ceux-là mêmes qui leur faisaient gagner du pain ». À la même époque (février 1849), les rapports et dénonciations en signalent dans le sud du département (Saint-Restitut, Suze, Saint-Paul, Bouchet) en liaison avec Bollène et Carpentras. La création se fait soit directement sur initiative locale, soit dans une relation de société mère à société fille, comme le réseau des sociétés populaires pendant la Révolution. Dans ce dernier cas, une ou plusieurs personnes se font initier dans la société du village voisin, recrutent, puis quand il y a assez de membres, une nouvelle société est constituée, souvent sous l'égide de notables (docteurs, hommes de loi, gros propriétaires) mais aussi des artisans ou des instituteurs. Ces sociétés se donnent des noms, évoquant souvent la Montagne de 93. Le recrutement se fait par approche individuelle discrète et progressive, ou lors de réunions spécialement organisées dans cette intention. Une fois la recrue approuvée, on lui fait prêter serment, sous des formes variables, avec ou non évocation du Christ, présence d'armes qui servent à évoquer une vengeance en cas de trahison, transmission d'un mot d'ordre ou de reconnaissance, ou d'un signe de main permettant la reconnaissance. Parfois, le recrutement est interdit aux adeptes trop assidus de la bouteille, semble-t-il par mesure de sécurité. Les réunions se font dans des lieux privés, en pleine nature, dans des auberges.
Le succès de ces sociétés est réel. Si, quelquefois, elles ne comptent que quelques membres, leurs effectifs, pour autant que les témoignages soient fiables, sont souvent de plusieurs dizaines, voir dépassent la centaine d'hommes. Dans certaines communes, il n'y a que quelques hommes qui n'en font pas partie. Mais les sociétés ne sont pas implantées dans tout le département : les plus fortes concentrations se situent dans la vallée de la Drôme, le canton de Tain, l'arrondissement de Montélimar. Les Baronnies et le Vercors semblent vides de ces sociétés. Selon Robert Serre, cela peut aussi être dû au fait que l'insurrection de décembre 1851 ne s'étant pas déclenchée dans ces cantons, il n'y a pas eu d'enquête dans ces secteurs. Leurs objectifs sont la République démocratique et sociale, avec le drapeau rouge pour symbole. Les moyens envisagés sont la diffusion des idées, pour remporter les élections de 1852 (législatives et présidentielle), mais une certaine préparation d'une prise d'armes a existé. On réclame une petite cotisation aux affiliés (cinq sous — 25 centimes, soit entre 1/4 et 1/8e d'une journée de travail d'un ouvrier). Cette cotisation peut servir à aider les victimes de la répression ou à s'abonner à des journaux, la diffusion des idées étant une part importante du travail des sociétés.
Les autorités sont obsédées par la lutte contre ces sociétés. Le procureur général écrit ainsi en 1850 que « là où n'en découvre pas la trace, il y a lacune plutôt dans la surveillance ou dans les moyens de police que dans les affiliations ». Toujours début 1850, le préfet enjoint par courrier au maire de Crest de lui faire un rapport chaque semaine sur le sujet. La résistance par les symboles préoccupe fortement les autorités : la couleur rouge, associée aux républicains, socialistes et révolutionnaires, est utilisée sur de multiples supports pour manifester son soutien à ces idées. On voit ainsi des drapeaux de fortune accrochés à un arbre de la liberté, des personnes porter des rubans rouges, rassemblées ou seules, la police traquer un trafic de ceintures rouges de mariniers, en écharpe, ou bien tout simplement dans des cris "Vive les Rouges". Le 23 septembre 1850, le général de Castellane interdit le port, dans les réunions publiques, de "rosettes rouges, d'écharpes, rubans, coiffures, écharpes, etc. de cette couleur", interdiction étendue le 12 mars suivant à tous les lieux. Les contrevenants signalés aux autorités sont aussitôt poursuivis. Ce qui n’empêche rien, et pas non plus d’insulter un coq blanc, de la couleur symbole des royalistes et des conservateurs, de façon non-équivoque. Les portraits de Blanqui, Barbès, Ledru-Rollin, Robespierre sont aussi interdits et leur possession interdite, de même qu'il est refusé de donner ces noms de personnalités révolutionnaires comme prénoms pour des enfants nouveau-nés. De même, la résistance par les symboles s’empare de la chanson, très tôt visée par les autorités. Dès le 8 novembre 1849, le préfet Ferlay demande aux sous-préfets de surveiller les chanteurs ambulants.

#### Le «complot de Valence»
Le 19 mai 1850, le général de Castellane prévient le préfet Ferlay d'un projet d’insurrection, porté par ces sociétés secrètes. Bien que les éléments appuyant cette assertion soient essentiellement des dénonciations, des mesures sont rapidement prises :
- dès le 20 mai, les armuriers ne peuvent vendre des armes à feu qu’aux détenteurs d'un certificat de moralité signé par le maire et le sous-préfet ;
- des lieux de réunion connus utilisés par les républicains sont fermés ;
- des arrestations préventives sont effectuées (plus de 180 au mois de mai[S1 46]).

Mais les preuves sont maigres, si bien que le procureur de Grenoble critique l'action du préfet. De Paris, on le désavoue et le ministre le réprimande, si bien qu'il doit lancer des visites domiciliaires dans les principales agglomérations du département. Cet évènement fait écho aux inquiétudes du pouvoir, non seulement à l'égard des sociétés secrètes, mais aussi d'une possible victoire des républicains aux élections de 1852. La loi du 31 mai 1850 exclut ainsi du corps électoral toute personne ne résidant pas depuis au moins trois ans dans sa commune. Au niveau national, c’est un électeur sur trois qui perd son droit de vote ; dans la Drôme, c’est 23 %. La campagne de pétition contre cette loi est combattue par des arrestations et des condamnations des personnes qui en font la promotion.
Les opérations de police continuent à l'été, avec des condamnations plus ou moins lourdes pour cris séditieux, excitation à la haine, etc. allant jusqu’à deux ans de prison à Belle-Île-en-Mer. Le 6 août, une vaste opération est menée, avec la perquisition simultanée de 37 lieux suspects, dès 4 heures du matin, dans 20 communes, sans résultat probant, puis à l’automne. Les autorités suspectent tout : des feux (feux de la Saint-Jean, écobuage, ou fumier) suscitent l’envoi de forces de l’ordre pour s’assurer qu’il ne s’agit de signaux entre groupes révolutionnaires ; même de vulgaires tas de cailloux dans la campagne les intriguent également, certains officiels pensant à des repères devant servir pour une insurrection… même s’il s’agit de repères élevés par des géographes établissant une carte de France.
Parmi les autres moyens utilisés par l’administration pour contrer la gauche, se trouve la révocation des fonctionnaires trop remuants, ou même trop peu obéissants. Ferlay attend en effet d’eux, que ce soit les instituteurs, les prêtres, les gardes champêtres et autres, qu’ils servent le gouvernement en soutenant les candidats du parti de l’Ordre, et en dénonçant les militants de gauche. Ces mesures semblent indispensables au pouvoir, dans un département marqué à gauche : ainsi, la pétition lancée au printemps 1851 par les soutiens du prince-président en faveur d'une révision constitutionnelle lui permettant de se représenter en 1852 n[obtient que 15 075 signatures dans le département, et le conseil général refuse de soutenir la révision constitutionnelle. Les principaux chefs du parti républicain du département prônent cependant la patience et repoussent l’idée d’une insurrection, même si les autorités locales croient fermement qu’ils vont appeler à l'insurrection des Montagnards ou des socialistes, ou en tout cas se préparent à cette éventualité.
Afin de prévenir toute prise d’armes, les autorités font néanmoins soit se remettre les armes détenues légalement par les habitants, mais aussi rechercher les armes, poudre et balles cachées, ainsi que les outils nécessaires à leur fabrication. En septembre, 105 perquisitions sont effectuées dans ce but dans le seul arrondissement de Montélimar, et ne permettent de trouver que quelques kilos de poudre, 21 balles, deux fusils et un pistolet. Les gardes nationales de Valence et Bourg sont désarmées le 27 octobre 1850.
Le 27 novembre, le préfet prévient sous-préfets et maires d’avoir à se tenir prêts à faire face à une insurrection prévue pour le 30, notamment en enlevant cordes et battants des cloches.

#### Résistance au coup d'État du 2 décembre 1851
Lors du coup d'État du 2 décembre 1851 commis par le futur Napoléon III, la résistance drômoise fut une des plus fermes. Des combats se déroulèrent à Crest dont l'ancienne tour médiévale renferma quelque temps plus de 500 prisonniers qui furent nombreux à être déportés en Algérie.

##### Bilan
Globalement, malgré les rumeurs et la propagande pro-gouvernementale, les violences sont quasiment absentes du mouvement en-dehors des combats. Le télégraphe Chappe est attaqué deux fois, et l’octroi de Crest est saccagé. Mais en-dehors de ces deux faits ponctuels, les témoignages montrent qu’on épargne les papiers du notaire ; que personne n’est insulté ; les réquisitions de nourriture sont payées ; le fusil, « emprunté », est rendu le lendemain. Il y a des bousculades, pour monter au clocher, pour accéder au tambour ou au drapeau, contre les mouchards connus, pour obliger le curé à marcher. Mais il n’y a pas de blessés. Mais encore, écrit Robert Serre, on a aussi des égards : les curés de Grâne et de Chabrillan sont obligés de suivre les manifestants, mais ils sont transportés en voiture ; on fournit un manteau à tel curé qui a froid ; le notaire de Saint-Gervais est moqué et insulté, obligé de suivre la manifestation, mais quand il se plaint de ne pouvoir marcher, on le fait monter en voiture (dont il s’enfuit une fois arrivé à destination). Reconnaissant leur emportement, qui les a poussé à enfoncer une porte pour trouver des fusils, les insurgés regrettent sur le coup et indemnisent d’eux-mêmes le propriétaire. La seule violence à l’égard des personnes concerne le garde champêtre de Marsanne, attaché à un arbre, mais qui se libère en moins d’une heure. Enfin, les appels au bon ordre, les promesses de sévir contre ceux qui commettront des délits sont nombreuses, dès les premières heures de l’insurrection.
Selon Robert Serre, le mouvement échoue d’abord pour des raisons militaires : manque d’armes, de cadres, de stratégie, absence de commandement. Pour les armes, par exemple, celles saisies à Crest sont 36 armes à feu hétéroclites, trois armes blanches, et une cinquantaine d’outils, face à des fusils de guerre, des canons, des baïonnettes, manipulés par des hommes entraînés et commandés des professionnels. Malgré le courage des insurgés, le gros des troupes se débande au premier coup de canon. Du côté des cadres, on a à la fois le résultat de trois ans de répression qui en a singulièrement éclairci les rangs (voir plus haut), et des facteurs conjoncturels : un grand nombre de cadres sont en prison depuis quelques mois ou semaines au moment du coup d’État, ils ne sont pas là pour diriger et mobiliser le mouvement. D’autres cadres potentiels prennent la fuite. Enfin, les députés sont à Paris, Morny ayant choisi la date du 2 décembre, à laquelle l'Assemblée siège à Paris, pour éviter qu’ils ne dirigent la résistance en province. Enfin, Louis Richard de Besse, à Valence, qui devait lancer l’ordre de mobilisation, tergiverse le 3 et le 4 avant de le lancer finalement le 5 décembre, puis de lancer un contrordre, diversement suivi, dans l’après-midi.

##### La répression
Chacun des villages de Marsanne, Loriol, Grâne, Saou et Puy-Saint-Martin, reçoit en garnison une compagnie d'infanterie. Ce dispositif, destiné à traquer les insurgés en fuite, est renforcé d’une patrouille permanente de 12 gendarmes à cheval et 5 à pied qui circule entre ces postes.
Pour échapper à la déportation ou aux travaux forcés, plus d’une centaine d’insurgés prennent le chemin de l’exil, vers la Suisse ou le Piémont-Sardaigne. Ils font leur vie là-bas, ou attendent l’amnistie. Pour rejoindre l’étranger, ils prennent des voies détournées. Ainsi, deux fugitifs demandent au garde champêtre d’Oriol-en-Royans les « chemins sûrs pour aller en Savoie ». Le garde leur donne le renseignement voulu, non sans s’en vanter, l’information parvenant aux fonctionnaires de la répression. Arrivés en exil, ils se retrouvent souvent ensemble, ceux ayant pu ouvrir un commerce accueillant les autres (ainsi des Peysson qui ouvrent un estaminet à Genève) et s’organisent. Le marchand de vin Xavier Salabelle, de Valence, est élu président d’un comité où s’organisent les réfugiés de la Drôme parvenus à Genève. Un certain nombre demandent l’autorisation de retour, quitte à effectuer leur peine : les conditions de vie en exil sont dures. Ainsi Étienne Savel, de Grâne, écrit que « son amour-propre est bien blessé, car je vous assure que si vous saviez comme je suis et comme on vit, du pain que les chiens ne mangerez pas chez nous » (sic), ou Jean-Pierre Montchaux, de la Baume-Cornillane, qui se soumet aux autorités le 29 décembre 1852, « après avoir subi sur le sol étranger des privations peut-être plus grandes que ceux qui ont subi l’emprisonnement et la déportation ».
Les insurgés arrêtés sont envoyés dans les prisons des préfecture et sous-préfectures, Valence, Romans, Montélimar, Die, Nyons. Mais, celles-ci étant très rapidement pleines, le général Lapène doit réquisitionner l’église des Cordeliers à Valence, utiliser la citadelle, un local servant de bûcher au palais de justice, deux écuries, le rez-de-chaussée de la gendarmerie, une dépendance de l’hôpital. Le 11 décembre, les prisons de Montélimar sont également remplies, et les prisonniers sont dirigés sur le couvent des Cordeliers, malgré leur propreté et leur hygiène problématiques. En janvier, ces deux prisons comptaient 134 et 128 détenus, plus neuf à l’hospice, en plus des 35 prisonniers de droit commun. Seulement deux d’entre eux peuvent s’évader, Pierre Mercier lors d’un transfert à la citadelle de Valence (il est repris à Valvignères), et Joseph Reynaud. On interne aussi des prisonniers à Loriol, mais devant la saturation des locaux, le général Lapène décide le 14 décembre de déplacer les condamnés à la tour de Crest, qui selon les estimations peut en retenir 250. Finalement, ils ont été presque le double à y être incarcérés. La tour est ainsi devenue le symbole de la répression de l’insurrection de décembre 1851 dans le département de la Drôme. En raison de ces conditions déplorables de détention, certains prisonniers tombent gravement malades, contractant des infirmités ou mourant.
Très souvent, les curés ou les pasteurs, parfois ensemble quand les deux religions sont pratiquées dans une même commune, interviennent en faveur des habitants de leur commune emprisonnés ; 68 curés (sur 420 dans le département) et 7 pasteurs font au moins une démarche de ce genre, s’appuyant sur le nombre et l’âge des enfants ou les autres personnes à charge ou malades dans la famille, leur pauvreté, et attestent de leur comportement de bon chrétien. Cela n’empêche pas certains détenus d’être oubliés par l’administration : deux habitants de Bourdeaux restent ainsi en prison six mois avant que l’administration ne se souvienne d’eux et les libère, sans condamnation.
La justice constitue un total de 1617 dossiers, contenant rapports des maires, gendarmes, commissaires de police, curés, lettres de dénonciation, et les interrogatoires de témoins et des inculpés. Ces interrogatoires sont souvent réduits à la portion congrue, le fonctionnaire ne demandant à l’intéressé que son état-civil, s’il a participé à l’insurrection et s’il est membre ou non d’une société secrète. Les réponses sont stéréotypées, ce qui laisse penser que les prisonniers, enfermés très nombreux dans chaque salle, ont préparé ensemble leurs réponses. Ils reconnaissent le moins possible, dénoncent les personnes dont on sait qu’elles sont mortes, déjà réfugiées à l’étranger, ou celles dont les autorités savent déjà qu’elles avaient des responsabilités.
Les insurgés sont ensuite jugés par une commission militaire, composée d’un chef de bataillon du 32e régiment d'infanterie de ligne, de deux capitaines du 2e régiment d'artillerie, d’un militaire faisant office de greffier et d’un seul magistrat, substitut du procureur. Le procès a lieu à huis clos, et se conclut par la mise en liberté, par la déportation, ou le renvoi devant le conseil de guerre. Malgré la procédure expéditive, qui entraîne des incohérences, seuls 582 dossiers ont été traités au 5 février. Le ministre Morny, pour accélérer les procédures, crée les commissions mixtes, entre les trois administrations qui revendiquent de juger les insurgés. Celle de la Drôme siège à partir du 9 février, composée du préfet Ferlay pour l’administration préfectorale, du général Lapène pour l’armée et du procureur Payan-Dumoulin pour la justice. En à peine 15 jours, elle traite 1600 dossiers, sans témoins, sans la présence de l’accusé, et sans avocat. La condamnation est sans appel. Elle frappe plus durement les notables et les gens instruits, jugés plus dangereux, et moins les ouvriers, artisans et cultivateurs. Les plus pauvres, les journaliers, sont eux aussi sévèrement condamnés. Les peines prononcées à cette étape par ces deux juridictions d'exception sont de 16 déportations au bagne de Cayenne, 496 transportations en Algérie, 13 expulsions, 30 peines de prison, et 1023 libérations. Le préfet espère notamment que les notables se désolidarisent des Montagnards et rallient le nouveau régime. Les quelques cas où cela se produit voient la lettre où ces notables expliquent leurs nouvelles opinions publiée, afin que les autres notables suivent le mouvement.
Le nouveau régime, réalisant que l’ampleur de la répression le marque de manière négative (près de 27 000 inculpations sur toute la France), et que les buts de la répression sont d'ores et déjà atteints, envoie des missions de clémence en province. L'une d'elles visite les trois prisons de Valence, Montélimar et Crest, s’entretient avec les possibles graciés, et s’ils signent un engagement écrit, manifestent de bons sentiments et du repentir, ils sont libérés. Le conseiller d’État Quentin-Bauchard, l’un des seuls à utiliser largement son pouvoir de grâce en France, libère ainsi près de la moitié des condamnés à la déportation de la Drôme. Le fait que la grâce émane des pouvoirs présidentiels est positif pour la réputation du prince-président. Ces grâces, et les décisions individuelles de libération prises par le préfet, non-motivées, touchent surtout les notables et les gens aisés. Ainsi du principal responsable des sociétés secrètes dans la Drôme, Richard Besse, jamais jugé, et autorisé à revenir dès 1853.
Pour faire état de l’importance de la répression, Robert Serre comptabilise pour le département non seulement les 1617 dossiers constitués entre décembre 1851 et février 1852, mais aussi ceux des 200 personnes arrêtées après cette date, les inculpés qui ont été jugés directement par le conseil de guerre de Lyon, les insurgés tués dans les combats, les militants inculpés entre 1848 et novembre 1851, et les fugitifs, qui bien qu’ayant échappé à la justice, ont vu leurs conditions de vie sérieusement dégradées du fait de la répression qui les privait d’une vie normale. Il arrive ainsi à un total de 2006 fiches individuelles, ce qui permet de dresser quelques statistiques sur le mouvement. Ainsi, près de la moitié des personnes recensées sont des paysans (catégorie sous-représentée, puisque la Drôme comptait deux tiers de cultivateurs en 1851) ; un tiers d’ouvriers et artisans, catégorie sur-représentée ; les instituteurs et les tenanciers de café, auberges, etc. sont eux aussi sur-représentés ce qui témoigne de leur implication. 90 % d’entre eux ont entre 20 et 50 ans, 150 plus de 50 ans, le plus âgé ayant 75 ans, le plus jeune 11 ans (il est libéré car la commission militaire considère qu’il n’est pas responsable de ses actes, mais il a été plus de quarante-cinq jours en prison).
La répression se poursuit en 1852 et 1853 avec la révocation ou la démission forcée de 81 maires (sur 361 communes) et la dissolution de nombreux conseils municipaux, remplacés par des commissions provisoires, ou plus simplement épurés de leurs éléments d’opposition. Les raisons en sont une participation à l’insurrection (pour onze maires), l’insuffisance de la mobilisation de certains maires en faveur du Oui au moment du plébiscite fin décembre 1851, le refus du serment, ou le non-respect de celui-ci. Quatre juges de paix sont aussi révoqués, ainsi que trente gardes champêtres, quatre compagnies de sapeurs pompiers, des magistrats, et bien sûr des instituteurs.

#### Vers le Second Empire
Dès le 8 janvier 1852, le préfet Ferlay ordonne l'arrachage des arbres de la liberté plantés au printemps 1848. Certaines communes comme Livron-sur-Drôme temporisent avant de procéder, d'autres comme Moras n'obéissent pas.
Le plébiscite des 21 et 22 novembre 1852, portant sur le rétablissement de l’Empire, se fait selon les mêmes méthodes que le précédent, même si le climat de terreur a disparu. Des formulaires sont envoyés aux maires, afin qu’ils rapportent le comportement des électeurs, notamment ceux sous surveillance après une condamnation pour l’insurrection de décembre 1851. Les maires indiquent si la personne a voté publiquement, ce qu’elle a voté dans le cas contraire (les bulletins sont pliés sans enveloppe et peuvent être lus par le maire, qui indique « a bien voté » ou « a voté pour l’ordre »), ou encore si elle n’a pas voté, ce qui est considéré comme un signe d’opposition et entraîne la mention « mérite d’être surveillé avec rigueur ». Malgré tout, 20 % des électeurs drômois s’abstiennent, et 14 % des votants s’opposent au rétablissement de l’Empire, contre 3 % en France.

### La Troisième République (1870-1940)

#### LesChauffeurs de la Drôme(1905-1908)
À l’entrée sud du cimetière, hors des murs, un carré est protégé. Il abrite les dépouilles de trois des quatre « fameux chauffeurs de la Drôme », exécutés en 1909 devant la prison de la ville (avenue de Chabeuil). Dans la même fosse avait été enterré bien avant le corps du célèbre contrebandier Louis Mandrin (roué vif sur la place des Clercs à Valence en mai 1755),.

#### La Première Guerre Mondiale (1914-1918)
La Drôme fait partie de la quatorzième région militaire,.

## XXesiècle

### La Seconde Guerre mondiale (1939-1945)

Occupation allemande et italienne.
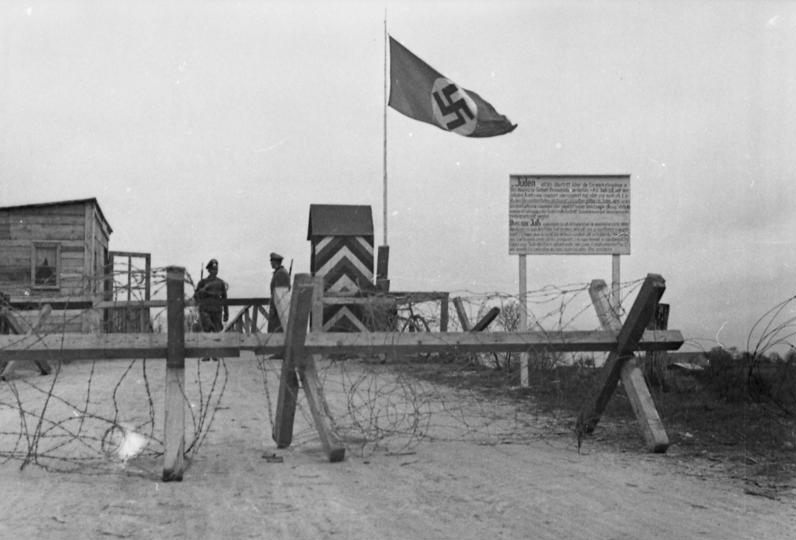
Poste de contrôle allemand sur la ligne de démarcation.
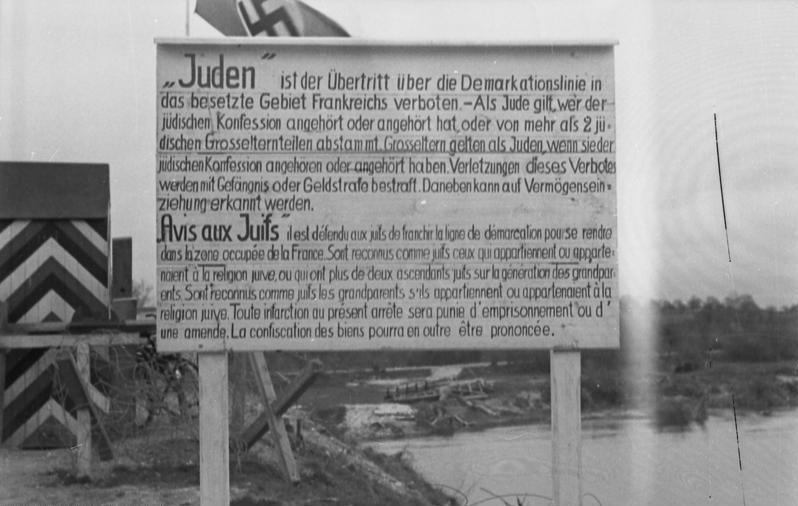
Pancarte sur le poste de contrôle : avis aux Juifs.

### L'État français (1940-1944)

#### Lazone occupéepar les Allemands et lesItaliens(1942-1943)
Le site de l'AERI donne la chronologie de la présence allemande dans la Drôme
Le département de la Drôme est occupé par l’Italie fasciste de novembre 1942 à septembre 1943.
Le 8 septembre 1943, à la suite de la signature de l’armistice de Cassibile entre l'Italie et les Alliés, les Allemands prennent le contrôle des territoires jusque-là occupés par les Italiens en France. Les territoires annexés de facto par l’Italie (Menton…) reviennent sous administration du régime de Vichy. Les troupes italiennes présentes sur le territoire français ne se considèrent plus comme des troupes d’occupation et regagnent progressivement l’Italie. Alors que dans le Nord de l’Italie, se met en place une République sociale italienne (RSI) vassale de l’Allemagne, les troupes italiennes qui n’ont pas évacué à temps la France sont désarmées par la Wehrmacht et envoyées dans des camps de prisonniers en Allemagne.

#### La Résistance
Dans le Vercors, le Diois et les Baronnies, se créent d'importants maquis de résistance. Le « Plan Montagnards » fut conçu pour l'ensemble du maquis du Vercors. Ce dernier fut pensé comme un bastion défensif imprenable à l'arrière des positions de l'occupant qui guettait un débarquement en Provence. Les Allemands décidèrent d'en finir en juillet 1944 et l'attaque, commencée le 13 juillet dans le nord du massif, se poursuivit tout au long du mois de juillet. Elle fut marquée par de nombreuses exactions, y compris contre les populations civiles (Vassieux, La Chapelle-en-Vercors, grotte de la Luire).
Portes-lès-Valence possède une importante gare de triage qui a été l’objet de nombreux sabotages de la part des résistants pour entraver la circulation des convois allemands (hommes ou matériel). Les sabotages ont entraîné des représailles. Le 8 juillet 1944, à la suite du sabotage du 6 juillet, 33 prisonniers de la prison de Montluc de Lyon sont exécutés devant un mur de la gare de triage.

#### Les «Vierges du Vœu du 15 août 1944»
Ce mouvement est propre aux catholiques de la Drôme. L'initiative de l'abbé Jean Bossan amènera l'installation de plusieurs statuettes dans le département. La première « Vierge du Vœu » sera inaugurée le 15 juillet 1945 à Ambonil.

#### Les bombardements alliés
1944 : avant que les troupes alliées ne débarquent sur les côtes de Provence et n’arrivent dans la Drôme, les aviateurs ont de nouvelles missions : la destruction de nombreuses cibles (principalement ponts routiers et de voies ferrés, mais aussi gares ferroviaires, terrains d’aviation, dépôts de carburant…), afin de gêner les Allemands dans leurs déplacements. Les jours précédant et suivant le débarquement, les bombardements se multiplient :
- 24 juillet et 15 août : le terrain d’aviation de la Trésorerie à Valence est visé, causant 50 morts à Valence, Chabeuil et Malissard[117],[118].
- août : la gare de triage de Portes-lès-Valence subit trois importants bombardements par l’aviation alliée. Les bombardements par l'USAAF (United States Army Air Forces: force aérienne de l'armée des États-Unis) ont détruit les installations mais ont fait aussi des victimes civiles[115].
- D’autres bombardements meurtriers ont touché les villes de Crest, Valence, Saint-Vallier notamment[115],[119].
- 15 août (13h / fin de l'alerte à 14h25) : pendant sept minutes, 20 bombardiers américains volant à 4 000 m d'altitude dans la direction est-ouest (& non sur l’axe nord-sud du fleuve) lâchent une centaine de bombes de 250 kg, en principe sur le pont routier traversant le Rhône entre Valence et Granges-lès-Valence (deux arches du pont avaient déjà été détruites par un dynamitage du Génie français à l’approche de l’ennemi en juin 1940, mais elles avaient été réparées depuis). L'objectif des Américains était de détruire le pont pour retarder la retraite allemande vers le nord. La cible sera manquée. Bilan : 280 à 324 morts sur Valence, 19 sur Bourg-lès-Valence, 20 sur Granges-lès-Valence, 60 immeubles détruits, 120 autres inhabitables, 300 endommagés[120].
- 16 août : bombardement sur Saint-Vallier.
- 18 août : bombardement anglais sur Valence. Bilan : le pont est enfin détruit, au prix de 20 morts et de destructions collatérales.

Au total, en moins d’un mois, plus de 500 morts en Drôme et plus de 200 en Ardèche.
Afin d’éviter de nouvelles bavures, le commandant Legrand, chef des FFI de la Drôme, demande le 15 août à « Gérard » (Henri Faure), qui dirige la S.A.P (Section Atterrissages et Parachutages), de faire sauter le pont routier de la RN 7 qui enjambe la Drôme, entre Loriol et Livron.
Devant le succès du débarquement de Provence le 15 août 1944 et la remontée rapide vers le Nord des troupes alliées (Task Force et 36e division), Hitler ordonne à toutes les troupes allemandes du sud de la France (la XIXe Armée), sauf aux divisions de Toulon et de Marseille, de se replier sur une ligne de défense Sens-Dijon-frontière.

#### La Libération
Après les bombardements du 15 août 1944, Valence subit une autre tragédie : le 29 août, les Allemands font exploser dans leur fuite un wagon de nitroglycérine stationné au sud de la gare.
Les territoires de l’ancienne zone d’occupation italienne sont libérés des Allemands en septembre 1944, par les troupes américaines et françaises débarquées en Provence à partir du 15 août 1944, entre Hyères (à l’est de Toulon) et Cannes. Les Allemands tentent de bloquer la montée des alliés, du 21 au 28 août 1944, lors de la bataille de Montélimar.
Valence est libérée le 31 août; le département est totalement libéré le 1er septembre.

### Le Gouvernement Provisoire de la République Française (1944-1946)
Début juin 1944 : Le général Charles de GAULLE prend la direction du GPRF. Ce gouvernement succède au Comité français de Libération nationale (CFLN).
29 avril 1945 : premières élections municipales où les femmes peuvent voter (liberté accordée le 21 avril 1944 par le CFLN, confirmée le 5 octobre par le GPRF).

## XXIesiècle

### Le retour des loups
Depuis plusieurs années, le retour des loups est observé, essentiellement dans le massif du Vercors.
- 2008 (12 févr.) : un loup, percuté par une automobile, est retrouvé mort le long de la route nationale 532, sur la commune de Saint-Marcel-lès-Valence, aux portes de Valence[121].

## Régions particulières

### Le Vercors drômois
Dictionnaire topographique du département de la Drôme :
- 1231 : Vercorsium (Gall. christ., XVI, 206).
- XIIIe siècle : Vercosium (de Coston, Étymologie de la Drôme).
- 1277 : Vercolp (Inventaire des dauphins, 54).
- 1293 : de Vercoriis (cartulaire de Die, 129).
- 1313 : in montibus Vernaysonsis (cartulaire de Die, 101).
- 1332 : mons de Vercors (Gall. christ., XVI, 130).
- XIVe siècle : Vecorcium (pouillé de Die).
- 1450 : mention de la châtellenie : castellania Bastide Vercorcii (Rev. de l'évêché de Die).
- 1540 : Vercortium (A. du Rivail, De Allobrog., 117).
- 1576 : Vercorps (rôle de décimes).
- 1634 : Vercorts (archives de la Drôme, fonds de Saint-Jean-en-Royans).
- 1891 : Vercors, pays correspondant au canton de la Chapelle-en-Vercors, moins la commune de Vassieux, et dont on croit que les premiers habitants furent les Vertacomicorii (ou Veriacomacorii), tribu des Voconces, à laquelle Pline attribue la fondation de la ville de Novare en Piémont italien : Novaria, ex Vertacomicoris, Vocontiorum hodieque pago non ut Cato existimat, Ligurum (III, 17).

La seigneurie :
- Au point de vue féodal, le pays formait, au XIIIe siècle, trois mandements dits de La Bâtie, de Ravel et de Rousset,
- Il fut premièrement possédé par les dauphins.
- 1253 : le haut domaine passe aux évêques de Die.
- Le domaine utile appartient aux comtes de Valentinois et à plusieurs co-seigneurs :
- Une part appartient aux Vercors.
  - Fin XVIe siècle : cette part passe aux Faure.
- Une part appartient aux Rousset.
  - 1337 : cette part est vendue aux Adhémar.
- Une part appartient aux Bermont.
  - 1374 : elle passe aux Varces.
- Une part appartient aux Borne.
  - 1374 : elle passe aux Varces.
- 1465 : la part des Varces passe aux Alloix.
  - Elle passe (par mariage) aux La Baume-Suze.
- Une part appartient aux Claveyson.
  - Elle passe aux Hostun.
  - Vers 1590 : elle passe aux Faure, aux Odde de Boniot et aux Chipre.
- Une part appartient aux Arier (encore co-seigneur du Vercors en 1569).
- Les Faures acquièrent les droits des Bovier, des Grammont et d'une partie de ceux des Hostun.
- Vers 1580 : la part des Faures passe (par héritage) aux Chipre.
- Vers 1685 : une part, appartenant aux Gauthier, passe (par héritage) aux Odde de Boniot.
- Avant 1725 : les Chipre vendent les six seizièmes de la seigneurie du Vercors aux évêques de Die.
- Vers 1780 : les dix seizièmes restant passent aux Odde de Boniot (déjà détenteurs de certains droits en 1593).
- 1781 : les Oddes de Boniot possèdent huit seizièmes.
  - Les deux seizièmes restants sont partagés entre les Lamorte et les Malsang.

La châtellenie du Vercors ou de la Bâtie-en-Vercors comprenait le Vercors, et probablement aussi la commune de Vassieux. Elle avait la même étendue que le canton de La Chapelle-en-Vercors.

### Études générales
- 1891 : J. Brun-Durand, Dictionnaire topographique du département de la Drôme, Paris, Imprimerie nationale, 1891 / Dans l'introduction, nous avons une liste de sources très intéressante (pages LXXI à LXXVI).
- 1988 : André Pelletier (André Blanc, Pierre Broise, Jean Prieur), Histoire et archéologie de la France ancienne, Rhône-Alpes : de l'âge de fer au Haut Moyen Âge, Le Coteau (42120), éditions Horvath, 1988, 261 p. (ISBN 27171-0561-1, lire en ligne)
- 1992 : Michel de La Torre, Drôme : le guide complet de ses 371 communes, Paris, Deslogis-Lacoste, 1992 (ISBN 2-7399-5026-8).
- 2001 : Archéologie sur toute la ligne. Les fouilles du TGV Méditerranée dans la moyenne vallée du Rhône, Éd. Le Musée de Valence/Semgy, Éditions d'Art, 2001 (ISBN 285056513X).
  - A. Beeching, Le site de Lalo à Espeluche (Drôme) et le début du Néolithique en moyenne vallée du Rhône, 2001, p.61-64.
  - Joël Vital, Le Serre 1, Roynac (Drôme) : Les premières formes d’habitat rhodaniennes à l’âge du Bronze ancien, 2001, p.71-76.
  - (en ligne sur un site russe mais avec ouverture de compte gratuit) : Collectif, Archéologie sur toute la ligne. Les fouilles du TGV Méditerranée dans la moyenne vallée du Rhône, Éd. Le Musée de Valence
- 2010 : Jacques Planchon, Michèle Bois, Pascale Conjard-Réthoré, Carte archéologique de la Gaule 26 : la Drôme[123],[124].
- 2012 : Bilan scientifique archéologique Rhône-Alpes-2012. / la page donne aussi tous les rapports de 1991 à 2015.

### Préhistoire
- 1956 : André Blanc et M. Coquillat, Le Trou Arnaud à St-Nazaire-le-Désert, Cahiers rhôdaniens, 1956, p. 22-32.
- 1959 : Robert Boutes, La Préhistoire dans le Diois, Revue drômoise (bulletin de la société d'archéologie de la Drôme avant 1976), 1959, p. 217-222.
- 1959 à 1985 : Jean Combier, Compte-rendu du directeur de la circonscription, Gallia Préhistoire, CNRS, 1959 (p. 200-203), 1961 (p. 333-335), 1963 (p. 300-301), 1977 (p. 609-622), 1980 (p. 495-501), 1982 (p. 489-495), 1985 (p. 397-404).
- 1961 : J. Courtin, La sépulture chalcolithique du Perpétairi à Mollans, Gallia Préhistoire, CNRS, 1961, p. 192-205.
- 1961 : Michel Vignard, Quelques aspects du Chalcolithique et du Néolithique tardif de la Drôme, OGAM, 1961, p. 393-410.
- 1962 : Franck Bourdier, Le bassin du Rhône quaternaire, géologie et préhistoire, CNRS, 1962, 364 p., et un volume de planches.
- 1963 : Michel Vignard, Le dépôt de Beaurières, Revue drômoise no 348 (juin 1963), p. 259-263.
- 1963 : Sylvain Gagnière, Causerie sur les frères Catelan, Revue drômoise no 350 (décembre 1963), p. 413-415.
- 1968 : Claude Boisse, Le Tricastin des origines à la chute de l'Empire romain, Sorepi, 1968, 274 p.
- 1969 : Guy Barruol, Les peuples pré-romains du Sud-Est de la Gaule, étude de géographie historique, de Boccard, 408 p.
- 1972 : Alain Beeching, L'habitat chasséen de Châteauneuf-du-Rhône, Études préhistoriques no 12, 1972, p. 23-32.
- 1973 : Aimé Bocquet, Histoire du Dauphiné, Préhistoire et Protohistoire, Privat, 1973, p. 27-58.
- 1973 : Alain Nicolas, Les signes gravés de Moras, Archeologia no 65, 1973, p. 30-38.
- 1973 : J.-E. et J/-L. Brochier, L'art mobilier de deux nouveaux gisements magdaléniens à St-Nazaire-en-Royans, Études préhistoriques no 4, 1973.
- 1976 : Arsène Héritier, Art en Drôme-Ardèche : A - Préhistoire et protohistoire, document audio-visuel, 12 diapositives et livret d'accompagnement de 20 p., Centre de Documentation Pédagogique, Grenoble, 1976.
- 1976 : A. Bocquet et Ch. Lagrand, Le Néolithique et l'Âge des métaux dans les Alpes françaises (livret guide de l'excursion A 9, Nice, 1976, 205 p.
- 1976 : J.-J. Hatt, Les fouilles du Pègue, Gallia Préhistoire, CNRS, 1976, 1, p. 31-56.
  - 1976 : J.-J. Hatt, Le Pègue et l'histoire de la Gaule, Archeologia no 98, 1976, p. 46-60.
- 1977 et 1978 : Claude Boisse, Sanctuaires de l'Âge du Bronze dans la moyenne vallée du Rhône, Revue drômoise no 406 (décembre 1977), no 407 (mars 1978), no 408 (juin 1978), no 410 (décembre 1978).
- 1977 : Arsène Héritier, État actuel de la recherche préhistorique dans la Drôme du Nord et le Vercors, Études drômoises (bulletin de l'Association Universitaire d'Études Drômoise avant 1979), 1977, 1, p. 3-15.
- 1978 : Arsène Héritier, Le site archéologique de Moras, Études drômoises, 1978, 4, p. 14-16.
- 1978 : Andrée Gallician, Atlas préhistorique du Midi méditerranéen (feuille de Nyons), CNRS, 1978, 128 p.
- 1979 : Arsène Héritier, Le Royans préhistorique, Études drômoises, 1979, 2-3, p. 20-21.
- 1979 : Collectif, Spécial préhistoire, Cahiers du parc du Vercors (no 22); 1982, 53 p.
- 1980 : M. Lambert, Le défilé de Donzère, Revue drômoise (mars 1980), p. 21-30.
- 1981 : Aimé Bocquet, Aperçu de la Préhistoire en Diois, Histoire et archives drômoises no 4, 1981, p. 3-5.
- 1981 : Gabriel Chapotat, La voie protohistorique au sud de la croisée de Vienne, essai de reconstitution de son tracé jusqu'à Marseille, Revue archéologique de l'Est et du Centre-Est, 1981, 3-4, p. 85-91.
- 1982 : Arsène Héritier, La préhistoire dans le Romanais, Études drômoises, 1982, 3-4, p. 14-20.
- 1982 : Collectif, Le Vercors, terre de préhistoire, Cahiers du parc du Vercors, 1982, 47 p.
- 1984 : Arsène Héritier, La préhistoire, Études drômoises (n° spécial Vercors), 1984, p. 53-60; Michel Malenfant, p. 61-66.
- 1984 : Arsène Héritier, Un nouvel habitat pré et protohistorique à Saoû, Études drômoises, 1984, 1, p. 13-16.
- 1984 : Joël Vital, Sites et industries de l'Âge du Bronze dans le défilé de Donzère (thèse de troisième cycle), Bordeaux, 1984, 386 p.
- 1985 : Charles Lagrand, L'oppidum St-Marcel du Pègue, Études drômoises, 1985, 3-4, p. 42-51.
- 1985 : Jean-Claude Daumas et Robert Laudet, L'habitat du Bronze final de St-Ferréol-Trente-Pas, Études Préhistoriques no 16 (spécial), 1985, 33 p.
- 1986 : Jean-Claude Daumas et Robert Laudet, Préhistoire et protohistoire du Diois, Revue drômoise no 439 (mars 1986), p. 1-9.
- 1986 : Collectif, Un village néolithique à St-Paul-Trois-Châteaux, Centre d'archéologie de Valence, 1986, 14 p.
- 1986 : Collectif, A la recherche des premiers paysans, il y a 6 000 ans dans la Drôme, catalogue d'exposition, Centre d'archéologie préhistorique de Valence, 1986, 16 p.
- 1987 : Robert Laudet, La préhistoire du bassin de l'Oule, Études drômoises, 1987, 3, p. 30-36.
- 1988 : Arsène Héritier, La préhistoire dans la basse vallée de l'Isère, Études drômoises, 1988, 2-3, p. 19-22.
- 1988 : Collectif, Sépultures néolithiques, Rencontres Néolithiques (no 3), Centre d'archéologie de Valence, 1988, 117 p.
- 1989 : Collectif, Le Campaniforme, Rencontres Néolithiques (no 4), Centre d'archéologie de Valence, 1989.
- 1989 : J.-C. Daumas et R. Laudet, Premières civilisations en Diois-Baronnies, catalogue d'exposition, 1989, 20 p.
- 1989 : André Blanc, Histoire et archéologie de la France ancienne, Rhône-Alpes, Drôme, Horvath, 1989, p. 207-226.

### Les Celtes
- 1978 : Collectif, Dossier Hannibal, Bulletin des amis du Buis et des Baronnies (no 29), 1978, 33 p.
- 1982 : Jean-Marie Cornet, Aéria cité perdue et retrouvée, Revue drômoise no 423 (mars 1982), p. 1-12.

### Les Gallo-romains
- 1837 : Cassien et Debelle, Album du Dauphiné, Grenoble, 1837.
- 1958 : Grenier Albert, La centuriation romaine de la colonie de Valence, in Gallia, tome 16, fascicule 2, 1958. p. 281–284.
- 1992 : Collectif, Actes du Xe Congrès international d'épigraphie grecque et latine, Paris, La Sorbonne, 1992.
- 1999 : Cécile Jung, Morphogenèse, fonctions et évolution de la centuriation B d’Orange et essai de restitution diachronique des paléopaysages du Tricastin (Drôme-Vaucluse). Sciences de l’Homme et Société. Université François Rabelais - Tours, 1999.
- 2010 : Christine Bonnet et Alban Horry, Céramiques de la basse vallée de la Drôme du Ier s. av. J.-C. au VIe s. ap. J.‑C. : les sites de Saint-Martin et l’Hortal à Chabrillan (Drôme)
- 2013 : Amaury Gilles : La production et la consommation des céramiques dans la région de Valence (Drôme) au IIIe s.

### Du Moyen Âge à la Révolution
- 1875 : Ulysse Chevalier, Cartulaire des Hospitaliers et des Templiers en Dauphiné, Vienne, E.-J. Savignè (imprimeur), 1875 (lire en ligne).
- 1879 : Archives départementales de la Drôme - A. Lacroix (archiviste), Archives civiles (série E 2671 à 4706, tome III), Valence Chenevier et Pessieux, 1879 (lire en ligne) : inventaire sommaire (antérieur à 1790)
- 2002 : Justin Favrod, Les Burgondes : Un royaume oublié au cœur de l'Europe, Lausanne/Paris, Presses polytechniques et universitaires romandes, 2002, 142 p. (ISBN 2-88074-596-9, lire en ligne).
- non daté : Anne-Marie Desgraviers, Contes de la Drôme et du Dauphiné,  (ISBN 2-87771-007-6).

### De la Révolution Française à aujourd'hui
- Michel Garcin, La patrie en danger, histoire des bataillons de volontaires (1791-1794) et des généraux drômois, Étoile-sur-Rhône, Nigel Gauvin, 1991,  (ISBN 2-87771-011-4).
- Michel Garcin, Le cœur d'émeraude (roman historique dans la Drôme de 1816),  (ISBN 2-87771-008-4).
- Emmanuel Dossat, Les Hommes rouges, ou la véridique histoire des Chauffeurs de la Drôme,  (ISBN 2-87771-009-2).
- Roger Pierre, La Drôme et l'Ardèche entre deux guerres, 1920-1939, le mouvement ouvrier, le front populaire, Paris, Editions sociales, 1973-1977.
- Roger Serre, 1851. Dix mille Drômois se révoltent : L'insurrection pour la République démocratique et sociale, Valence, Peuple Libre, 2003, 400 p. (ISBN 2-907655-42-6).
- AERI (Association pour des Études sur la Résistance Intérieure), La Résistance dans la Drôme - le Vercors (CD rom), AERI, 2007,  (ISBN 978-2-915742-17-6).

### Familles de la Drôme
- 2016 : Julien Mathieu (attaché de conservation du patrimoine), Famille du Plan de Sieyès de Veynes (1697-1818), Valence, Archives communales, 2016.